# Gemini-program

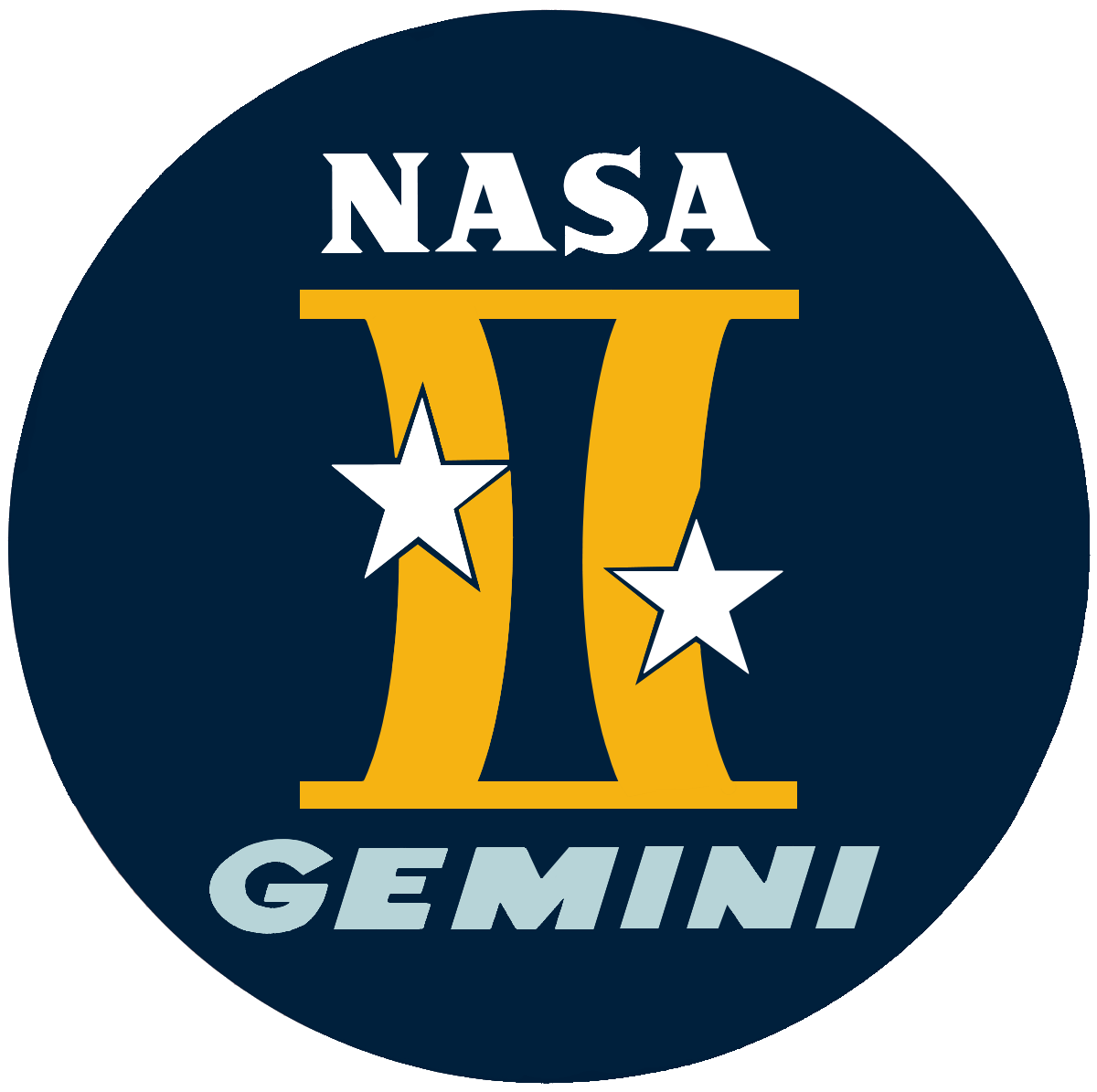
A Gemini-program jelvénye

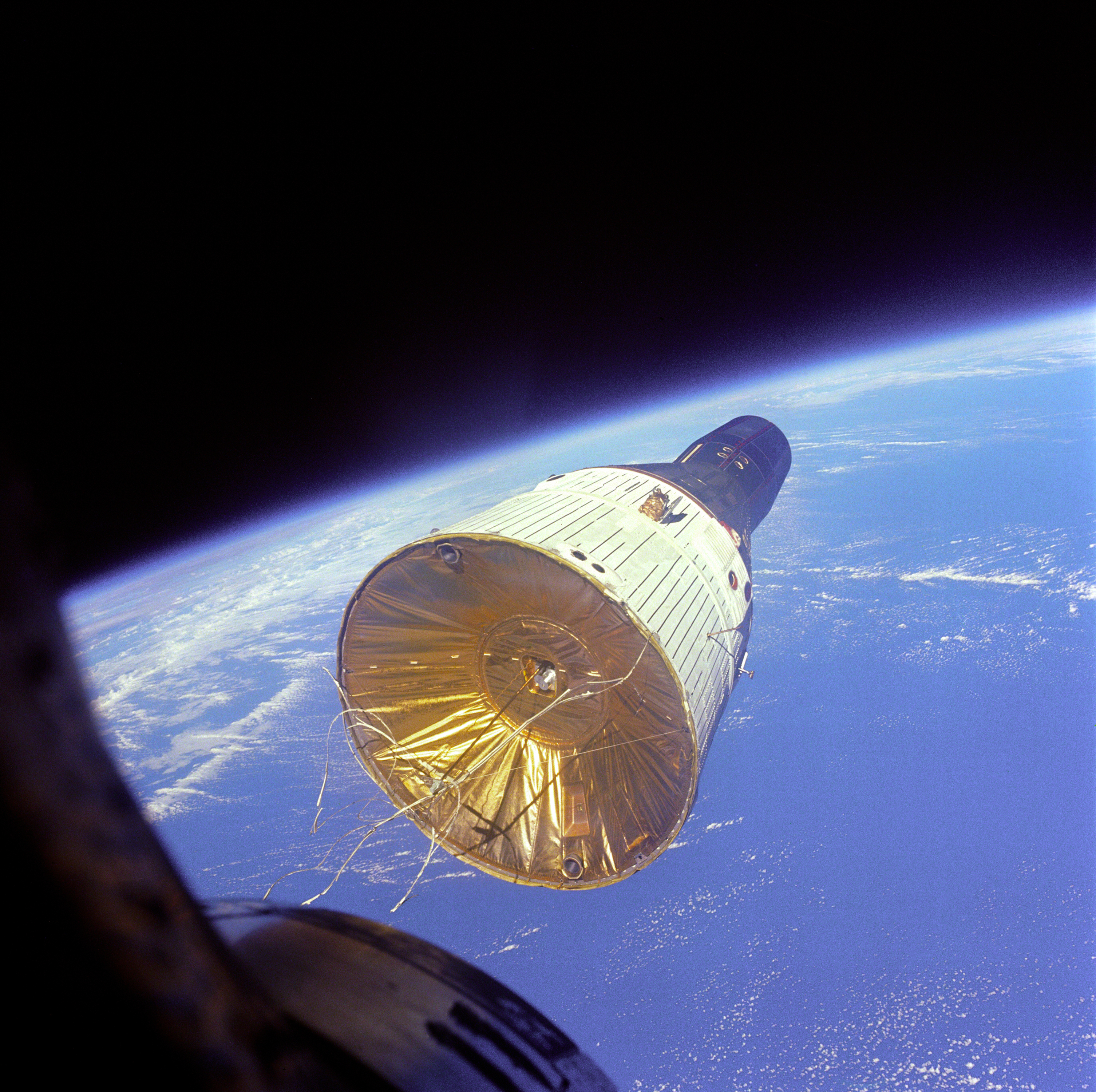
Gemini űrhajó Föld körüli pályán (a Gemini–VII a Gemini–VI–A-ból fényképezve)

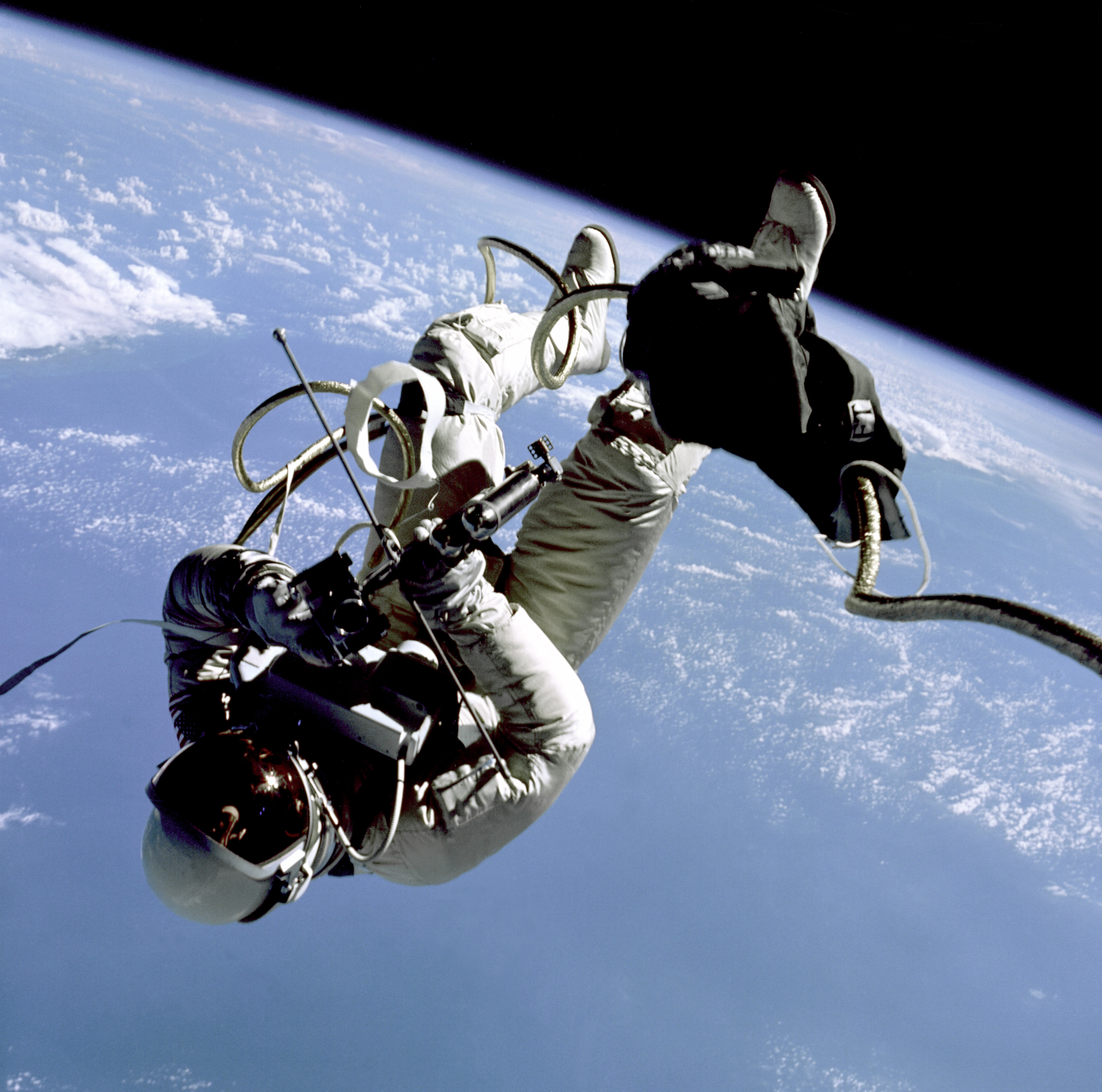
Edward White az első amerikai űrsétán, a Gemini–IV küldetésen

A Gemini-program az Egyesült Államok harmadikként bejelentett, ám repüléseit tekintve másodikként végrehajtott, űrhajósokat az űrbe juttató űrrepülési programja volt. Céljait tekintve az Apollo-programnak alárendelt program volt. A NASA az 1960-as években ennek keretében próbálta ki a bonyolultabb űrműveleteket, amelyek a későbbi holdra szállásokon előfordultak. Ebben a sorozatban készítették fel az űrhajósokat az Apollo-program repüléseire, hogy a hatalmas kihívást jelentő holdutazásokra tapasztalatokkal rendelkező személyzetek indulhassanak. A holdra szálló űrhajósok többsége részt vett a Gemini-programban is.
A programhoz új, kétüléses Gemini űrhajókat fejlesztettek a McDonnell Aircraft repülőgépgyár bevonásával, amelyekből két személyzet nélküli tesztpéldányt és 10, emberekkel a fedélzetén repülő példányt bocsátottak fel Cape Canaveralről a Titan II hordozórakétával. Emellett új, a korábbiaknál sokkal kevésbé szigorú feltételekkel történő legénységi válogatási rendszert is eredményezett az új program. A repülések kisebb hibákkal, de alapvetően sikeresen futottak le, melyek során először végzett egy amerikai asztronauta űrsétát, majd a világon először végeztek űrhajósok űrrandevút és két űrhajó összekapcsolását. Az amerikaiak ezzel a programmal hozták be a Szovjetunióval vívott űrversenybeli korábbi tetemes hátrányukat. A program sikere utat nyitott a későbbi holdra szállásnak.
A program érdemi szakasza, a repülések 1964. április 12. és 1966. november 15. között zajlottak. Ezen repülések három fő szakaszra osztották a programot. Az első szakaszban elsősorban az űrhajó működőképességét kellett igazolni, így az első két, személyzet nélküli repülést (Gemini–1 és –2) és az ember irányította szűzrepülést (Gemini–3) soroljuk ide. A második szakaszban zajlottak le a program fő célkitűzéseit tartalmazó rekordrepülések (Gemini–IV, –V, –VI-A, –VII, –VIII), míg végül a jártasság elmélyítését szolgálta a Gemini–XII-ig hátralevő négy repülés. A program célkitűzéseinek teljesítése sikereken és kudarcokon át vezetett, és egészen a legutolsó repülésig tartott annak kimondása, hogy a NASA képes minden olyan űrművelet végrehajtására, amely a későbbi holdra szállást megalapozza.
A Gemini-program számos később meg nem valósult katonai űrprogramnak is alapja volt, és a repülések során a holdra szállás műveletein kívül katonai kísérleteket is végeztek az űrhajósok.

## Előzmények

### Az űrverseny

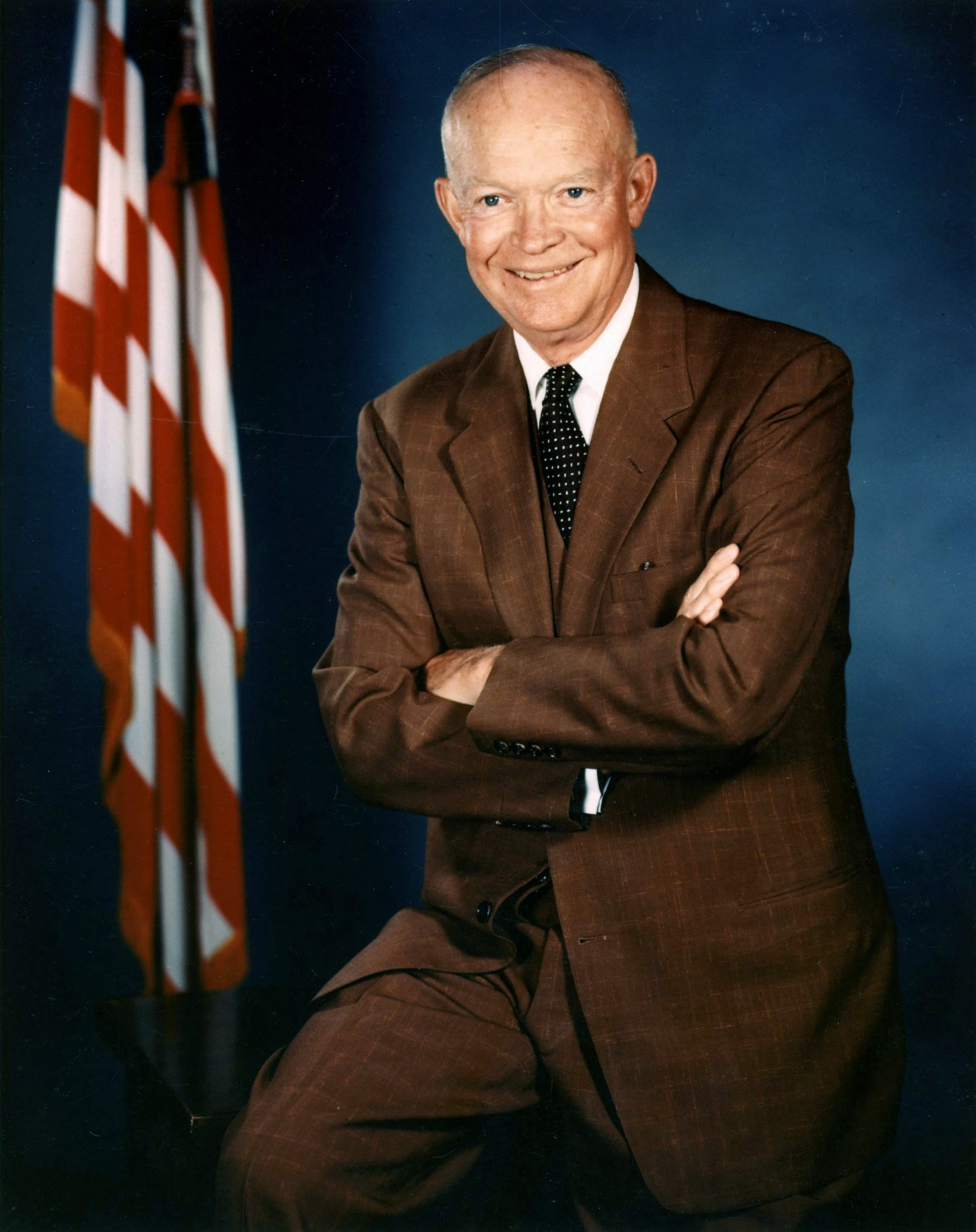
Dwight D. Eisenhower elnök, az űrverseny elindítója amerikai oldalon

A második világháborút követően a korábbi szövetséges nagyhatalmak és a köréjük tömörülő országok két politikai tömbben egyesültek, és kialakult egy politikai, katonai szembenállás, az úgynevezett hidegháború. Ezt a szembenállást azonban – részben a háború pusztításának emléke, részben az atomfegyverek fenyegetése miatt – nem lehetett közvetlen katonai úton rendezni, ezért a háttérben folyó fegyverkezés és az azon alapuló elrettentés, illetve kisebb horderejű helyi háborúkba való beavatkozás mellett mindkét oldal minden lehetőséget megragadott, hogy az országa, vagy a politikai tömb élen járását, felsőbbrendűségét hangsúlyozza. Ilyen területek voltak a sport- és tudományos teljesítmények is. Amikor a technikai tudományok eljutottak arra a fejlettségi szintre, amikor a világűr elérése már nem csak fikció (esetleg tudományos fantasztikum) volt, az Egyesült Államok és a Szovjetunió bejelentették, hogy elsőként próbálják meg a világűr elérését. Ezzel a lépéssel az űrkutatás már születése előtt a hidegháború részévé, annak eszközévé vált.
Dwight D. Eisenhower amerikai elnök 1955. július 29-én szóvivőjén keresztül bejelentette, hogy országa a nemzetközi geofizikai év keretében műholdat bocsát fel. A Szovjetunióban erre válaszul 1955. augusztus 8-án az SZKP Központi Bizottságának elnöksége titkos határozatot hozott, hogy ők is műholdfejlesztésbe kezdenek. Ezzel kezdetét vette az űrverseny.
Az űrverseny első megnyilvánulása egy tárgy világűrbe juttatása volt, amelyet amerikai oldalon nyilvánosan a Vanguard-program keretében, a Szovjetunióban titokban, a Szputnyik-program keretében kívántak kivitelezni egy-egy műhold felbocsátásával. A versenyt a Szovjetunió nyerte, amikor 1957. október 4-én sikerrel juttatta a világűrbe a Szputnyik–1-et, a világ első műholdját. Amerikában ezt a Pearl Harbour-i-hoz hasonló, háborús vereségként élte meg a közvélemény, ami még nagyobb erőfeszítésre sarkallta az USA vezetését. A presztízsvereségért való visszavágás érdekében Eisenhower elnök létrehozta a NASA-t, amelybe az összes korábbi civil, illetve a különböző amerikai haderőnemeknél zajló katonai űrkísérleteket összevonta, és újabb űrprogramok révén célul tűzte ki a szervezet elé az űrtevékenységben a szovjetek teljesítményének meghaladását.

### A Mercury-program
Számos műhold felbocsátása után mindkét oldalon a következő nagy lépés lehetőségeként egy ember űrbe juttatása fogalmazódott meg. Amerikai oldalon ehhez bejelentették a Mercury-programot, amelyben egy kis, egyszemélyes űrkapszulában egy bonyolult kiválasztási sorozatban kiválasztott űrhajósjelöltet kívántak az űrbe küldeni. Szovjet oldalon a legnagyobb titoktartás közepette elindult a Vosztok-program, ugyanazzal a céllal.
A Mercury-program indulása – ahogy magának a NASA-nak az elindítása – nem volt projektjellegű, hanem egy meglévő folyamatot vittek tovább az új szervezetben, majd vált egyedi programmá, kapott nevet és szervezetet. A program magja 1958 augusztusából származik, amikor Hugh Dryden NACA-igazgató és Robert Gilruth, a Langley-i Repülési Kutatólabor (a későbbi Langley-i Űrközpont) helyettes vezetője tájékoztatta az amerikai kongresszust egy emberrel a fedélzetén az űrbe juttatandó űrkapszula tervéről, melyhez 30 millió dollár támogatást kért. Szeptember folyamán ehhez a tervhez kapcsolódott egy másik védelmi kormányügynökség, az ARPA további fejlesztési kapacitással hozzájárulva a tervhez.
A Mercury-program azonban nem érte el a szovjetek leelőzésének célját, mivel Jurij Gagarinnak a Vosztok–1-en való 1961. április 12-i repülésével a szovjetek újra elhódították az elsőséget az amerikaiak elől. Később, a vereség hatásait csökkentendő az amerikaiak is sikerrel bocsátottak fel űrhajósokat, előbb első amerikaiként Alan Shepard tett egy negyedórás űrugrást 1961. május 5-én, majd 1962. február 20-án John Glenn tette meg az első igazi (orbitális) űrrepülést amerikai részről. A Mercury-űrhajósok sikere arra sarkallta az amerikai kormányzatot, hogy tovább emelje a tétet, tovább folytassa a versenyt és egy harmadik fordulóban győzze le az USA a Szovjetuniót az űrversenyben.

### A Voszhod-program
A Gemini-program űrversenybeli legnagyobb ellenlábasa a szovjet Voszhod-program volt, tekintettel arra, hogy a szovjetek – ugyan teljesen titokban – ugyanúgy az ember holdra szállását célozták meg, mint az amerikaiak, és náluk is ugyanúgy az ahhoz szükséges technikákat, folyamatokat kellett kidolgozni, ezért léptek tovább a Vosztok-programból, és vágtak bele egy fejlesztésbe, hogy náluk is többszemélyes űrhajókkal kísérletezzenek. Ám a Voszhod űrhajók több ponton jelentősen különböztek a Gemini űrhajóktól: lényegében a Vosztok űrhajók kisebb továbbfejlesztéséből születtek, és nem voltak manőverezhetőek még mindig, így technikailag sokkal kisebb előrelépést jelentettek, mint amerikai ellenlábasuk, és inkább csak a még meglévő propagandaértékek learatására, mintsem lényeges technikai előny kiaknázására szánták őket. A program látszólag jól indult – két újabb elsőséget is besöpörtek – ám Szergej Koroljov főkonstruktőr korai halála miatt a program hamar megfeneklett, és a jelentkező problémák nem találtak megoldásra, ezért a programot idő előtt inkább törölték.
A Voszhod-program első próbálkozása a Voszhod–1 repülése volt, amelynek során 1964. október 22-én a történelem során először indítottak űrhajót több űrhajóssal a fedélzeten. Az űrhajó parancsnoka Vlagyimir Komarov, fedélzeti mérnöke Konsztantyin Feoktyisztov (aki egyébként az űrhajó tervezője is volt) és kutató orvosa Borisz Jegorov volt, akik egynapos, 16 keringéses út során próbálták ki a továbbfejlesztett űrhajót. A repülés komolyabb nehézségek nélkül zajlott le, hacsak nem számítjuk azt a tényt, hogy olyan kicsi volt a hely az űrhajóban, hogy még az étkezés és a pelenkahasználat is komoly nehézségekbe ütközött. Az információhiánnyal sújtott nyugati sajtó azonban hisztérikusan tálalta az újabb szovjet elsőséget, jelentősen felnagyítva az űrhajó képességeit, és Amerikában komoly mélyütést szenvedett el a közvélemény általa, hogy a szovjetek ismét megelőzték az amerikaiakat valamiben.
A program második, egyben utolsó repülése a Voszhod–2 volt 1965. március 18-19-e között. A szovjetek ezen a repülésen egy még fontosabb elsőséget értek el, amellyel ismét világszenzációt keltettek: először hajtottak végre űrsétát. Az űrhajóban Pavel Beljajev parancsnok és Alekszej Leonov fedélzeti mérnök repült az űrbe, és az űrhajón is változtatásokat eszközöltek (igaz nem a konstrukciójában, csak az orbitális kabinra rászereltek egy henger alakú, kinyitható zsilipkamrát). A repülés első számú célja, hogy a zsilipkamra használatával az egyik űrhajós kilépjen az űrbe. Alekszej Leonov lett a világ első űrhajósa, aki szkafanderében közvetlenül kilépett az űrbe, és ott negyed órányit lebegett. Később azonban minden rosszabbra fordult a repülésen. Leonov a tervezés elégtelensége miatt felfújódott űrruhájában alig tudott visszatérni a zsilipkamrába, majd az űrhajóba (végül le kellett engednie a levegőt az űrruhájában, a fulladást kockáztatva), és kis híján belehalt az első űrsétába. Majd a levegő kezdett el szökni a Voszhodból, végül a navigációs rendszerrel is gondok támadtak, és a leszállás végül több száz kilométerre történt a tervezett helytől, és a mentőcsapatoknak 48 órájába tellett, mire kimentették az űrhajósokat a viharos tajgáról.
A Nyugat felé természetesen sikerként tálalta a szovjet tömegtájékoztatás a két kísérletet, miközben a saját hibafeltárásuk annyi hibát fedezett fel az űrhajóban, hogy inkább törölték a programot, pedig még számos repülés szerepelt a további tervekben. Viszont az újabb elsőségek újabb erőfeszítésekre hangolták a NASA-t. Az első űrséta mindössze négy nappal előzte meg az első Gemini repülést, a Gemini III-at. A NASA siettette a saját programját, hogy végre ne a szovjetek mögött kullogjanak, és a program további menetét is inkább átszervezték, (az űrsétát például a lehető leghamarabbra, mindjárt a második Gemini repülésre, a Gemini–4-re hozták előre). A hibás konstrukció felismerésével a szovjetek inkább továbbléptek a Szojuz-programra, ám az új fejlesztések olyan késésbe taszították őket, hogy az amerikaiak végül a Geminivel behozhatatlanul elhúztak mellettük, és végül megnyerték az űrversenyt.

### Apollo-program

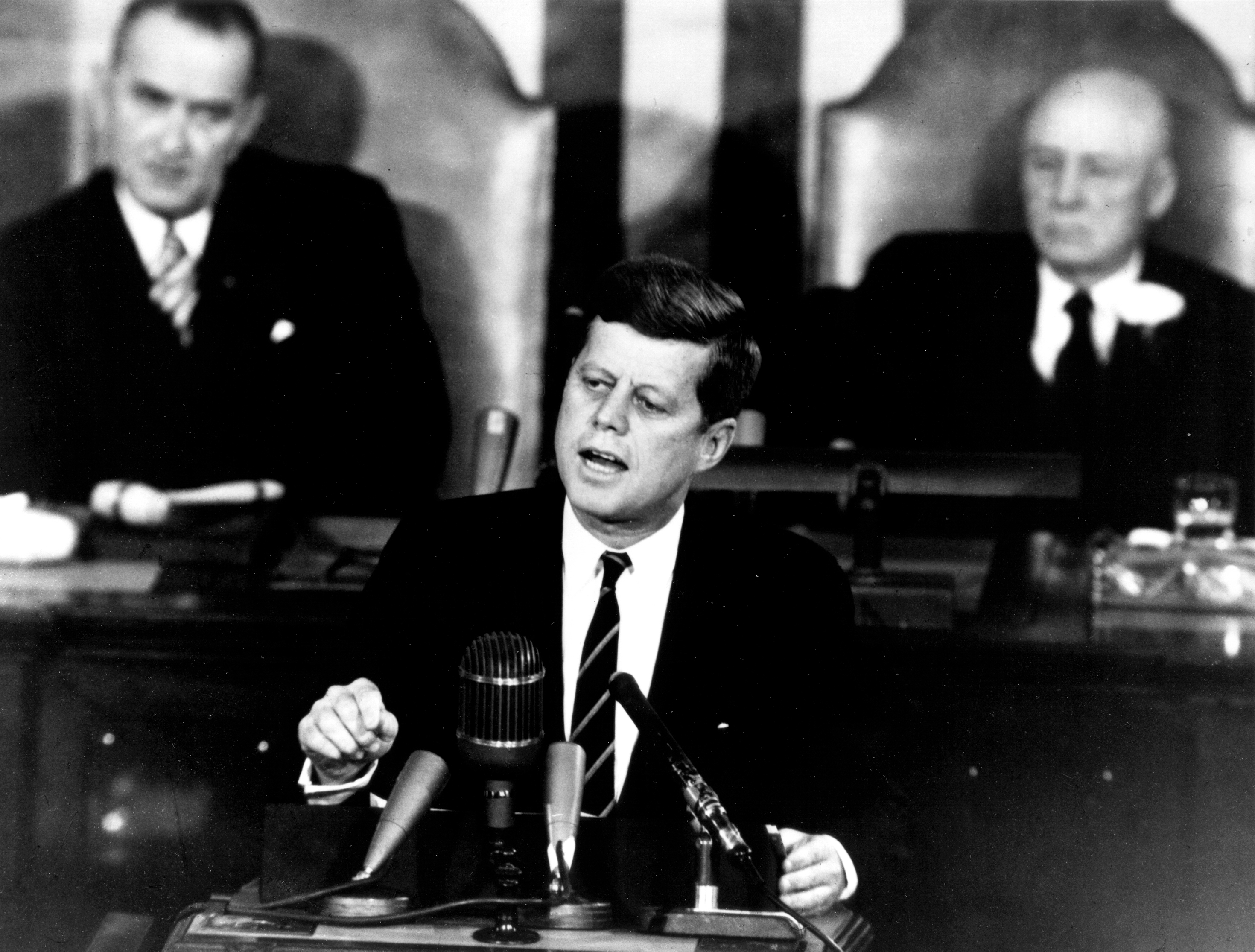
John F. Kennedy elnök 1961. május 25-én bejelenti az Apollo-programot

Amerikai oldalon az esetleges újabb űrversenybeli vereségre is tudatosan készültek 1961 elején, és keresték a lehetőséget, hogy egy ilyen esetben milyen kihívás elé lehetne állítani az ellenfelet, ami a vereség ellenére is lenullázná az addigi sikereket és a világ (valamint a hazai) közvélemény előtt is biztosítaná a „legnagyobb űrnemzet” presztízsét. Végső ötletként egy óriási űrállomás tervét, vagy a Hold meghódítását ajánlották a szakértők az elnök figyelmébe (mindezt akkor, amikor még egyetlen űrhajóst sem voltak képesek Föld körüli pályára sem juttatni). Aztán a politikai helyzet még súlyosbodott, amikor bekövetkezett az USA számára a vereség Jurij Gagarin repülésével. John F. Kennedy elnök 1961. május 25-én a szovjet űrsikerek ellensúlyozására útnak indította az Apollo-programot, célul kitűzve az ember holdra szállását. Űrrepülési tapasztalatok híján azonban előbb igazolni kellett a Hold eléréséhez szükséges űrműveletek megvalósíthatóságát, ehhez hatékonyabbnak ígérkezett a Mercury-program és az Apollo-program mellett egy párhuzamos programot beindítani. A Mercury feladata az alapképesség bizonyítása volt, az Apollo pedig a végcélt jelentette. A kettő között azonban hatalmas technikai és emberi bizonytalanság tátongott. Ezért 1961. december 7-én Robert Gilruth bejelentette a Gemini-program elindítását. A program azonban nem ekkor indult útjára, a NASA-nál több belső terv is rendelkezésre állt 1960 végére, amelyek távlati tervként, vagy a Mercury-program további kibontakoztatására szóló tervvariációkként szolgáltak. Ezek közül már a Kennedy bejelentés előtt fókuszba került egy embereket a Hold megkerülésére, majd a leszállásra küldő holdexpedíció terve, amelyhez elengedhetetlenül fontos volt egy olyan kísérletsorozat, amely az űrrandevú technikáját kísérletezte ki. A két egymásra épülő elképzelésrendszer kidolgozását egy újonnan alakult független szakértői csoport, a különböző elméleti munkák kidolgozásáért felelős Space Task Group kapta feladatul. Amikor Kennedy elnök bejelentette a holdprogramot, az addigi távlati tervek sürgős, nemzeti prioritást élvező megvalósítandó feladattá váltak, a Hold elérésére beindítva az Apollo-program erőfeszítéseit, a randevú kikísérletezésére pedig a Mercury-program továbbfejlesztését.

## Tervezés
A Gemini-program alapötletét kényszer szülte, az USA holdra szállást célzó elképzelései nyomán jött létre. Amikor John F. Kennedy elnök 1961. május 25-én bejelentette az Apollo-program elindítását, a NASA nem rendelkezett még kész elképzeléssel a holdi leszállás mikéntjéről. Az űrhivatalnál, illetve elődszervezeteinél léteztek koncepciótervek egy holdi leszállásra, amelyek a leszállást valamikorra az 1970-es évekre becsülték lehetséges legkorábbiként, valamint arról is konszenzust tartalmaztak, hogy a metódusra az ún. „direkt leszállás” tűnik a legjobbnak. A direkt leszállás elképzelése azzal számolt, hogy egy később kifejlesztendő óriásrakétával (a Nova jelű, csak követelmény szinten körvonalazott, később fejlesztendő eszközzel) szállna fel a Földről az űrszerelvény, amely magával vinné a leszálló és hazatérő űrhajót, a holdfelszíni tevékenységhez szükséges eszközöket, valamint az oda és visszaúthoz szükséges tetemes mennyiségű üzemanyagot. A Kennedy által bejelentett program azonban rövidebbre szabta a megvalósítási határidőt, amely egyúttal megrendítette a direkt leszállás kivitelezhetőségét, olyan alternatív lehetőségre volt szükség, amely rövidebb fejlesztési idővel kalkulált. NASA mérnökök egy csoportja ettől vezérelve előállt egy másik ötlettel, amelyben két, vagy több űrhajó startolt volna kisebb rakétákon a Földről, és az űrben dokkolták volna össze az űrhajóegységeket, hogy így jussanak el a Holdra. Az elképzelés az EOR-koncepció (Earth Orbit Rendezvous) nevet kapta. A kisebb teljesítményű rakéták fejlesztése időben sokkal kivitelezhetőbbnek tűnt, mint egy nagyé, különösen úgy, hogy Wernher von Braun műhelyében már készülőfélben is volt egy ilyen rakéta Saturn I néven.
Az EOR koncepció egyetlen bizonytalan pontja, a legnagyobb „HA” az űrrandevú volt: vajon képes lesz-e egy űrhajó centiméter pontosan találkozni egy másik űrhajóval és összekapcsolódni vele az űrben. A kérdés megválaszolásán túl hatalmas biztonsági kockázatot is jelentett a metódus, nagyobbat, mint a direkt leszállásban foglaltak (mindamellett, hogy maga a direkt leszállás is óriási kérdőjeleket hordozott, mivel a hazafelé vezető úton a Holdról kellett volna egy a Mercury űrszerelvénnyel összemérhető méretű eszközzel felszállni, amihez a Földön több száz ember összehangolt munkájára volt szükség). Az űrrandevú és a dokkolás technológiájának kidolgozására szükség volt tehát egy megoldásra, amelyhez a Mercury-program eszközei alkalmatlanok voltak, az Apollo-program pedig túl távoli volt időben, valamint túl sok felesleges fejlesztést kellett volna megvalósítani, mielőtt egyáltalán a technikai kiindulópont kivitelezhetősége tisztázódott volna.
1961 novemberében aztán tovább finomodott a holdra szállás koncepciója. Az EOR alapjain felvetődött egy még merészebb gondolat, a LOR-koncepció, (Lunar Orbit Rendezvous – Randevú Hold körüli pályán) amelynek sarokköve ugyanúgy a randevú és dokkolás volt. A LOR szerint a lehető legkisebb űrhajó startolt volna a Földről, és csak egy olyan további űrhajót vittek magukkal, amely csak leszállni és felszállni képes a Holdra, illetve Holdról, az oda- és visszautat pedig egy nem túl nagy űrhajóval lehet megtenni, rengeteg üzemanyagot és az ennek mozgatásához szükséges űrhajótömeget megspórolva. Az űrrandevú helyszíne ezzel az elképzeléssel áttevődött a Föld körüli pályáról a Hold térségébe, még nagyobb kockázatot felvetve. A NASA továbblépésének kulcsa így az űrrandevú és annak technikájának kidolgozása lett.
Egy másodlagos, gyártástechnológiai igény is mutatott egy új eszközrendszer kifejlesztése irányában a Mercury tapasztalatok alapján. A mérnökök már elég korán a Mercury űrhajó és Atlas rakéta nyújtotta alapokról való technikai továbblépésen gondolkodtak, és nyilvánvaló volt, hogy a Mercurynál alkalmazott, mindent a kabinba integráló, ezért túlzsúfolt és mindent bonyolulttá tevő, a módosításokat nagyban nehezítő dizájn nem a legmegfelelőbb, illetve az Atlas kapacitása pedig kevés. Az 1959-1960-as évek során lezajló tervezési munka kijelölte egy lehetséges következő űrhajó fejlesztési irányait, amelynek sokkal könnyebben, rutinszerűen gyárthatóbbnak és a módosítások iránt sokkal rugalmasabbnak kellett lennie. További fejlesztési igény volt az űrhajóval szemben a precíziós manőverezőképesség, amely a Mercuryból hiányzott, a hosszú távú (akár több hetes) repülésekre való alkalmasság, az űrhajósok és a földi személyzet gyakorlási lehetősége. A NASA-n belül az egyre gyűlő ötletekből, igényekből 1961 közepére-végére összeállt egy követelményrendszer, amely egy lehetséges új űrhajó, vagy akár új űrprogram alapjait képezte. A NASA vezetése az igények és az előkészített műszaki leírások alapján a program megindítása mellett döntött. A végleges elfogadás előtt egy héttel szerződéstervezeteket küldtek a reménybeli gyártóknak, a McDonnell-nek az űrhajó, a North American-nek a leszállórendszer, a Martin-nak a Titan II, a Lockheed-nek az Agena céltárgy, a General Dynamics-nak pedig az Atlas rakéták gyártására, tervezésére és a kapacitás lekötésére.

### Bejelentés, névadás
1961. december 7-én Robert Gilruth, a Space Task Group vezetője részt vett a Houstoni Kereskedelmi Kamara ülésén. Korábban, ugyanazon év szeptemberében ugyancsak ő jelentette be, hogy a NASA a városban kíván alapítani egy űrközpontot, és ide települ a Space Task Group. A bejelentésben megfogalmazta, hogy az új űrközpont fő feladata az ember vezette űrrepülések megalapozása és lebonyolítása lesz, amelyhez a tudományos, műszaki tevékenység mellett irányítóközpontot hoznak létre. Decemberi megjelenésekor újabb előrelépésről tudott hírt adni, miszerint a NASA elindít egy új emberes űrprogramot, amellyel a Hold elérését kívánják megalapozni, és a Mercury és az Apollo között tátongó űrt töltik ki, és amelynek színhelye a város lesz (a bejelentést álló ováció fogadta). Gilruth az új programot „két emberes Mercury-nak” nevezte, mivel még nem volt hivatalos neve a programnak. Beszédéből egy fél milliárd dolláros erőfeszítés körvonalazódott, amelyben két űrhajóst szállító űrhajót bocsátanának fel egy Titan II rakétán, és amelynek céljaként az űrbeli randevú létrehozását jelölte meg (a két űrhajós egymás mellé kormányozza az űrhajóját egy másik, ember nélküli Agena űrhajóval). Gilruth bejelentésének alapját az éppen aznap meghozott NASA döntés adta, amely zöld utat adott az új projektnek és amelyről ő maga is telefonon kapott hírt.
Ezt követően került sor a program névadására. A NASA tudatában volt, hogy a sajtó, a közvélemény számára a „két emberes Mercury” helyett használhatóbb, közérthetőbb névre van szükség. A lehetséges nevek között szerepelt a Továbbfejlesztett Mercury, a Mercury Mark II (II-es változat, amely nyomán az éppen futó Mercury lett volna a Mark I, azaz az 1-es változat), vagy egyszerűen csak Mark II. A névadáson egy ad hoc bizottság dolgozott a NASA-n belül (és nem hivatalos díjként egy üveg skót whiskyt tűztek ki a legjobb név kitalálójának), amelynek végén a Gemini nevet javasolták Alex P. Nagynak, a NASA sajtókapcsolati igazgatójának (a Gemini a csillagászatban az Ikrek csillagkép jele, és így nagyszerűen illett az űrhajó kétszemélyes kialakításához, de még a Mark II római számához is). Nagy 1962. január 3-án jelentette be, hogy az űrhivatal a Geminit választotta az új program hivatalos nevéül.

### A program céljai
A Space Task Group először a program céljait határozta meg:
- Kéttagú legénységet feljuttatva az űrbe hosszú időtartamú repüléseket megvalósítani, megfigyelve az emberi szervezet hosszútávú űrbeli hatásokra mutatott reakcióit és az űrhajórendszerek működőképességét;
- Egy másik űreszközzel űrrandevút és összekapcsolódást megvalósítani, majd az összekapcsolt űrhajókkal manővereket végezni;
- Tökéletesíteni a visszatérési technikákat és elérni, hogy az űrhajó az előre kijelölt leszállási ponton érkezzen le;
- Tapasztalatokat szerezni a súlytalanság hatásairól és a hosszú időtartamú repülések fiziológiai hatásairól;
- Űrsétát végrehajtani.

A program céljai alapján a mérnökök le tudtak vezetni egy repülési tervet, amelyben 6 fő célt határoztak meg, illetve 10 repülést, amellyel a fenti célok elérhetők voltak. A repülések alapvető célkitűzései és végrehajtásuk a következők voltak:
- Az elsődleges cél olyan hosszú időtartamú repülés kivitelezése – és az űrhajó fedélzetén helyet foglaló ember, vagy más élő szervezetre gyakorolt hatásainak felmérése – amelynek során emberrel 7 napra, állatokkal 14 napra tolják ki a repülési időtartamot. Erre szánták a harmadik és negyedik repülést.
- A második célkitűzés az űrhajó és a hordozóeszköz alkalmasságának bizonyítása, különös tekintettel a fedélzeten levő emberre és a James Van Allen által nem sokkal korábban felfedezett Van Allen-öv sugárzási hatásainak felderítésére az élő szervezetre vonatkozóan. Erre a célra rögtön az első repülést jelölték ki.
- A harmadik cél az irányított leszállás kikísérletezése volt. Ennek során az űrhajót vezető űrhajósnak képesnek kellett lennie irányítani az űrhajót és egy előre meghatározott, kijelölt térségen belül földet (pontosabban vízfelületet) érnie (ennek elérésére a visszatérő kabinnak olyan aerodinamikai kialakításúnak kellett lennie, amelyen némi felhajtóerő ébred, és ezzel a korlátozott repülési képességgel, valamint az űrhajó kormányrendszerével kellett megcéloznia egy kijelölt területet). Ebben a célban megfogalmazódott a puha leszállás igénye is, amelyet elsősorban a megfelelő ejtőernyőrendszerrel kívántak elérni.
- A negyedik cél az űrrandevú technikájának kidolgozását irányozta elő. Ennek a célnak a megvalósítására az ötödik, hetedik, kilencedik és tizedik repülést tervezték használni.
- Az ötödik cél egyfajta „melléktermékként” jelent meg: az űrhajósok számára gyakorlási lehetőséget biztosítottak a repülések, amelyre szintén mind a hét, ember vezette repülés alkalmas volt.
- A hatodik és egyben utolsó cél egyfajta összegzése volt a programnak: a repüléseknek minél nagyobb mértékben az Apollo küldetések megalapozására, alátámasztására kellett szolgálniuk.

| Repülés sorszáma | Repülés típusa   | Repülés célja |
| ---------------- | ---------------- | --- |
| 1.               | Automata repülés | A Van Allen sugárzási öv űrhajóra gyakorolt hatásainak vizsgálata. Az űrhajó és hordozórakéta emberes repülésre való alkalmasságának bizonyítása |
| 2.               | Emberes repülés  | Az űrhajó és hordozórakéta tesztje emberrel az űrhajó fedélzetén                                                                                 |
| 3.               | Emberes repülés  | Hosszú időtartamú (7 nap) repülés emberrel a fedélzeten                                                                                          |
| 4.               | Emberes repülés  | Hosszú időtartamú (7 nap) repülés emberrel a fedélzeten                                                                                          |
| 5.               | Emberes repülés  | Űrrandevú és leszállási teszt |
| 6.               | Állatkísérlet    | Hosszú időtartamú repülés (14 nap) állatokkal a fedélzeten                                                                                       |
| 7.               | Emberes repülés  | Űrrandevú és leszállási teszt |
| 8.               | Állatkísérlet    | Hosszú időtartamú repülés (14 nap) állatokkal a fedélzeten                                                                                       |
| 9.               | Emberes repülés  | Űrrandevú és leszállási teszt |
| 10.              | Emberes repülés  | Űrrandevú és leszállási teszt |

## Fejlesztések
A Gemini-program először nem programként, hanem a Mercury-program továbbgondolásaként jelent meg a NASA-n belül. Az elképzeléseknek nagy lendületet adott az Apollo-program célkitűzése, amely egyben meghatározta a továbblépés irányát is. A mérnökök a Mercury űrhajó továbbfejlesztésében látták a megoldást, amelyet Jim Chamberlin és Bill Blatz egy jelentés formájában terjesztettek a Space Task Group elé 1961. június 9-én. Ebben az űrhajó továbbfejlesztésének irányát abban látták, hogy „a tervezésnek az űrhajó részegységeinek és rendszereinek használhatóságán kell javítania, valamint a gyártási és ellenőrzési időt kell lerövidítenie”. A mérnökök azzal érveltek, hogy a Mercury űrhajó képességei és kapacitása azért végesek, mert rossz tervezési alapelvek szerint készültek, ezért a tervezést az alapjaitól újra kell gondolni. A Mercury űrhajó legfőbb hibája az volt, hogy minden rendszerét az űrkabin belsejébe zsúfolták, a legtöbb esetben egyik rendszert a másikra építve, mint egy „torta rétegeit”. Ha bármin módosítani kellett, egy sereg más rendszerhez is hozzá kellett nyúlni, majd a visszaépítésük után feleslegesen egy csomó szabályozási, kalibrációs műveletet is el kellett végezni. A Mercury űrhajó ilyetén kialakításának hibáit a fékevesztett sietség indokolta az űrversenyben elérni kívánt eredmény érdekében, de a mérnökök szerint még egyszer nem volt szabad ugyanabba a hibába esni, hanem egy modularizált kialakítással és a rendszereknek átgondolt „csomagokra bontásával és beépítésével” sokkal több időt lehetett nyerni a repülések operatív fázisában.
Az új tervezési alapelvek végigvették a Mercury problémás területeit. Ezek közül kiemelkedett az időzítési rendszer. A Mercuryban – a kézi irányítás által befolyásolható működést feladva – egy sor automata időzítő volt beépítve, amelyek a kívánt sorrendben engedték az egyes repülési műveleteket elvégezni. Az elképzelés ezt a merev automatikus működést döntően a pilóta kezébe adta volna, amellyel például a Mercuryban alkalmazott 220 jelfogó számát 60-ra csökkentették volna egy jövőbeli űrhajóban. Ezen időzítők legproblémásabbja az automata mentőrendszer volt. A mentőrakéta több száz kilogramm holtsúlyt jelentett, mivel normális működés esetén a mentőtornyot dolgavégezetlenül egyszerűen ledobták a megfelelő repülési magasság elérésekor. Ebben egy új – szintén tervezési filozófiaváltásbeli – körülmény segített, az alkalmazandó új rakéta. Mentőrendszerként elvileg elhagyható volt a Mercury mentőrakétás megoldása, helyette egyszerű, a katonai repülésben széles körben alkalmazott katapultülések kerültek előtérbe.

### Új űrhajó – új program
A Space Task Group és a McDonnell űripari részlege folyamatosan a Mercury űrhajón dolgozott, egyrészt mivel maguk a Mercury repülések is az űrhajó folyamatos fejlesztését igényelték – az eredeti tervezési követelmények 1-2 keringésről szóltak csak, a 6-7 keringéses, vagy az egy napos repülésre nem voltak alkalmasak, csak továbbfejlesztéssel –, másrészt a célok megvalósításához is új képességekre volt szükség. A rajzasztalokon kezdett formát ölteni egy új, továbbfejlesztett űrhajóváltozat, a Mercury Mark II. A tanulmányokból az is kiderült, hogy az űrhajó méretei és tömege messze meghaladják a Mercury hardverét, ezért új hordozóeszközre is szükség lesz. Mivel alapvetően megváltoztak a program céljai, a teljes hardvert ki kellett cserélni, nyilvánvaló volt, hogy szervezési szempontból szerencsésebb az egészet új programként kezelni, nem pedig a meglévő Mercury-program továbbfejlesztéseként felfogni. Nem sokkal később a NASA vezetése is elfogadta ezt a nézetet, és beindította az új Gemini-programot.
A rajzasztalon születőfélben levő Mark II űrhajó a McDonnell Aircraft repülőgépgyár szellemi terméke volt, így nem csoda, hogy ők nyerték el a gyártásról szóló szerződést is. A McDonnell egy héttel Gilruth houstoni bejelentése után megkapta a felkérést, és újabb egy hét múlva, 1961. december 22-én a gyártó alá is írta a szerződést „egy kétüléses űrhajó létrehozására”. Következő lépésként a NASA megosztotta szakemberállományát a Mercury repüléseket lebonyolító és a Gemini fejlesztési fázisát beindító csapatra (a Mercury programban éppen az idő tájt, 1962 január-februárjában készülődtek az első valódi űrrepülésre, John Glenn orbitális repülésére).
A program nagyjából fél év elteltével problémákba torkollt: egyre világosabbá vált, hogy a Mercury infrastruktúra és az ott szerzett tapasztalatok nem elegendőek a továbblépéshez, a kiválasztott Titan II rakéta nagyobb mértékű átalakítására lenne szükség, mint azt gondolták, és a költségek az egekbe szöknek. Ez utóbbi probléma akkora volt, hogy 1962 végén újra kellett tervezni az egész programot.

### A Gemini űrhajó

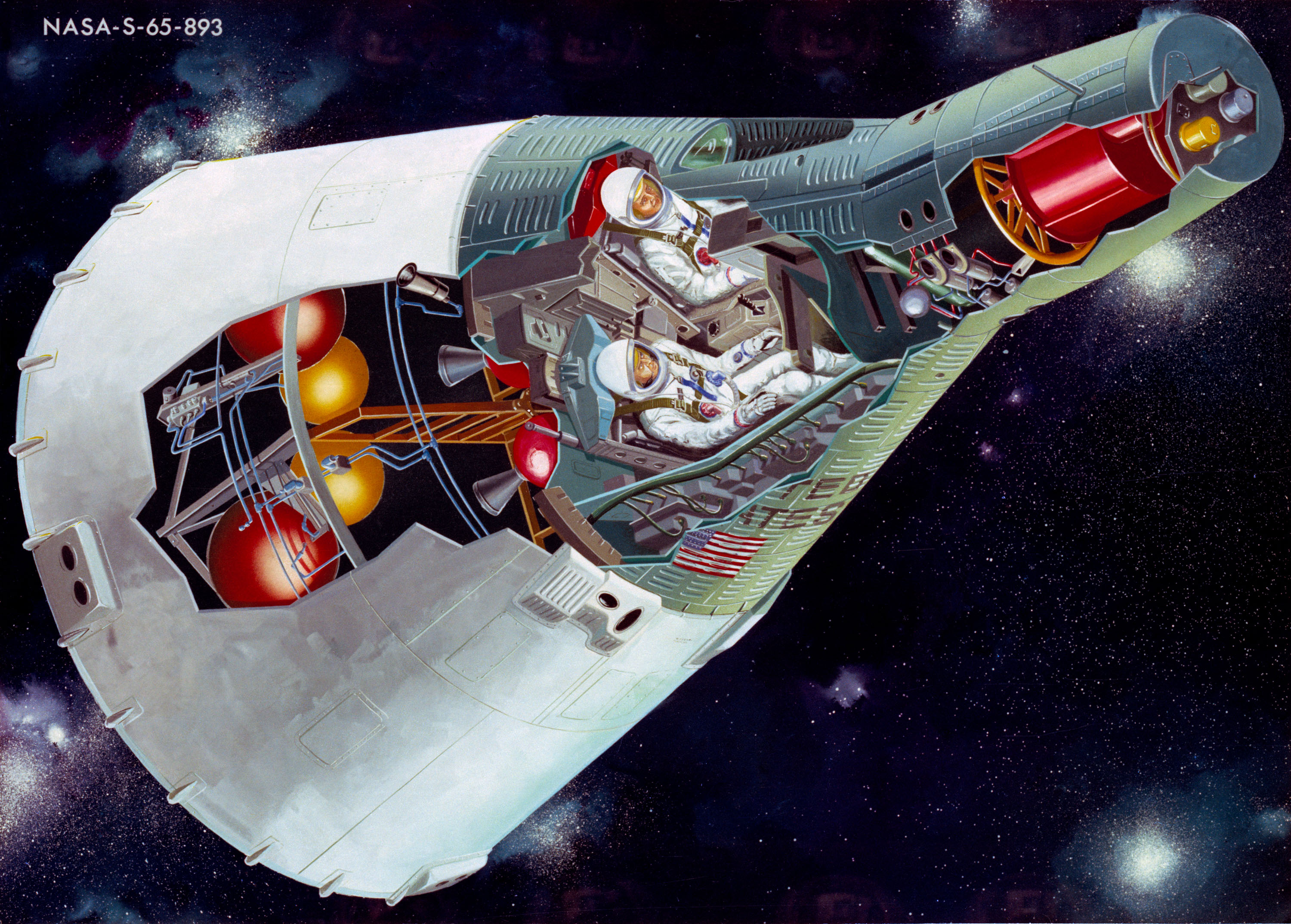
A Gemini űrhajó

A Gemini űrhajó az előző amerikai űrprogramban használt Mercury űrhajó jelentős továbbfejlesztésével épült, kétszemélyes űrjármű. A Gemini-program céljaihoz a kezdeti Mercury repülésekhez képest merőben más képességekkel rendelkező űrhajóra volt szükség, ezért az újonnan tervezett űrhajó ezen fő célkitűzések köré épült fel: manőverezőképesség, űrséta képesség, hosszú távú használhatóság. A gyártó McDonnell mérnökei ezen célkitűzéseket maradék nélkül megvalósították. Az új űrhajó minden irányba működő reaktív kormányhajtóműveket kapott, valamint az akkoriban újdonságnak számító fedélzeti számítógépet, amellyel a manővereket lehetett elvégeztetni, ezen kívül az űrséta képesség miatt eleve két űrhajóst ültettek a kabinba (az egyik manőverezett, míg a másik végezhette a „kinti” feladatokat), illetve a kabint hatalmas, nyitható ajtókkal látták el. További változás volt a Mercuryhoz képest, hogy az űrhajó rendszereit kiszedték a kabinból, és külön egységekben helyezték el. Ez egyben lehetővé tette a hosszú távú repüléseket is, amelyekhez megnövekedett mennyiségű ellátmányt lehetett elhelyezni az űrhajóban.
A mérnökök az űrhajót öt önálló részre osztották:
- Randevú és vízreszállási szekció: ez a rész tartalmazta a randevú-radart, egy kihúzó ernyőt és a fő ejtőernyőt.
- Légkörbelépési irányító rendszer: ennek a rendszernek volt a feladata a visszatéréskor a légköri repülés közben a 16 különböző irányban elhelyezett, független kormányrendszerrel irányítani a hajót
- Kabin: az űrhajó fő része, amelyben a személyzet foglalt helyet a nagy, kinyitható ajtók alatt, és amelyben helyet kaptak a létfenntartó rendszer, az irányító rendszer részegységei, és amelynek alján helyezkedett el a hőpajzs.
- Fékező egység: itt kapott helyet a légköri visszatéréshez szükséges fékezést végző 4 szilárd hajtóanyagú fékezőrakéta, továbbá ide telepítettek még 6 kormányfúvókát is, amellyel a repülés orbitális szakaszában lehetett irányítani az űrhajót
- Felszerelés rekesz: ide került minden olyan berendezés, vagy rendszerelem, amelyet korábban a Mercury kabinon belül helyeztek el, ám ennél az űrhajónál kiszereltek a kabinból, így például a hajtóanyagtartályok, az életfenntartó rendszer szivattyúia stb.

Az űrhajóban a két űrhajós egymás mellett ült, a parancsnok a bal ülésben, a másodpilóta a jobban, előttük volt a műszerfal, mögöttük pedig tárolásra alkalmas tér rekeszekkel. Fejük felett foglalt helyet a két nagy kabinajtó, amelyen ablakok voltak, hogy az űrhajósok kilássanak és bizonyos vizuális kísérleteket elvégezhessenek. A rakétában használt üzemanyag lehetővé tette, hogy a Gemininél elhagyják a Mercurynál és az Apollónál is használt mentőtornyot, ezért az űrhajósok katapultülést kaptak (éppen ezért a Gemini tervezési filozófiája nagyban hasonlított a harci repülőgépekére, ahol a pilóták katapultülésekben ültek, előttük volt a műszerfal az ismerős műhorizonttal és az irányító szervek). Az űrhajó orr-részét úgy alakították ki, hogy alkalmas legyen más űrhajókkal történő dokkolásra. Az igazi újdonság a műszaki egység volt, amely a fékező egységet és a felszerelés rekeszt fogadta magába, itt jelent meg az a tervezési filozófia, hogy a Mercury űrhajótól eltérően a kabinból kikerüljenek azon részegységek, amelyeket az űrhajósok közvetlenül nem használtak, és a helyet foglalták, és bonyolították mind az összeszerelést, mind az egyes rendszerek beszabályozását. Később ez az Apollo űrhajók tervezési filozófiájának része lett.
Az űrhajó könnyűre sikeredett, mindössze 50%-kal volt nehezebb az együléses Mercurytól, cserében viszont kicsi, szűkös lett. Az űrhajós szleng „Gusmobil” néven emlegette, utalva arra, hogy az űrhajósok közül csak az egyik legkisebb termetű, Gus Grissom fér el benne. A valóságban egy bogárhátú Volkswagen első két ülésének megfelelő helyet kínált az utasai számára, amely például egy kéthetes időtartamú repülésen meglehetősen kényelmetlennek bizonyult.

### A hordozóeszköz

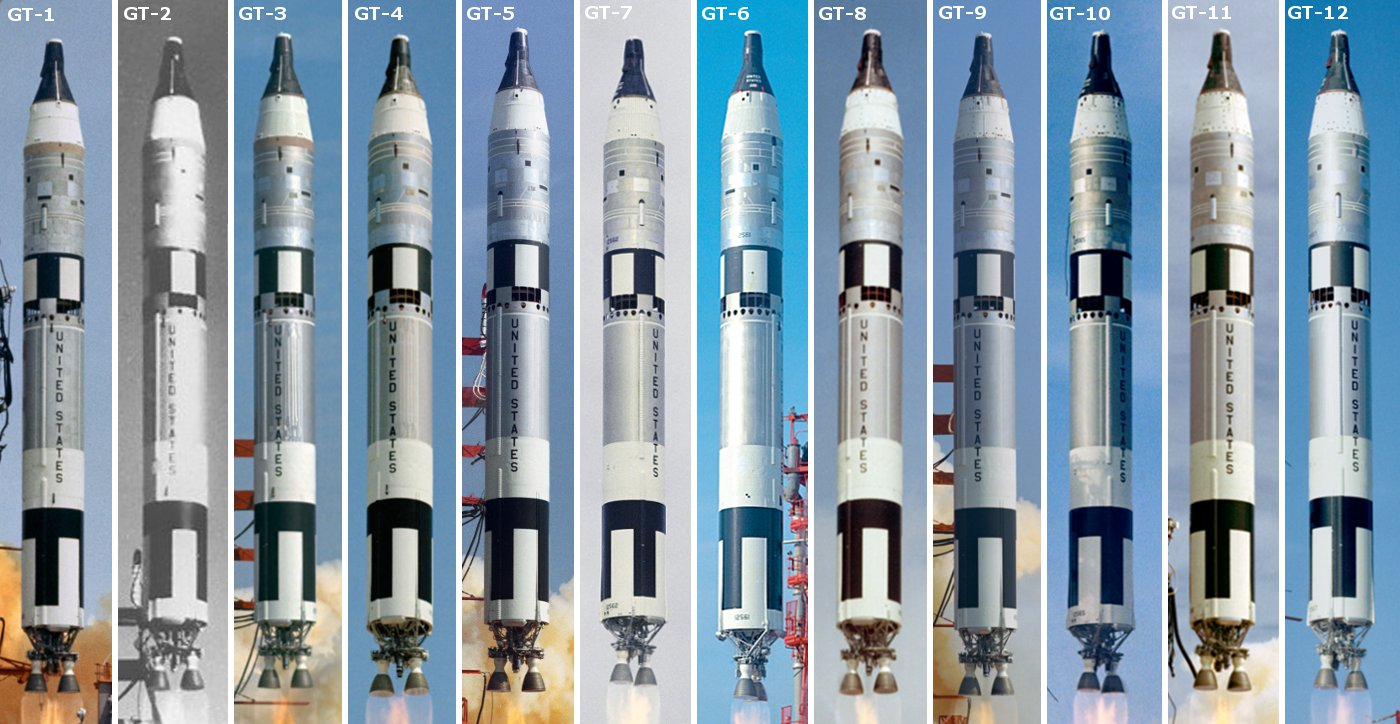
A Titan II startjai

A Mercurynál jóval nagyobb tömegű eszköz űrbe juttatására nem felelt meg a korábbi program rakétája, új eszköz után kellett nézni. A Mercury program számára a mérnökök az Atlas rakétát választották, ám az idő előrehaladtával egyre nagyobb teljesítményű eszközök születtek – így történt ez a Martin által fejlesztett Titan I rakétával is, amelynek továbbfejlesztett változata, a Titan II megduplázta elődje teherbírását –, így természetes módon találkozott a megnövekedett tömeg pályára állítási igénye és a nagyobb teljesítményű rakéta kapacitása. Az USA Légiereje számára gyártott interkontinentális ballisztikus rakéta azonban fejlesztésre szorult, hogy embert szállító űrhajót lehessen a tetejébe ültetni. Cserébe nagyobb megbízhatóságot, más üzemanyagánál fogva egyszerűbb kialakítást és biztonságosabb üzemeltetést ígért.
A rakéta átalakításának pontjai:
- egy Gemini Meghibásodás Jelzőrendszert építettek be, amely a legénység számára közvetített információkat a rakéta státusáról
- különböző redundáns rendszereket szereltek be, hogy csökkentsék egy startbaleset kockázatát
- a belső tehetetlenségi navigációs rendszert kicserélték egy könnyebb, földi rádióadóra hangolt navigációs rendszerre
- a repülőelektronikai vázszerkezetet kissé módosították
- egy extra irányítórendszert is beszereltek, hogy csökkentsék a hajtóműharangok megengedettnél nagyobb mértékű, oldalra való kitérésének kockázatát
- a második fokozat hajtóanyagtartályait megnagyobbították a hosszabb égésidő elérésére, valamint kiszerelték a felesleges, a rakéta stabil repüléséhez nem feltétlenül szükséges Vernier hajtóműveket, valamint a fékezőrakétákat
- az első fokozat hajtóanyagának mennyiségét 5896 kilogrammra módosították, miközben a tartályméret változatlan maradt
- a megbízhatóság növelésére változtatásokat eszközöltek az elektromos, hidraulikus és nyomonkövetési rendszerekben
- a hajtóanyagot hidegebbre hűtötték, amely némileg javított a teljesítményen
- az első fokozat hajtóművének teljesítményét kissé lecsökkentették, hogy megszüntessék a nagyobb g erők esetén fellépő vibrációt
- az első fokozat hajtóműveit hagyták addig működni, amíg a hajtóanyag kifogyott (szemben az ICBM változattal, amely már a hajtóanyag-ellátás nyomásesésére is leállt). Ezt annak érdekében változtatták meg így, nehogy egy téves nyomásérzékelő jelzés idő előtt leállítsa az emelkedést

A hordozóeszköz egyéb paraméterei kissé megváltoztatták az egész rakéta kialakítását. A Mercurynál alkalmazott Atlas kerozin és folyékony oxigén hajtóanyagát felváltotta az összekeverve spontán öngyulladó keverék (hypergol), amely nitrogén-tetroxidból és hidrazinból állt. Ennek az üzemanyagnak – amellett, hogy rendkívül mérgező volt, és más, adott esetben egyszerűbb tárolási feltételeket igényelt – más gyulladási tulajdonságai voltak. Ez utóbbinak köszönhetően, mivel az új hajtóanyag kevésbé volt hajlamos robbanásra, a startbaleset esetére szánt mentőrendszert át lehetett alakítani, el lehetett hagyni a mentőrakétát és az űrhajósokat egymás melletti katapultülésekbe lehetett ültetni.

## Gemini űrhajósok
| Első űrhajósválogatás      | Első űrhajósválogatás | Első űrhajósválogatás    |
| Űrhajós                    | Haderőnem             | Repülés                  |
| -------------------------- | --------------------- | ------------------------ |
| Leroy Gordon Cooper, Jr.   | USAF                  | Gemini–V                 |
| Virgil Ivan "Gus" Grissom  | USAF                  | Gemini–III               |
| Walter Marty Schirra, Jr.  | USN                   | Gemini–VI-A              |
| Második űrhajósválogatás   |                       |                          |
| Űrhajós                    | Haderőnem             | Repülés                  |
| Neil Alden Armstrong       | NASA                  | Gemini–VIII              |
| Frank Frederick Borman II  | USAF                  | Gemini–VII               |
| Charles "Pete" Conrad, Jr. | USN                   | Gemini–V, Gemini–XI      |
| James Arthur Lovell, Jr.   | USN                   | Gemini–VII, Gemini–XII   |
| James Alton McDivitt       | USAF                  | Gemini–IV                |
| Thomas Patten Stafford     | USAF                  | Gemini–VI-A, Gemini–IX–A |
| Edward Higgins White II    | USAF                  | Gemini–IV                |
| John Watts Young           | USN                   | Gemini–III, Gemini–X     |
| Harmadik űrhajósválogatás  |                       |                          |
| Űrhajós                    | Haderőnem             | Repülés                  |
| Edwin Eugene "Buzz" Aldrin | USAF                  | Gemini–XII               |
| Eugene Andrew Cernan       | USN                   | Gemini–IX–A              |
| Michael Collins            | USAF                  | Gemini–X                 |
| Richard F. Gordon Jr.      | USN                   | Gemini–XI                |
| David Randolph Scott       | USAF                  | Gemini–VIII              |

## Repülések

### Személyzet nélküli repülések
| Küldetés | Indítás          | Leszállás         |
| -------- | ---------------- | ----------------- |
| Gemini–1 | 1964. április 8. | 1964. április 12. |
| Gemini–2 | 1965. január 19. | 1965. január 19.  |

#### Gemini–1

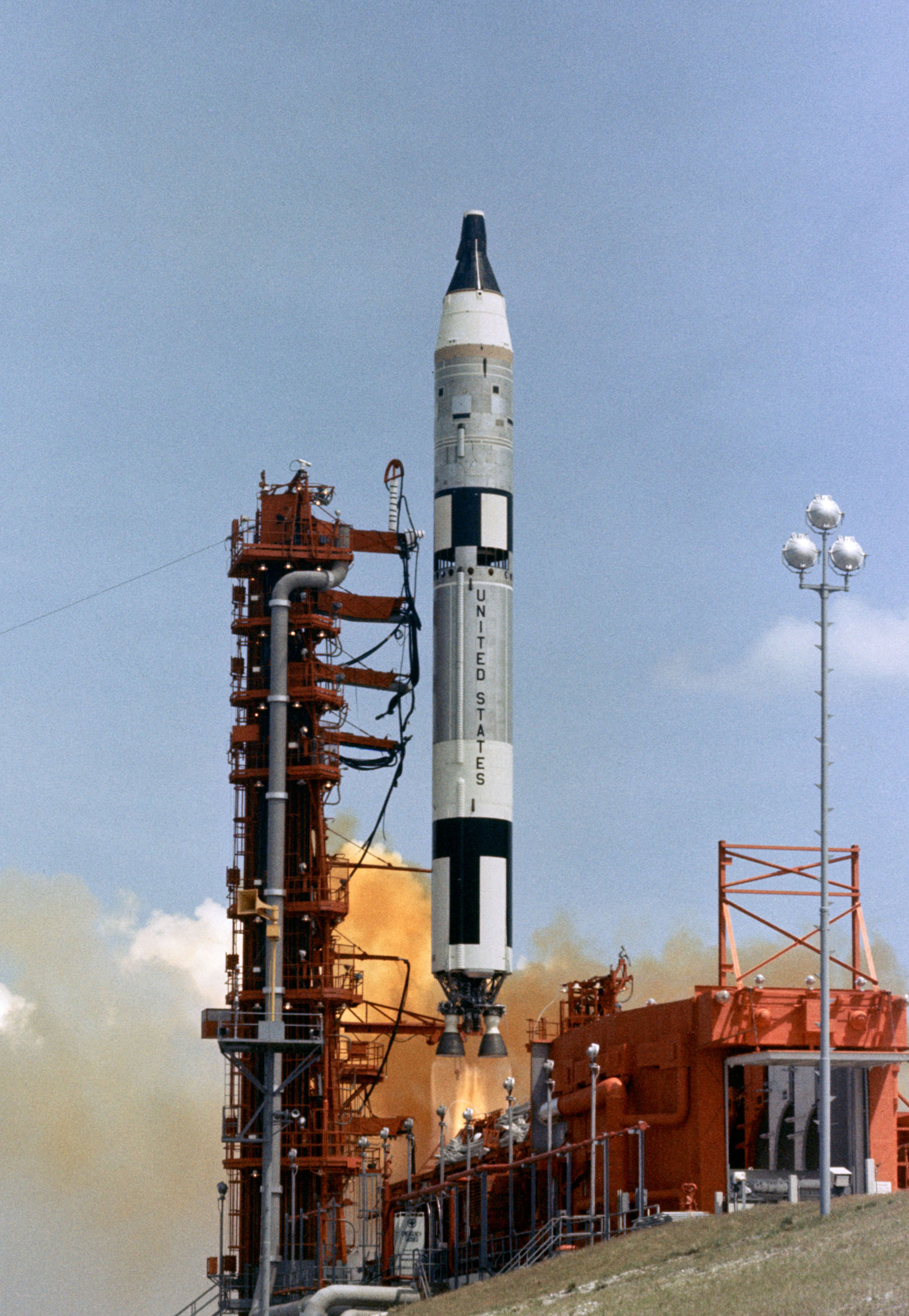
A leges legelső Gemini-Titan start Cape Canaveralről, 1964. április 8-án

A Gemini–1 volt a program első repülése, még ember nélkül, automata üzemmódban. A tervek szerint a Gemini–1 hivatalos repülési programja három Föld körüli keringésig tartott, azonban a végén a szakemberek nem terveztek irányított visszatérést, hanem az űrhajó pályáját úgy határozták meg, hogy az a légkör természetes fékező hatására viszonylag rövid idő után magától, irányítatlanul térjen vissza Földre és elégjen. Ennek érdekében a mérnökök négy lyukat fúrtak a Gemini hőpajzsába, hogy majd a súrlódástól kialakuló hő átégesse azt, így az űrhajó elégjen a visszatérés közben. További változtatás volt, hogy – mivel eleve emberek nélkül tervezték felbocsátani – az űrhajó életfenntartó rendszereit nem szerelték be, hanem annak helyére ballasztsúlyt helyeztek el, ami imitálta mind az életfenntartó, mind a majdani személyzet tömegét. Az üléseket megtömték műszerekkel, amelyek a repülés során a nyomást, a vibráció mértékét, a gyorsulást és a hőmérsékletet voltak hivatottak mérni és a telemetrián keresztül továbbítania földi irányítás számára.
A startra végül helyi idő szerint 1964. április 8-án került sor 11 óra után egy másodperccel. Az első Titan II fokozat kiégésére 64 kilométer magasan és 91 kilométerre az indítóállástól került sor. A második fokozat leválása (a pirotechnikai töltetek felrobbanása után a rakétarészek elválása) tökéletesen megtörtént, ahogy a hajtóművek beindulása is, majd öt és fél perccel a start után a második fokozat is kiürült, és a hajtómű leállt. Ekkor az űrhajó 160 kilométer magasan és 1000 kilométeres távolságban volt, és elérte az első kozmikus sebességet.
A Gemini–1 rendben pályára állt, egy apróbb eltéréssel a tervtől, a rakéta végsebessége 7 m/s-mal haladta meg a tervezettet, ezért a röppálya földtávolpontja a tervezett 299 kilométer helyett 320 kilométer lett. Eredetileg a program szerint mindössze 3 keringésig tartott a repülés (pontosabban eddig kísérték figyelemmel a repülési adatokat), mivel csak az volt a cél, hogy megfigyeljék, a Titan–Gemini szerelvény rendben pályára áll-e. Természetesen az űrhajó továbbrepült, a pályaszámítások szerint három és fél nap kellett hozzá, hogy a felső légkör természetes fékező hatása annyira lelassítsa, hogy visszatérjen a légkörbe, ám az enyhe túlgyorsítás miatt ez az idő inkább négy nap hosszúságúra tolódott ki. Végül 64 keringés után 1964. április 12-én az űrhajó addig lassult, hogy belépett a légkörbe, és elégett. A roncsdarabjai a déli Atlanti-óceánba zuhantak Dél-Amerika és Afrika között. A Gemini–1 repülése teljes sikert hozott a NASA-nak, ami a repülési terv célkitűzéseinek teljesítését illette.

#### Gemini–2
A Gemini–2 folytatta azt az utat, amelyet a Gemini–1 kezdett el, míg az előző repülés a rakéta és űrhajó felbocsátásának kérdéseit volt hivatott tisztázni, addig ez az újabb próba az űrhajó visszatérését célozta. Ennek érdekében a Gemini–2-nek nem is volt feladata, hogy Föld körüli pályára álljon, hanem csak egy szuborbitális pályán parabolaívet leírva repüljön. A tervek szerint ennek érdekében a rakéta 160 kilométer magasra emelte az űrkabint, amely végül 3 422 kilométerre a starthelytől szállt le az óceánon, a légkörbe a valaha volt legnagyobb sebességgel belépve, mindezt emberek nélkül, automata üzemmódban.

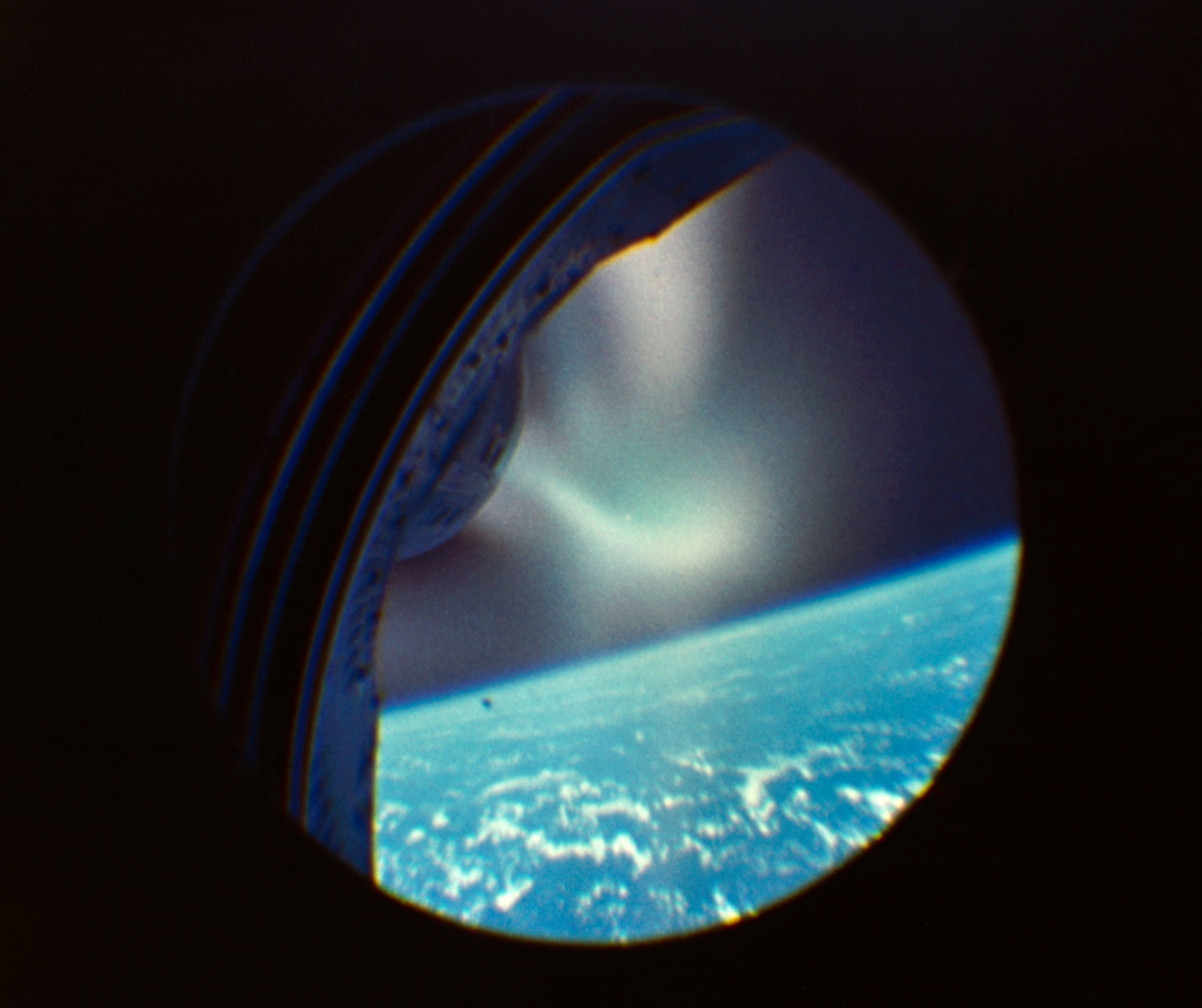
A Gemini–2 automata üzemmódban készült képe a légkörbe lépésről 1965. január 19-én

A második automata repülésnek röviddel az első tesztrepülés után kellett volna következnie, azonban számos késés tarkította a Gemini–2 felbocsátási tervét. A rakéta oxigéntartályának cseréje, majd egy hurrikán átvonulása Cape Kennedy felett csak kisebb késést okozott, azonban a Gemini űrhajó nagyobb problémákat vetett fel. A repülésre kijelölt Gemini űrhajó volt az első, valóban működőképes hardver, tekintve, hogy az előző repülésen inkább egy műszerekkel megtöltött makett repült, amely önmagában nem lett volna képes űrrepülésre, ezzel szemben most egy teljes mértékben működőképes egységet kellett a gyártó McDonnell-nek kiállítania. Az űrhajó a McDonnell és alvállalkozói, a Rocketdyne és a General Electric késedelmei miatt csak 1964. februárjára készült el, majd az azt követő két tesztsorozat egészen 1964. augusztusáig tartott. Ekkor újabb hurrikán csapott le Floridára, majd szeptemberben újabb kettő, amikor a már összeszerelt rakétát és űrhajót ismét szét kellett szerelni és biztonságos helyre szállítani. További késéseket okozott az a szervezésbeli probléma, hogy a hadsereg a szomszédos légierőbázison szintén Titan ballisztikus rakéták indítását tervezte, és ez elvonta a gyártó szakembereit az űrrakéta előkészítésétől.
A rakéta és az űrhajó összeszerelésére végül 1964. november 5-én került sor Cape Kennedy 16-os indítóállásán. Ezt követően már viszonylag hamar ment végig a folyamat (november 17: elektromos összeszerelés; november 24: ún. „nedves” startszimuláció; november 28: az űrhajó végtesztje; december 3: szimulált repülés; december 7: visszaszámlálás beindítása) egészen az 1964. december 8-ra kitűzött startig. A starthoz a visszaszámlálás egészen a zéróig lefutott, ám ekkor, 1964. december 9-én 11:41-kor (16:41 UTC) a legeslegutolsó pillanatban, amikor még az automata rendszer beavatkozhatott (a hajtóművek éppen beindultak, de a tartócsavarok rögzítve tartották a rakétát) a beépített Üzemzavar Érzékelő Rendszer hibát jelzett, és leállította a hajtóműveket, amivel a felszállás meghiúsult.
A hiba kivizsgálását követően (a rendszer a hidraulikanyomás rendellenes nyomásvesztését érzékelte), majd a megfelelő hibás alkatrészek cseréje után az új startot már csak a következő év első hónapjára tűzték ki. A Gemini–Titan–2 végül 1965. január 19-én 14:03:59-kor (9:03:59 UTC) szállt fel Cape Kennedyről, a 19-es indítóállásból. A Gemini–2 a repülési terv szerint szuborbitális pályán repült (nem is tervezték Föld körüli pályára állítani), amelynek fő célja az űrhajó minél nagyobb sebességre gyorsítása volt. 6 perc 54 másodperccel a startot követően beindult a fékezési folyamat, és az űrhajó (és a rakéta) 3422 kilométerre a starthelytől az Atlanti-óceánon ért vizet. A leszállásra 26 kilométerre a tervezett leszállási ponttól és 83 kilométerre a kiemelésre kirendelt U.S.S. Lake Champlain repülőgép hordozótól került sor. A fő repülési célokat elérték, egyedül az üzemanyagcellák és a hűtési rendszer működésében lépett fel zavar (előbbi még a start előtt leállt, utóbbi pedig nem kellő hőmérsékletet biztosított), a teszt fő tárgyának szolgáló hőpajzs tökéletesen tette a dolgát.

### Személyzetes repülések
| Küldetés  | Indítás              | Leszállás            |
| --------- | -------------------- | -------------------- |
| Gemini–3  | 1965. március 23.    | 1965. március 23.    |
| Gemini–4  | 1965. június 3.      | 1965. június 7.      |
| Gemini–5  | 1965. augusztus 21.  | 1965. augusztus 29.  |
| Gemini–6A | 1965. december 15.   | 1965. december 16.   |
| Gemini–7  | 1965. december 4.    | 1965. december 18.   |
| Gemini–8  | 1966. március 16.    | 1966. március 17.    |
| Gemini–9A | 1966. június 3.      | 1966. június 6.      |
| Gemini–10 | 1966. július 18.     | 1966. július 22.     |
| Gemini–11 | 1966. szeptember 12. | 1966. szeptember 15. |
| Gemini–12 | 1966. november 11.   | 1966. november 15.   |

#### Gemini–III

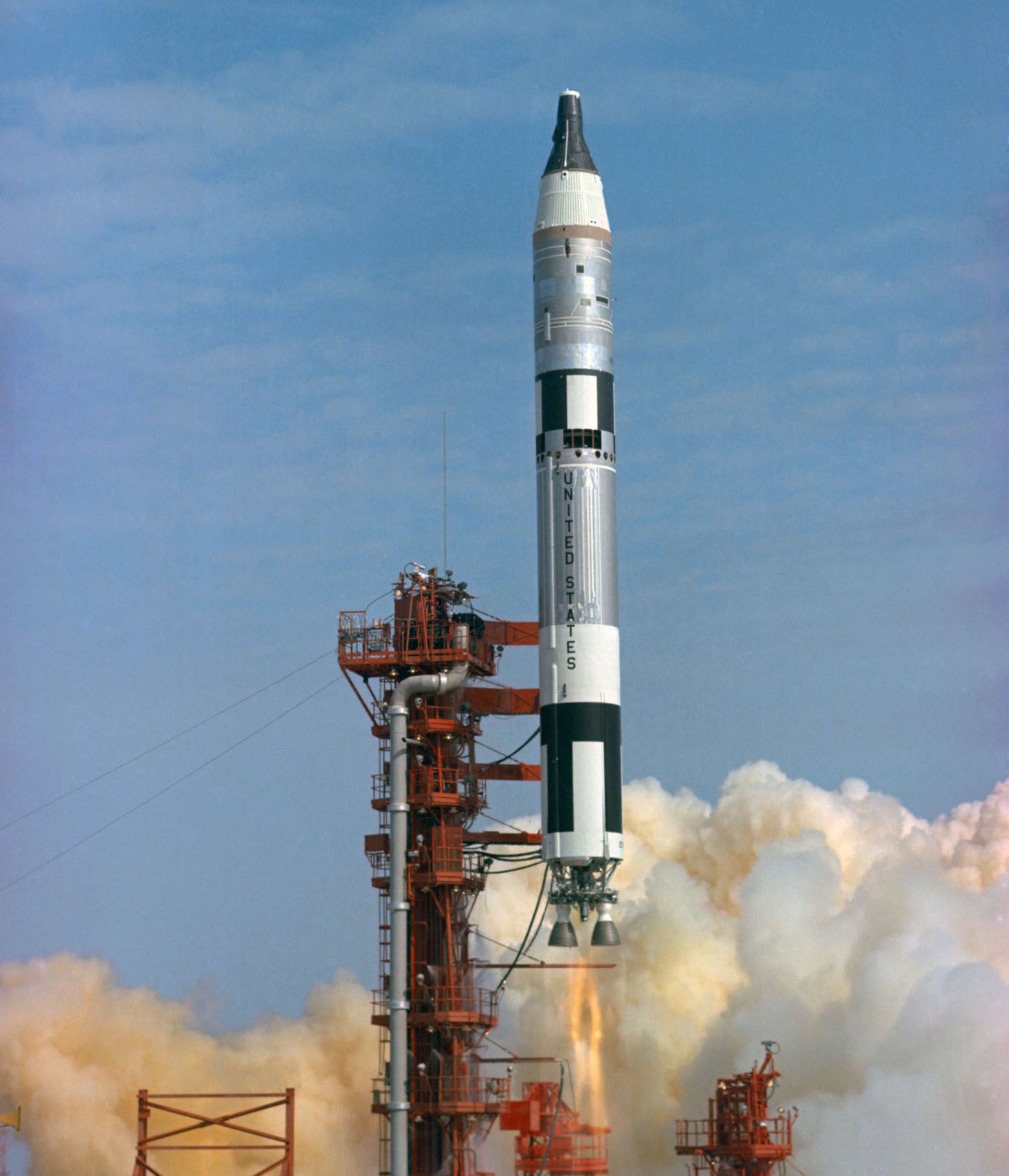
A Gemini–3 startja Cape Kennedyről 1965. március 23-án

A Gemini-program során az első, embervezette űrhajó repülése volt a Gemini–III, amely az előkészítésül szolgáló ember nélküli tesztrepülések után startolt a NASA Cape Canaveralen lévő 19-es indítóállványáról. A két megelőző tesztrepülés után 1965 márciusára tűzték ki a startot. Az előkészületek során sok vita övezte, hogy a fő célkitűzést („...demonstrálni és felmérni az űrhajóban, a hordozóeszközben és az eljárásokban rejlő képességeket a jövőbeni hosszútávú és randevú repülések érdekében”) milyen hosszú repüléssel lehet teljesíteni. A kezdetekben lefektetett tervek három Föld körüli fordulatos repülést írtak elő, amelyet a szakemberek végül jóváhagytak, és ilyen rövid repüléssel is teljesíthetőnek látták a cél elérését. A repülés előtt megszületett a terv a küldetés során végrehajtandó kísérletekről is. Ezek a Mercury-programból átvett (a törölt Mercury–Atlas–10-re előirányzott) kísérletek voltak, amelyet a begyakorlásra rendelkezésre álló szűkös időkeret miatt azokból választottak ki, amelyek a legkevesebb beavatkozást igényelték a legénységtől. Az első kísérlet egy, a világűrbeli sugárzások sejtekre gyakorolt hatását vizsgáló teszt volt, amelyben vérmintákban (és a földi ellenmintákban) vizsgálták, hogy milyen hatás éri a sejteket a világűr körülményei között. A második kísérlet a súlytalanság állapotában az előzőleg megtermékenyített tengeri uborka sejtek növekedésének megfigyelését célozta. A harmadik kísérletben pedig a visszatéréskor, a légkör által felhevülő, plazma állapotú levegő által meggátolt rádiókommunikáció befolyásolását vizsgálták, amelynek során vizet injektálva az űrhajó köré, megváltoztatták a plazma viselkedését, lehetővé téve a rádiócsend megtörését.
A repülésre Gus Grissom parancsnokot és John Young pilótát választotta ki az űrhajós iroda, mivel az űrhajó gyártóhelyén – a McDonnell repülőgépgyár st. louis-i telephelyén – ők vettek részt az űrhajó és a szimulátor fejlesztésében és tesztelésében, és nekik volt a legnagyobb tapasztalatuk a repülést megelőzően. Tartalék legénységként Wally Schirra parancsnokot és Tom Stafford pilótát jelölte ki Deke Slayton, az űrhajóskiválasztásért felelős Űrhajós Iroda vezetője. Az űrhajósok utoljára élhettek a Mercury-programról átöröklött előjogukkal, hogy rádió hívójelet, egyúttal űrhajó nevet válasszanak. A parancsnok választása a Molly Brown lett, amely leplezetlen utalás volt egy élő személyre, és az életéről, Az Elsüllyeszthetetlen Molly Brown címen készült színdarabon keresztül az „elsüllyeszhetetlen” jelzőre és az előző, balul végződött repülésre a Mercury–Redstone–4-re.
A Gemini–3 1965. március 23-án, helyi idő szerint 9:24-kor (14:24 UTC) startolt Cape Kennedy LC–19-es indítóállásából. Az első felszállás minden probléma nélkül zajlott le, a start olyan sima volt, hogy az űrhajósok csak a műszerfalon elinduló óráról és Gordon Cooper rádió bejelentéséből érzékelték, hogy elindultak. Az első keringés során kisebb hiba lépett fel: a műszerek kezdtek egymás után rossz értékeket mutatni, ám John Young rádöbbent, hogy nem a műszerek mutatta értékekkel van baj, hanem magával a műszerfallal, ezért másik áramkörre kapcsolt, ami megoldotta a problémát. Az első körben végezték el az előírt kísérleteket, amelyek közül a sejtnövesztési kísérlet teljes kudarccal végződött (Grissom eltörte a kísérleti anyag tartóját), a vérmintás kísérletet pedig csak nehézségek árán tudta elvégezni Young. A legnagyobb jelentőségű próba a második keringés során következett el. Ebben az űrhajósoknak az űrhajó saját hajtóműveivel meg kellett változtatniuk a röppályát (ezzel egy történelmi elsőséget besöpörve az USA űrkutatása számára, miszerint az első űrbeli manővert amerikai űrhajóval teljesítették). Egy 75 másodperces kormányhajtómű gyújtással az űrhajó sebességét 15 m/s-mal növelték meg, az addigi ellipszis pályájuk pedig közel körpályává alakult. Háromnegyed órával később a repülés pályahajlásán (az egyenlítőhöz bezárt szögén) változtattak, ekkor egyötöd fokkal tértek el a startkor beállított pályától. A harmadik, egyben utolsó keringés már a leszállás előkészítésének feladataival telt. Ehhez a fékezési procedúra szerint be kellett állítani az űrhajó állásszögét, le kellett választani az űrhajó vissza nem térő műszaki szekcióját, majd be kellett indítani a fékezőrakétákat, hogy az úgy változtasson az űrhajó röppályáján, hogy az belesüllyedjen a légkör alsóbb rétegeibe. A süllyedés közben elvégezték a harmadik kísérletet is, amelynek során vizet juttattak a kabin köré, amely megváltoztatta a plazma áramlását, és lehetővé tette a rádióadás vételét a földi irányítás számára.
A leszállásba azonban némi probléma csúszott, és azt látta az irányítás, hogy a Molly Brown nem a kívánt pályán süllyed a földfelszín felé, hanem legalább 69 kilométerrel elvéti a kijelölt leszállási pontot (a kapszula végül nem úgy viselkedett, mint a szélcsatorna szimulációk során). A leszállás ettől a hibától függetlenül rendben zajlott, az ejtőernyő kinyílt, és lelassította az űrhajót. A megfelelő magasságra érve az űrhajósoknak meg kellett nyomni egy gombot, hogy az ejtőernyő egyetlen felfüggesztési pontját kettőre változtassák, és ezáltal az űrhajó ne a fenekével érjen vizet, és az űrhajósok testhelyzete is megváltozzon a leszálláshoz. Ez azonban olyan rántással ment végbe, hogy mindkét űrhajós a műszerfalnak csapódott, Grissom üveg sisakellenzője be is törött, Youngé összekarcolódott. De ezt leszámítva problémamentesen leszálltak az Atlanti-óceánon, a Turks- és Caicos-szigetektől északkeletre, ahol a USS Intrepid repülőgép-hordozó várta őket, hogy kiemelje az űrhajót és utasait a vízből.

#### Gemini–IV

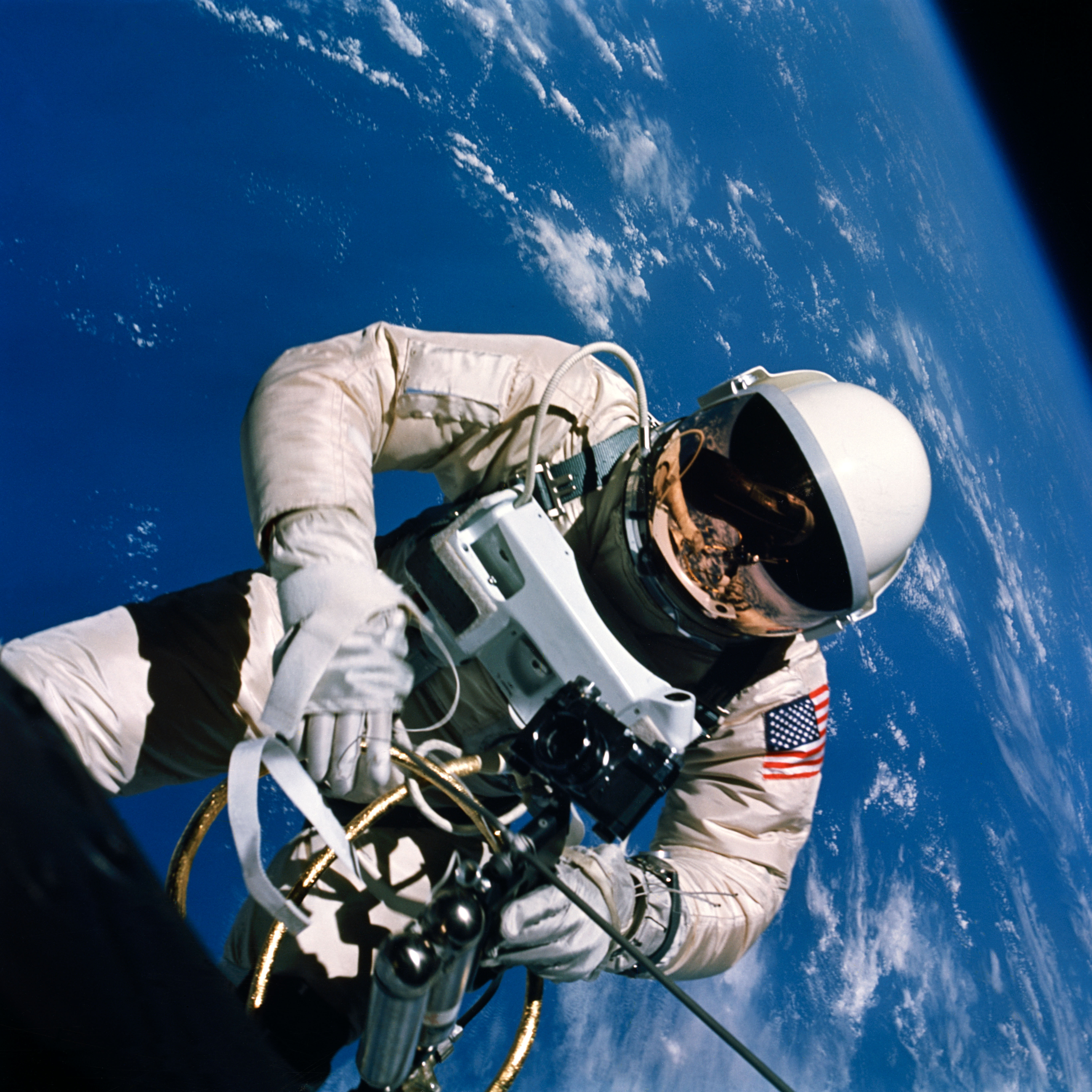
Ed White, a Gemini-IV űrhajósa elsőként az USA-ból űrsétát tesz 1965. június 3-án

A Gemini–IV volt a NASA számára a Gemini-program igazi kezdete, amellyel kilépett a Mercury-programban futtatott, nagyon korlátozott küldetések sorából. A repülést célzó előzetes tervek között egy hétnapos repülés és az űrrandevú kipróbálása volt, mint fő feladat, ám egy szovjet siker, valamint a fejlesztések lemaradása ismét közbeszólt. A fejlesztések között szerepelt az űrhajó energiaellátását szolgáló üzemanyagcella, ám annak programja olyannyira le volt maradva, hogy nem építhették be a Gemini–IV-be, ezért a küldetéstervezés a jól bevált akkumulátorokhoz nyúlt, igaz azok lehetséges élettartama miatt négy naposra csökkentve az űrutazás időtartamát. A nagyobb változást azonban Alekszej Leonov Voszhod–2-n végrehajtott sikeres űrsétája hozta. A világon először ismét a Szovjetunió űrhajósa mutatott be űrhajón kívüli tevékenységet, amely arra sarkallta az amerikaiakat, hogy minél hamarabb választ adjanak a szovjet teljesítményre. Az eredeti tervek szerint csak egy későbbi repülésen következett volna el a Gemini-programban az űrséta, a felelősök azonban inkább előrehozták azt az első lehetséges repülésre, amely akkor éppen a Gemini–IV volt. Persze ehhez az kellett, hogy más előfeltételek is előbb teljesüljenek. Ezek közül a legfontosabb az új, űrhajón kívüli tevékenységre is alkalmas G-4C űrruha elkészülte, valamint az űrséta földi, egy vákuumkamrában történő szimulálása volt, amelyek sikerrel lezajlottak a Gemini–IV startját megelőzően.
A repülésre a NASA Jim McDivitt parancsnokot és Ed White pilótát jelölte ki. Mindketten már a második űrhajósgeneráció tagjai voltak, akiket a Mercury űrhajósok megfogyatkozása nyomán döntött el a NASA, hogy bővíti velük az űrhajósok körét. Az új űrhajósok az Új Kilencek csoportja néven jelentek meg a NASA rotációjában, és közülük McDivitt és White volt az első, akik tényleges repülési feladatot kaptak (megelőzve az informális rangsorban Wally Schirra és Gordo Cooper Mercury űrhajóst). A két űrhajós egyszerre volt egy hagyomány befejezője és elkezdője. Egyrészt náluk tiltotta be a NASA a szabad névválasztást, pedig már ki is választották az „American Eagle” nevet, és valamiféle jelvényt is fabrikáltak. Ugyanakkor ők voltak egy hagyomány elindítói is: az űrruhájukra egy nagy amerikai zászlót helyeztek fel felvarróként, hogy megkülönböztessék magukat a szovjet űrhajósoktól, akik jól látható „CCCP” feliratot hordtak a sisakjukon. Ettől a repüléstől kezdve minden amerikai űrhajós viselte az űrruháján az amerikai zászlót, illetve megteremtődött a felvarró jelvények hagyománya is.
A Gemini–IV 1965. június 3-án indult útjára a floridai Cape Kennedy 19-es indítóállásáról, helyi idő szerint 10:16-kor (15:16 UTC). Az indítás abból a szempontból volt történelmi, hogy először nézhették végig élőben más országok televíziónézői is az Early Bird műholdnak köszönhetően. A felszállás utáni legelső feladat az űrrandevú megkísérlése volt, elsőre a szintén Föld körüli pályára állt Titan II második fokozattal, amely a leválasztást követően hajszálnyit más pályán repült tovább. McDivitt és White számára nem állt rendelkezésre semmiféle eszköz (a randevút elősegítő radar fejlesztése még nem ért a végére, így nem építhették be az űrhajóba), így csak a szemükre hagyatkozva próbálkozhattak meg a művelettel. McDivitt a tervnek megfelelően megfordította az űrhajót, hogy az ablakon át lássák a rakétafokozatot (amely a közelükben repült, és még mindig hevesen bocsátotta ki magából az üzemanyag maradékát). A parancsnok megcélozta az űrhajó orrával a rakétafokozatot, majd a kis manőverező rakétafúvókákkal „gázt adott”, ám ahelyett, hogy a rakéta felé mozdultak volna, az egyre messzebb került. Több sikertelen kísérlet után (közben az éjszakai félteke fölött nem is próbálkoztak a sötétségben) feladták a további próbálkozásokat, miután az irányítás is úgy döntött, hogy a tervezett űrséta nagyobb prioritást élvez, mint a randevú. McDivitték (és a mögöttük álló mérnökcsapat) leszűrhette a tanulságot, hogy a csak a szemére hagyatkozó űrhajós nem képes az egyébként is más elvek szerint működő három dimenziós környezetben megbirkózni az űrrandevú bonyolult műveleteinek végrehajtásával.
A Gemini–IV második kísérlete, egyben legfontosabb feladata az űrséta végrehajtása volt. Kisebb probléma jelentkezett az előkészületek során (a manőverezéshez szükséges léghajtásos pisztolyt kellett összerakni és az ajtót kinyitni), amelyek fárasztóbbnak bizonyultak a tervezettnél, ezért a parancsnok a harmadik keringésre javasolta halasztani a műveletet. A Gemini Ausztrália felett járt, amikor belekezdtek a műveletbe. Először az ajtó nem akart kinyílni, némi rángatást és ütögetést követően aztán feltárult, és Ed White felállt, majd kilebegett az űrkabinból az űrbe. Aztán a manőverező pisztoly segítségével különböző mozgásokat végzett az űrhajó körül. Egy jó darabig rádiókapcsolat nélkül, lényegében függetlenül és szabadon is mozoghatott az űrsétába teljesen belefeledkező űrhajós, akit végül úgy kellett visszaparancsolni a kabinba. A visszatérés során – az ajtó becsukása okozott váratlan gondot az űrhajósoknak – ismét nagyon kimerült mindkét űrhajós, ezért hosszasan pihentek, végül ismét Ausztrália fölé érve helyezték ismét nyomás alá a kabinjukat, ezzel majdnem egy egész keringést töltöttek kihermetizálva.

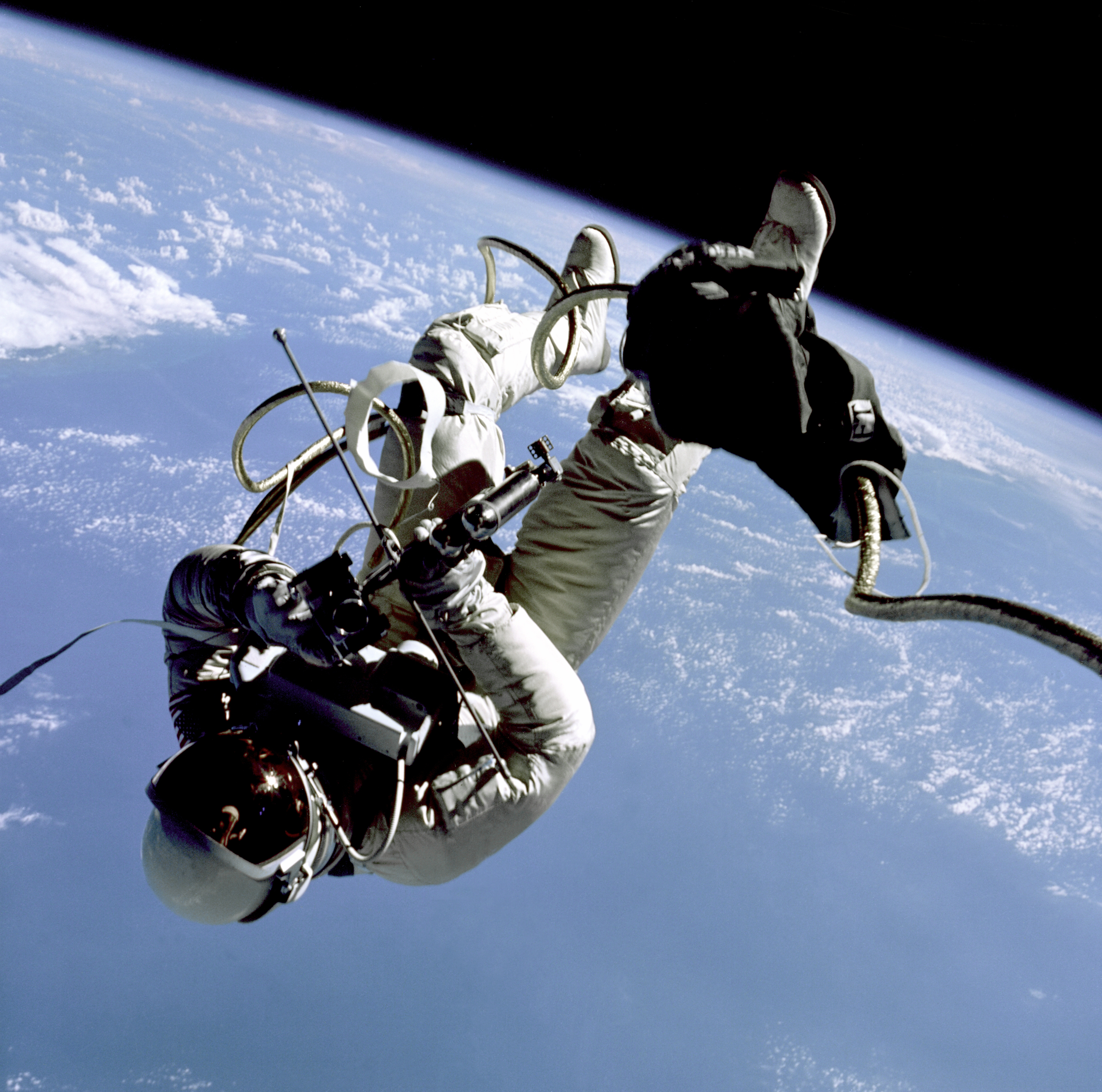
Ed White az első amerikai űrsétán
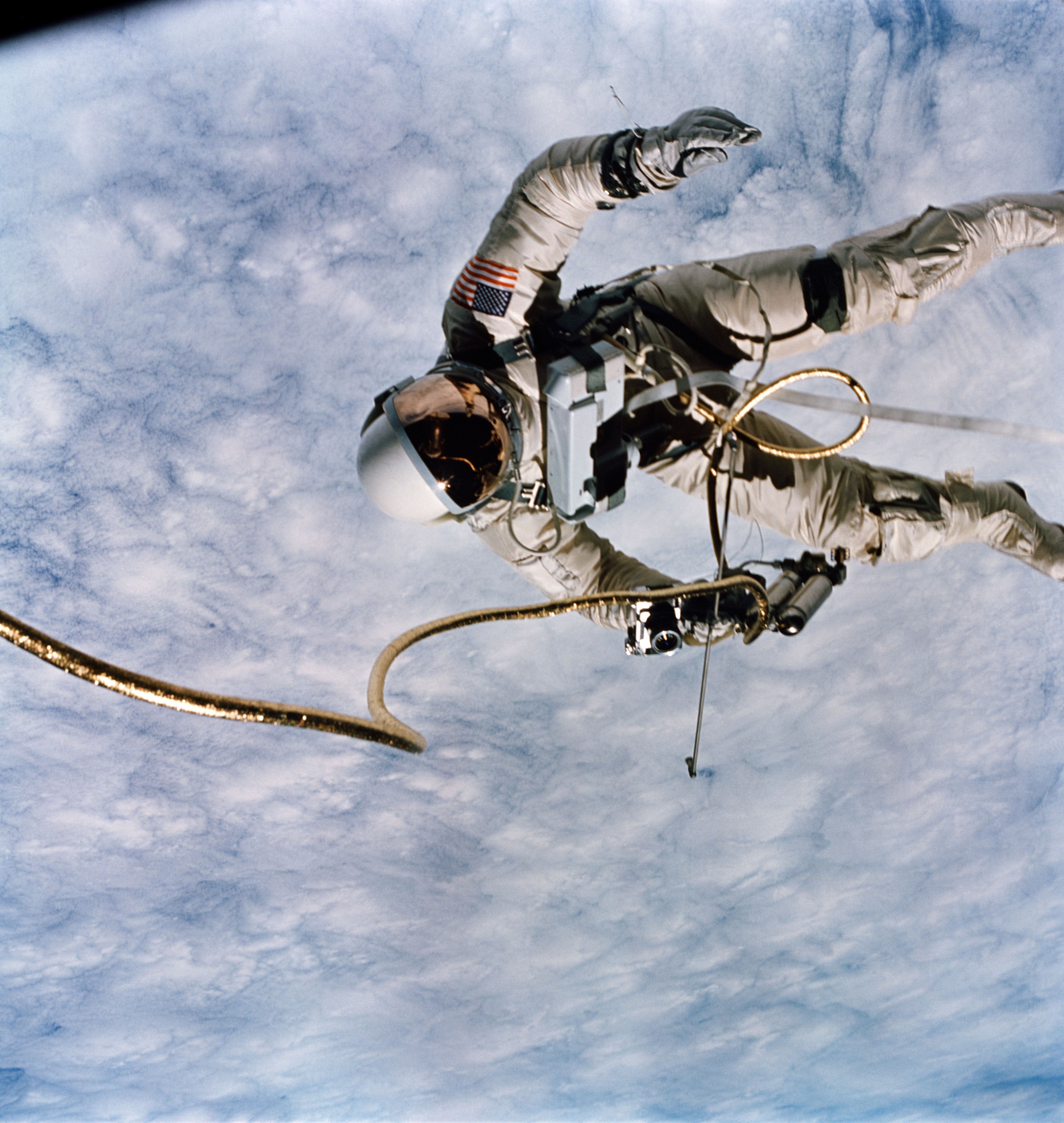
White az űrséta egyik legtávolabbi pontján, kezében a manőverezésre szolgáló eszközzel
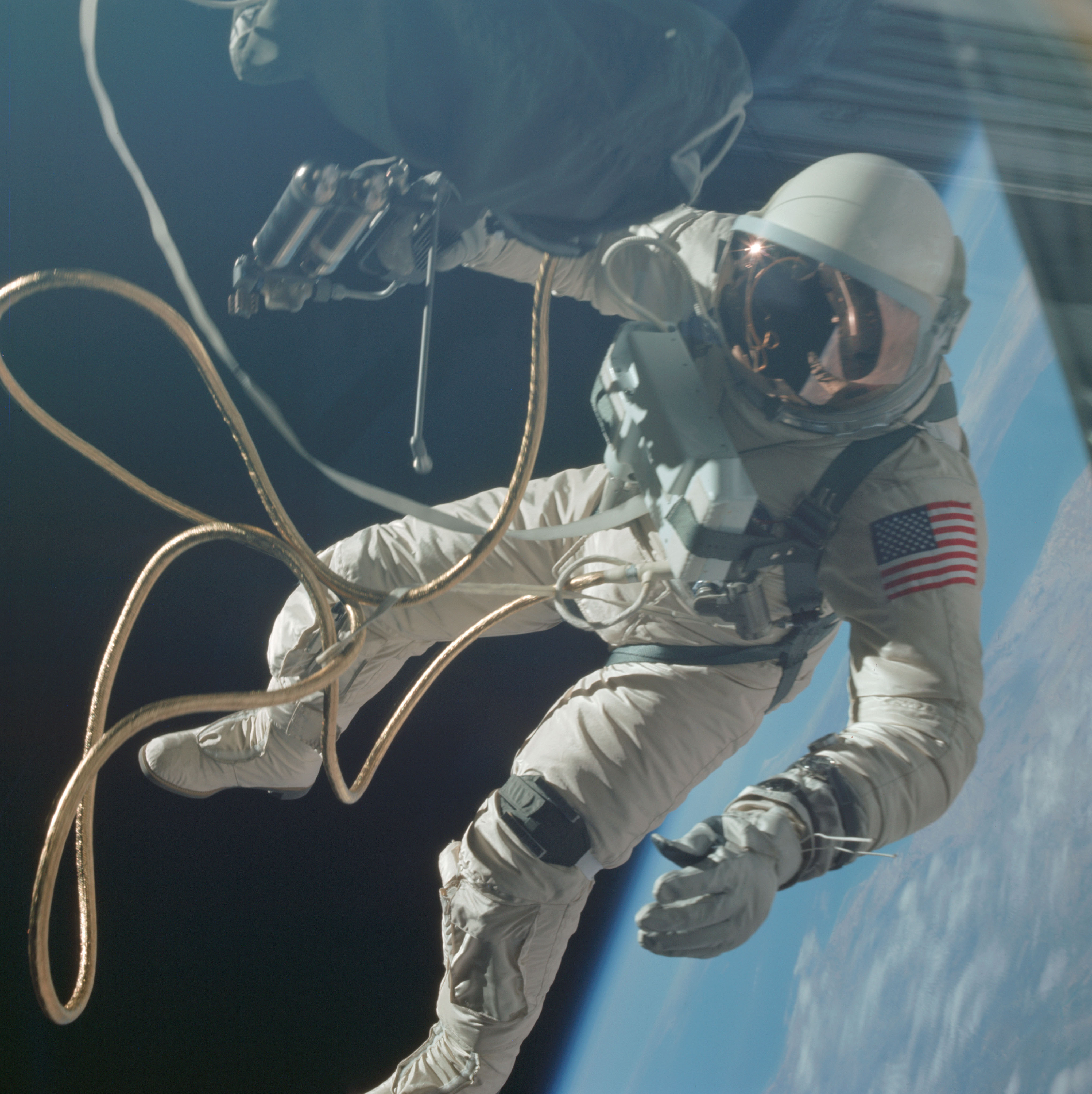
White, a manőverező egység és a köldökzsinór
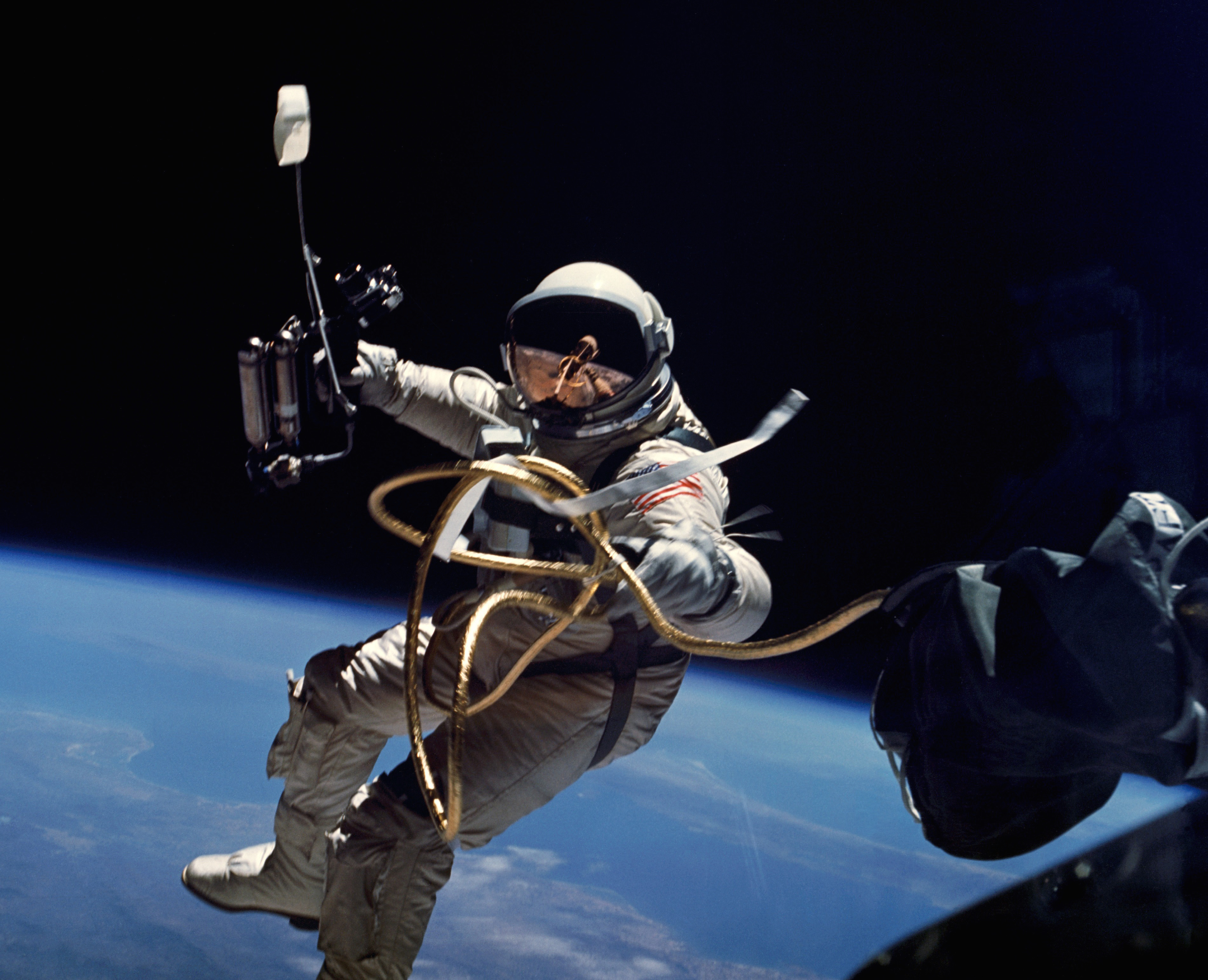
White a fényképezőgépnek pózol
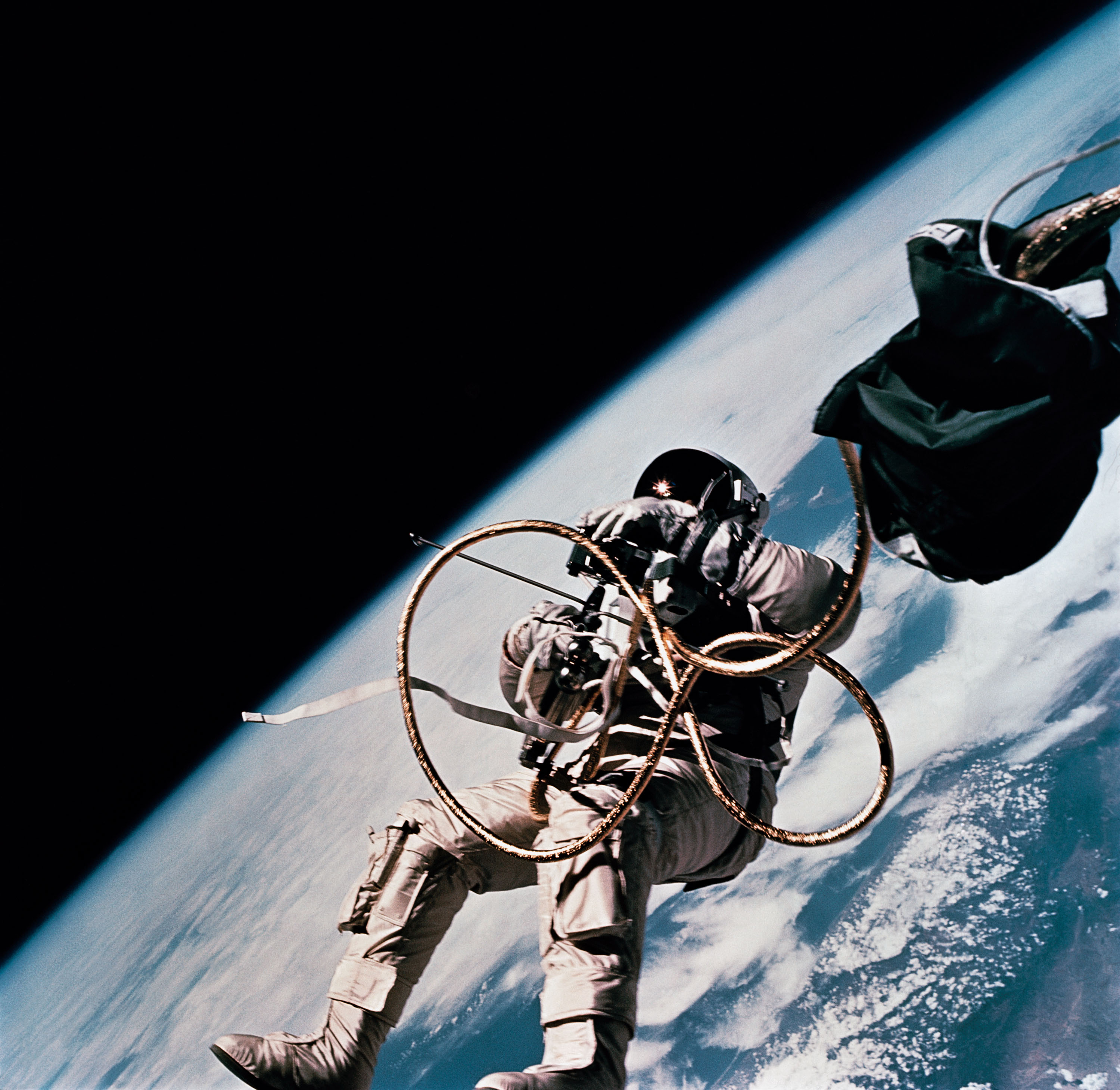
White a mozgást gyakorolja a pisztollyal
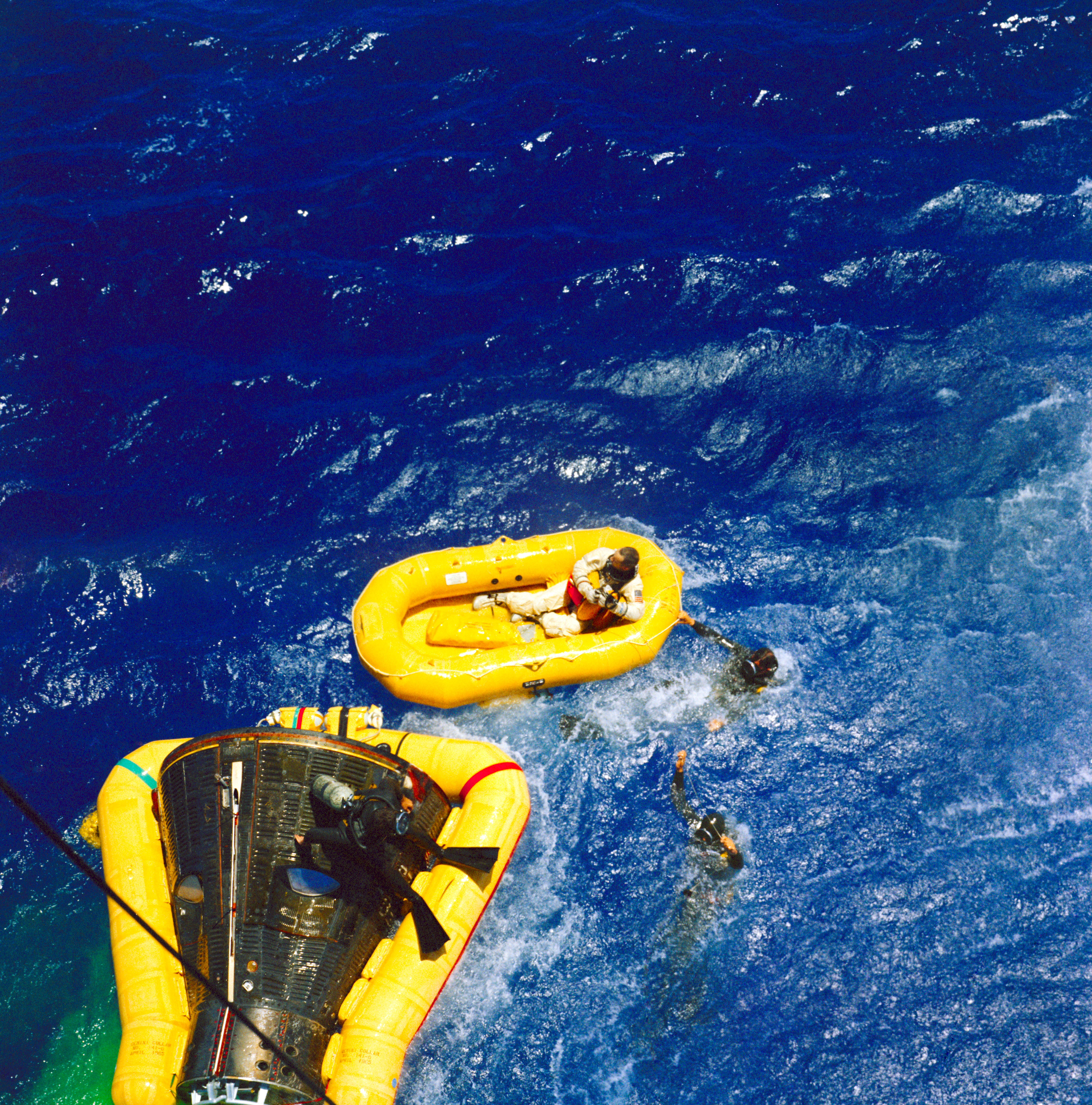
A Gemini–IV mentése a leszállás után
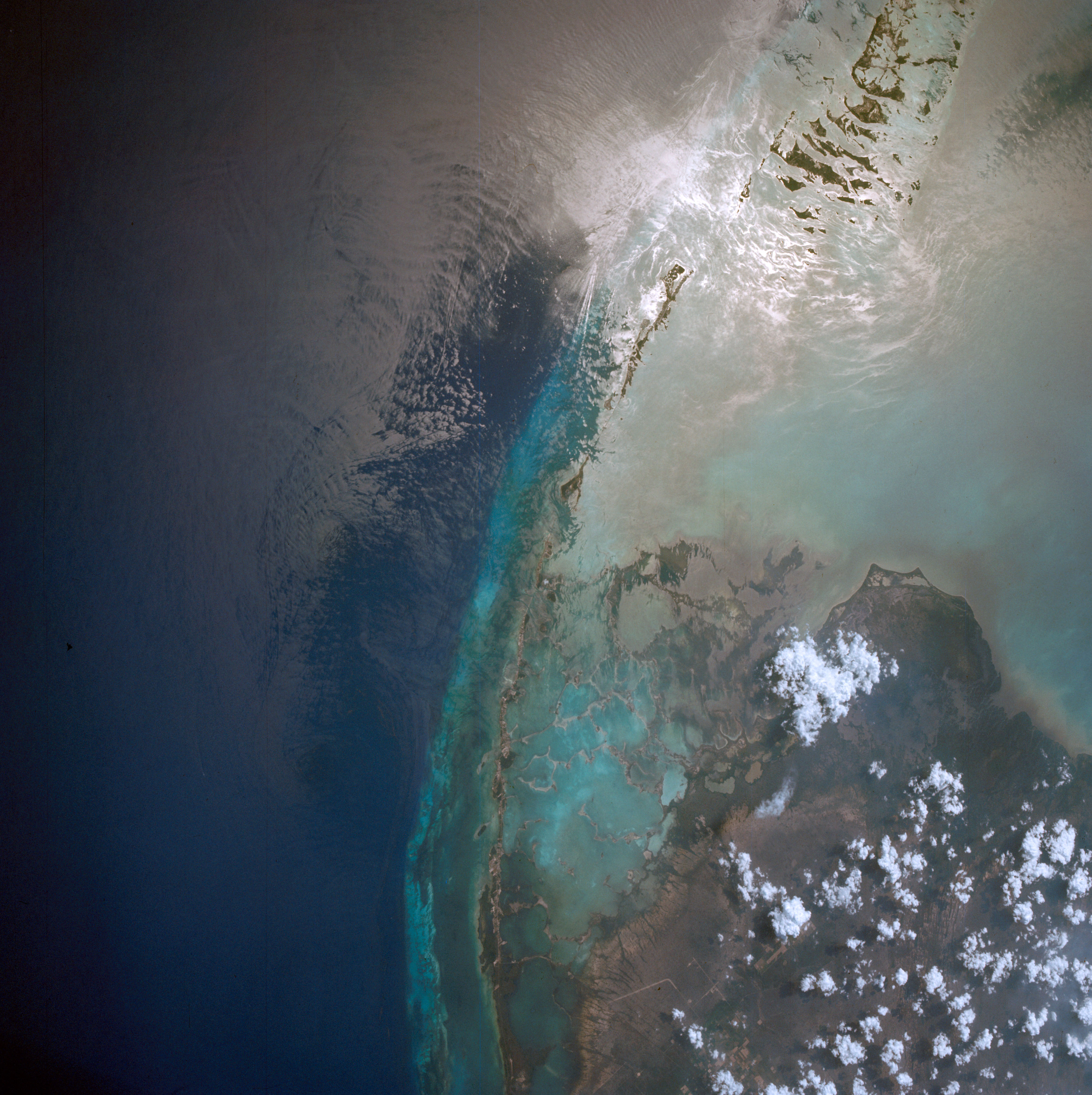
A Florida Keys a Gemini–IV-ről fényképezve

A sikeres űrsétát követően következett a repülés csendesebb része, a tervek szerint még 3 napig kellett fenn repülniük az űrhajósoknak, összesen tizenegy kísérletet elvégezve. A kísérletek között szerepeltek orvosi, fizikai mérési és fényképezési kísérletek, amelyek mindegyikét sikerrel teljesítették McDivitték. Végül a 48. keringés során meghibásodott a fedélzeti komputerük, ezért az automata irányítással végrehajtott leszállás helyett kézi irányítással, kissé más stílusban kellett leszállniuk az űrhajósoknak. 62 keringés, 97 óra 56 perc 12 másodperc repülés után a Gemini–IV rendben leszállt az Atlanti-óceán vizére, igaz, a kézi leszállás bizonytalansága miatt 81,4 kilométerre az őket váró USS Wasp repülőgép-hordozótól.

#### Gemini–V

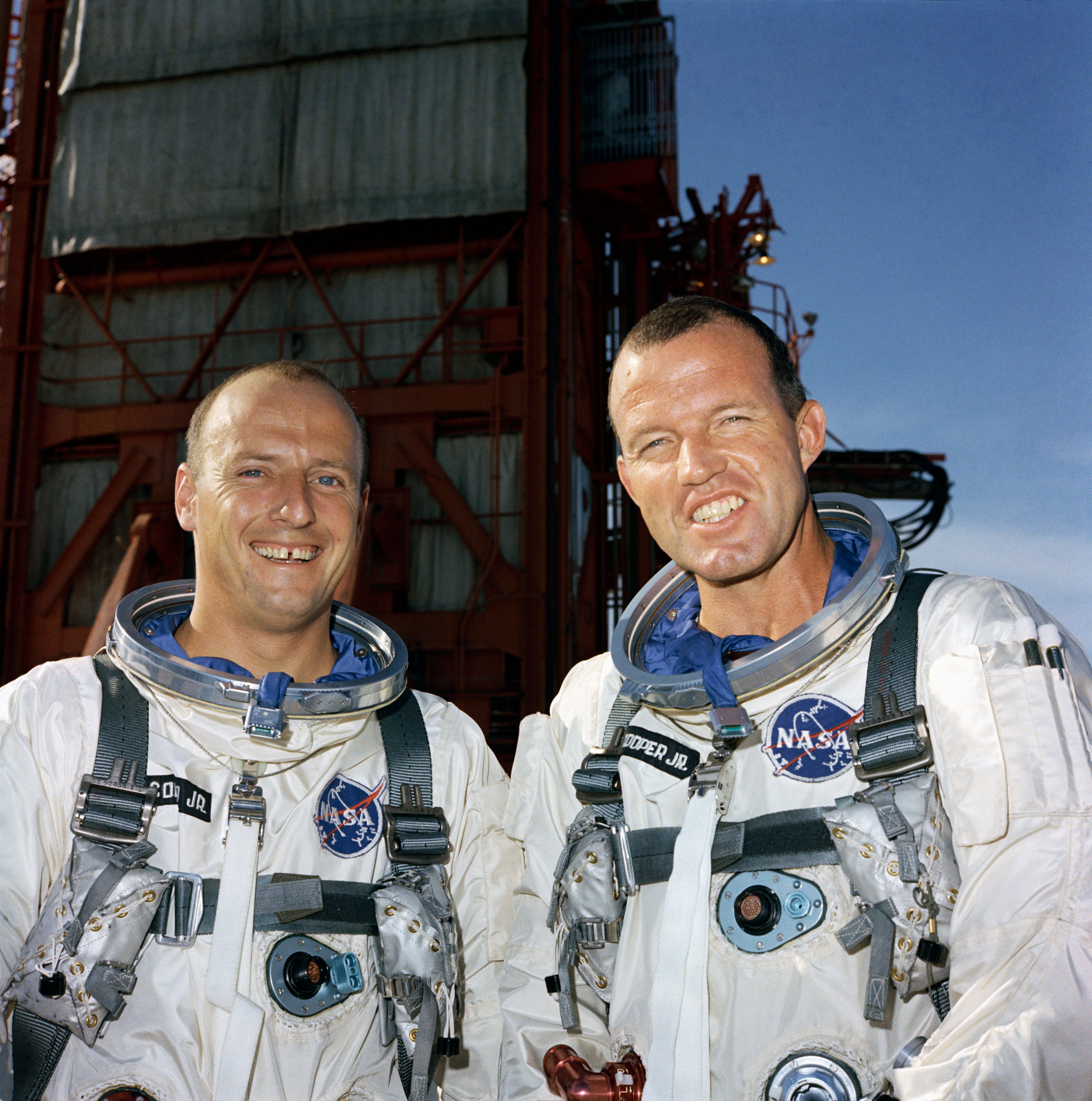
Gordo Cooper és Pete Conrad a Gemini–V legénysége

A Gemini–V volt a NASA számára a harmadik repülés a Gemini-program során és egyben a kijelölt úton (azaz a holdutazáshoz szükséges műveletek kipróbálása során) a soron következő művelet, az űrrandevú kipróbálására hivatott repülés. A Gemini–IV úgy tért vissza a világűrből, hogy ugyan az űrséta diadalának sikere mindent elhomályosított, azonban a randevúkísérlet teljes kudarca árnyékot vetett rá. Ezért mindenképpen szükség volt egy olyan repülésre, amikor teljesen erre az egy feladatra koncentrálva és az ehhez szükséges teljes felszereltséggel próbálkozzanak meg az űrhajósok. A Gemini–V fő célkitűzése tehát az űrrandevú kipróbálása lett. További cél volt a Gemini-program felpörgetése azáltal, hogy a repülések közötti időkülönbséget 3 hónapról két hónapra csökkentik, és a szovjeteknek megmutatják a képességet. Azzal, hogy az űrrandevút célozták meg, egyben végre elhódított volna a Gemini-program is egy űrbeli elsőséget a szovjetek előtt, különösen úgy, hogy a Voszhod-program kísérletei leálltak (mivel a szovjet program titkos volt, az amerikaiak nem tudták, hogy ellenlábasuk nem a megfelelő úton indult el, és a kudarc a szovjet repülések leállásának oka).
A soron következő repülés személyzeteként Gordo Cooper parancsnokot és Pete Conrad pilótát jelölte ki a NASA, tartalékul pedig Neil Armstrongot és Elliot See-t nevezték ki. Ennek a legénységnek is az Új Kilencek csoportja adta a gerincét, egyedül Cooper érkezett még a Mercury-programból. Ez a legénység volt az első a NASA történetében, aki legénységi jelvényt tervezett és felvarró formában viselt az űrruháján. Cooper – az amerikai pionírokat használva analógiaként – egy echós szekeret tett meg a jelvény fő motívumaként (eredetileg így is akarta nevezni az űrhajót, csak a NASA nem sokkal korábban elvette a névadás jogát az űrhajósoktól), és a „8 nap, vagy halál” jelmondatot szerepeltette rajta.

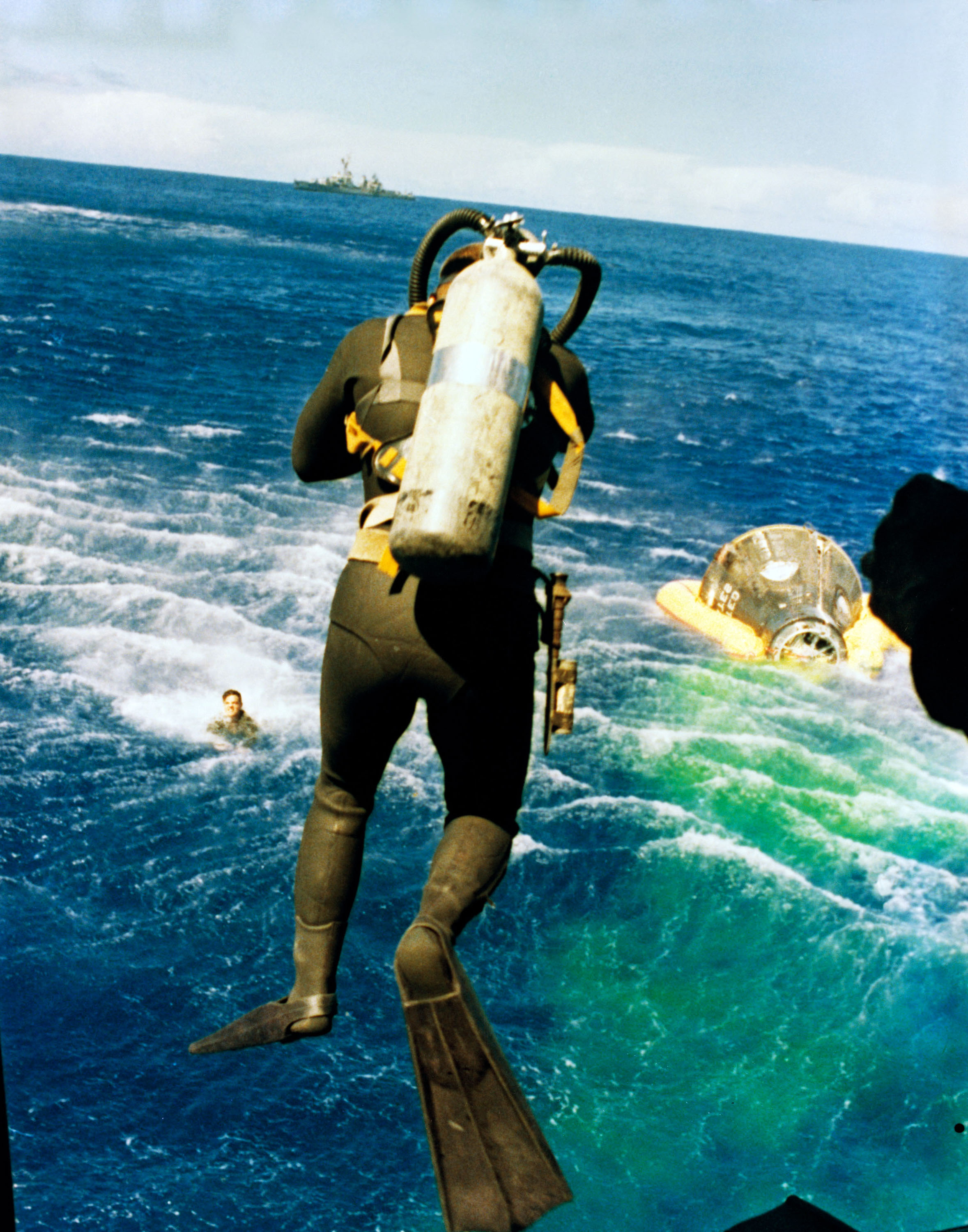
A Gemini–V kiemelésére induló békaember a leszállás után

A repülés 1965. augusztus 21-én startolt Cape Kennedy 19-es indítóállásából helyi idő szerint 9:00-kor (14:00 UTC), egy kis ún. pogo oszcillációt leszámítva eseménytelen start keretében. Az űrhajó 163×350 kilométeres ellipszis pályára állt. A pályára állás után rögtön hozzá is kezdett a legénység a legnagyobb figyelemmel kísért randevúkísérlet megvalósításához. Ehhez előbb kibocsátottak egy kis műholdat (hivatalos nevén a Randevú Felmérő Csomagot), majd mikor ez kissé eltávolodott, megpróbáltak odamanőverezni hozzá. Időközben azonban az első útjára felvitt üzemanyagcella – amely a fedélzeti áramellátásért volt felelős – abnormális működési paramétereket kezdett jelezni, ami miatt a legénység elővigyázatosságból inkább leállította. Ezzel azonban az elsődleges célkitűzés, az űrrandevú meghiúsult, sőt felvetődött a repülés idő előtti megszakításának és a legénység hazahozatalának gondolata is. Houstonban és St. Louis-ban, az űrhajó gyártóhelyén hamarjában kísérletek indultak az üzemanyagcellával, majd az extrém paramétereken működő eszközzel szerzett tapasztalatok alapján a legénység is visszakapcsolhatta azt, hogy az űrhajóban visszaálljon az áramellátás. Ezzel a korai repülés megszakítás veszélye megszűnt, és visszatért a randevúkísérlet gondolata. Ugyan a céltárgynak szánt műhold elveszett, az irányítás rájött, hogy nem igazán egy céltárgyra van szükség, hanem inkább egy kitüntetett pontra az űrben, amit meg lehet közelíteni (a céltárgy inkább csak megtestesíti azt). Ezért Buzz Aldrin vezetéséve kidolgoztak egy ún. „fantom randevú” nevű eljárást, aminek pont az volt a lényege, hogy egy kitüntetett ponthoz manőverezzék az űrhajót. A harmadik keringés során Cooper sikerrel teljesítette a fantom randevút, ezzel igazolta, hogy a Gemini űrhajóval valóban lehetséges egy űrbéli randevú megvalósítása.
A további feladat a 8 napos – világrekordot jelentő – időtartam kirepülése volt. Ennek abban állt a jelentősége, hogy ez volt egyenlő nagyjából egy holdutazás elméleti oda- és visszaútjának időszükségletével. Ennek során összesen 17 kísérletet végeztek el – köztük két, a Pentagon által feljuttatott katonai kísérletet is –, zömmel sikerrel. Coooper és Conrad vezette be, hogy nem váltásokban dolgoznak, hanem egyszerre esznek, dolgoznak, de ami a legfőbb, egyszerre alszanak, mivel a folyamatos rádiózás, a másik űrhajós tevékenysége miatt az alvás lehetetlen volt az egyedül pihenni kívánó űrhajósnak. Az ötödik napot követően a Gemini–V-öt sem kerülték el a hibák. Elsősorban a helyváltoztatásért felelős manőverezőrendszer, az OAMS fúvókáinak sorozatos hibái voltak aggasztóak. Éppen ezért a leszállás előtt, már a tervezett utolsó keringés előtti keringés során hozzákezdtek a fékező manőverhez, hogy hiba esetén még mindig maradjon idő korrigálni. A fékezés viszonylag rendben a hibák ellenére is megtörtént, és a Gemini–V 1965. augusztus 29-én, 7 nap 22 óra 55 perc 14 másodperc repülést követően rendben leszállt az Atlanti-óceánra, ahol a USS Lake Champlain hordozó vette a fedélzetére a legénységet.

#### Gemini–VI–A

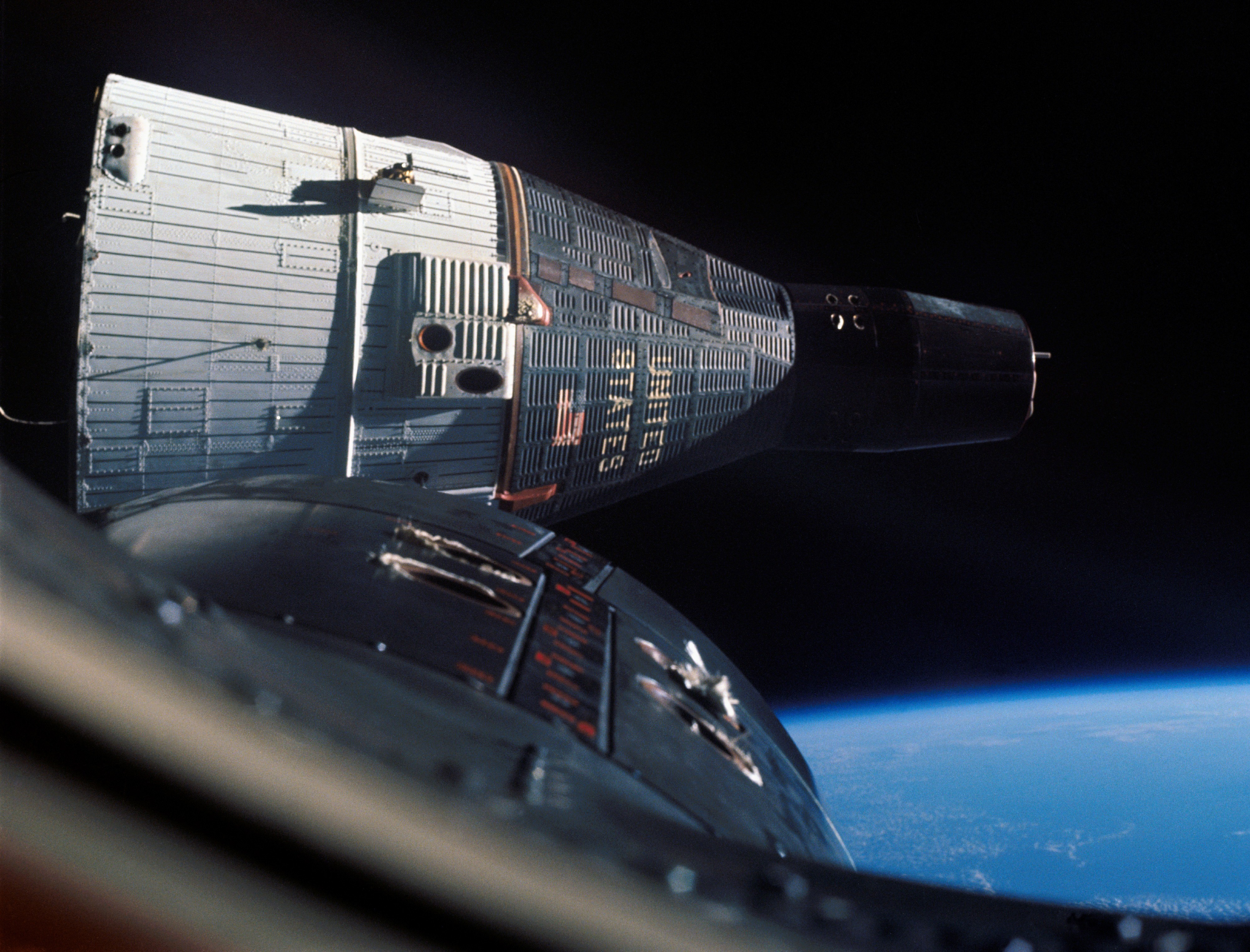
A világ első űrrandevúja a Gemini–VI–A és a Gemini–VIII űrhajók között 1965. december 15-én

A Gemini–VI volt a Gemini-program azon küldetése, amelyet az űrrandevú képességének végleges igazolására szántak. A NASA érezte, hogy a közvélemény előtt a „fantom randevú”, azaz a világűr egy kitüntetett pontjának megközelítése nem igazán „bizonyító erejű”, kell ott legyen – lehetőleg egy fényképen – egy másik űrhajó is, hogy valóban űrrandevúnak tekintse mindenki a manővert. Ennek a célnak a megvalósítására az a terv született, hogy a NASA szolgálatba állítja a hadseregnél már alkalmazott Atlas-Agena rakétaszerelvényt, amelynek Agena fokozata Föld körüli pályára állva céltárgyként tud szolgálni a Gemini számára. Ezzel a Gemini végre egy igazi űrbeli elsőséget arathatott volna le a szovjetek előtt (korábban a Vosztok–3 és Vosztok–4 is bemutatott már olyat, amikor meglehetősen közel repültek egymáshoz az űrhajók, ám az akkor a startidőpontok ügyes megválasztásának jobban volt köszönhető, mintsem szándékos manővernek).

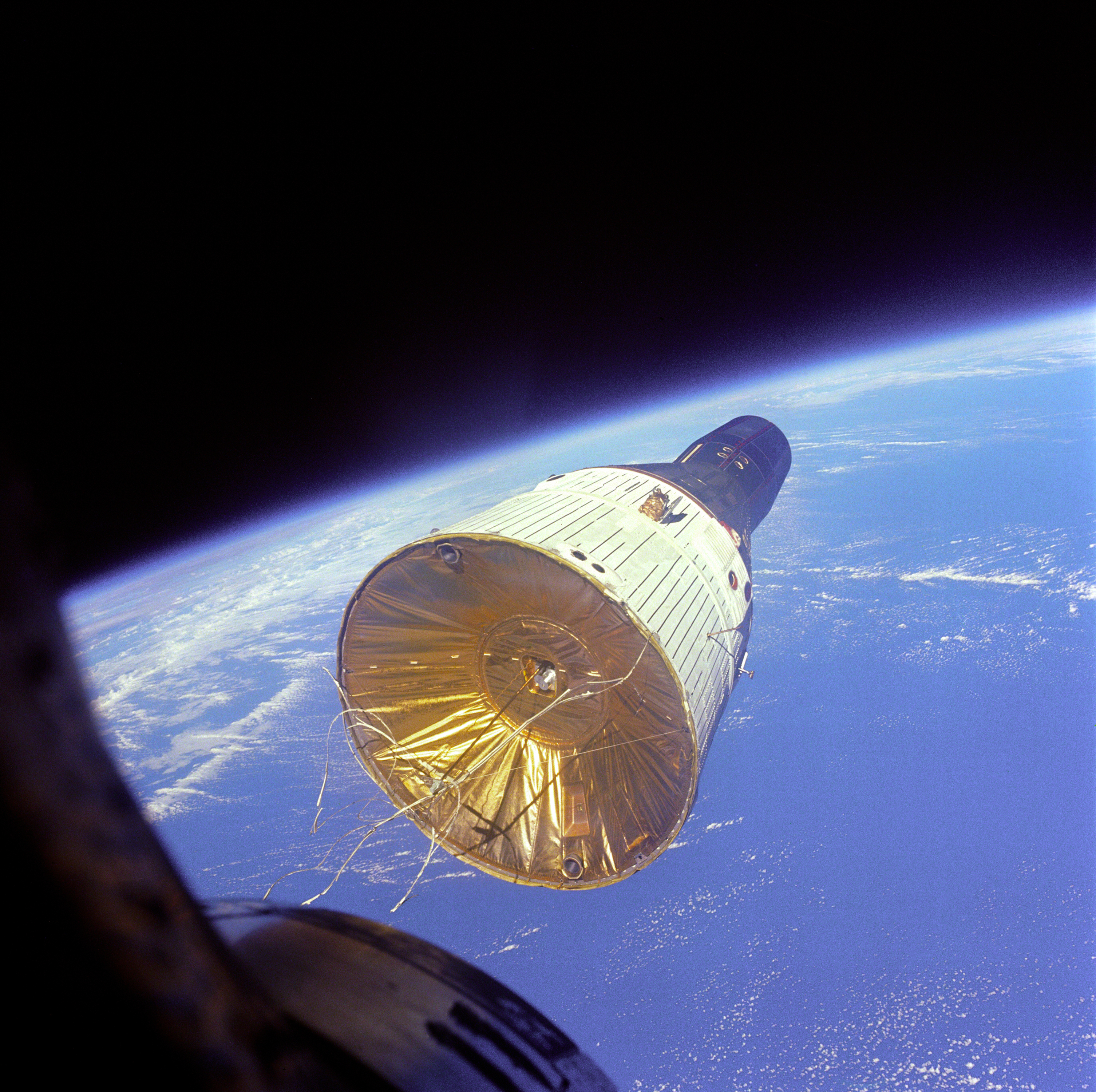
A Gemini–VII a Gemini–VI–A-ról készült fotón

A személyzetekért felelős Deke Slayton 1965 februárjában nevezte meg Wally Schirra parancsnokot és Thomas Stafford pilótát a repülés személyzetének. A legénységi jelölés egyszerre történt a Gemini–VII legénységének kijelölésével, Frank Borman parancsnoki és Jim Lovell pilótai megjelölésével, bár ekkor még nem volt tervben, hogy a két legénység majd milyen szorosan együtt dolgozik. Később, a tervek kényszerű megváltozásakor – amikor azt irányozták elő, hogy a két űrhajó repüljön szimultán, és a Gemini–VII szolgáljon céltárgyul a Gemini–VI számára – még az is felmerült alternatívaként, hogy Tom Stafford átszáll Jim Lovell helyére és fordítva, hogy látványosan bizonyítsák: a két űrhajó valóban találkozott odafenn. Ezt a tervet később elvetették.
A Gemini–VI első tervezett startjára 1965. október 25-én került sor, amikor nagyon rövid időkülönbséggel tervezték feljuttatni előbb az Agena célrakétát, majd a Gemini űrhajót, hogy később odafenn a két űreszköz találkozzon. Előbb az Agena startjára került sor – miközben folyt a Gemini startfolyamata is, az űrhajósok már benn ültek a kabinjukban –, ám a pályára állás közben az Agenában valamilyen fatális probléma támadt, és a rakéta felrobbant, roncsdarabok hullottak alá az égből. A végzetes kudarcot követően nem volt értelme elindítani a Gemini–VI-ot, a legénységet kiszállították az űrhajóból, a rakétából lefejtették az üzemanyagot. Az űrhajót gyártó McDonnell repülőgépgyár vezetői fejében már ezen a napon megfogalmazódott a gondolat, hogy miért ne lehetne az Agena helyett egy másik Gemini a céltárgy (azaz ne egy újabb Agenát bocsássanak fel, hanem a soron következő Gemini repülés alkalmával próbáljanak meg egyszerre két űrhajót felbocsátani, amelyek aztán odafönn találkoznak. A NASA vezetése viszonylag hamar elfogadta az elképzelést, nagyjából egy dolgot kellett megoldani, hogy az indítóállást néhány nap alatt ismét felkészítsék egy következő indításra (korábban erre 3 hónap idő állt rendelkezésre, az új követelmények 9 napot céloztak meg). Egyúttal a repülés megjelölését megváltoztatták Gemini–VI-A-ra (így különböztetve meg a korábbi Agenát használó VI és a másik Gemini-t használó VA-A repülést).

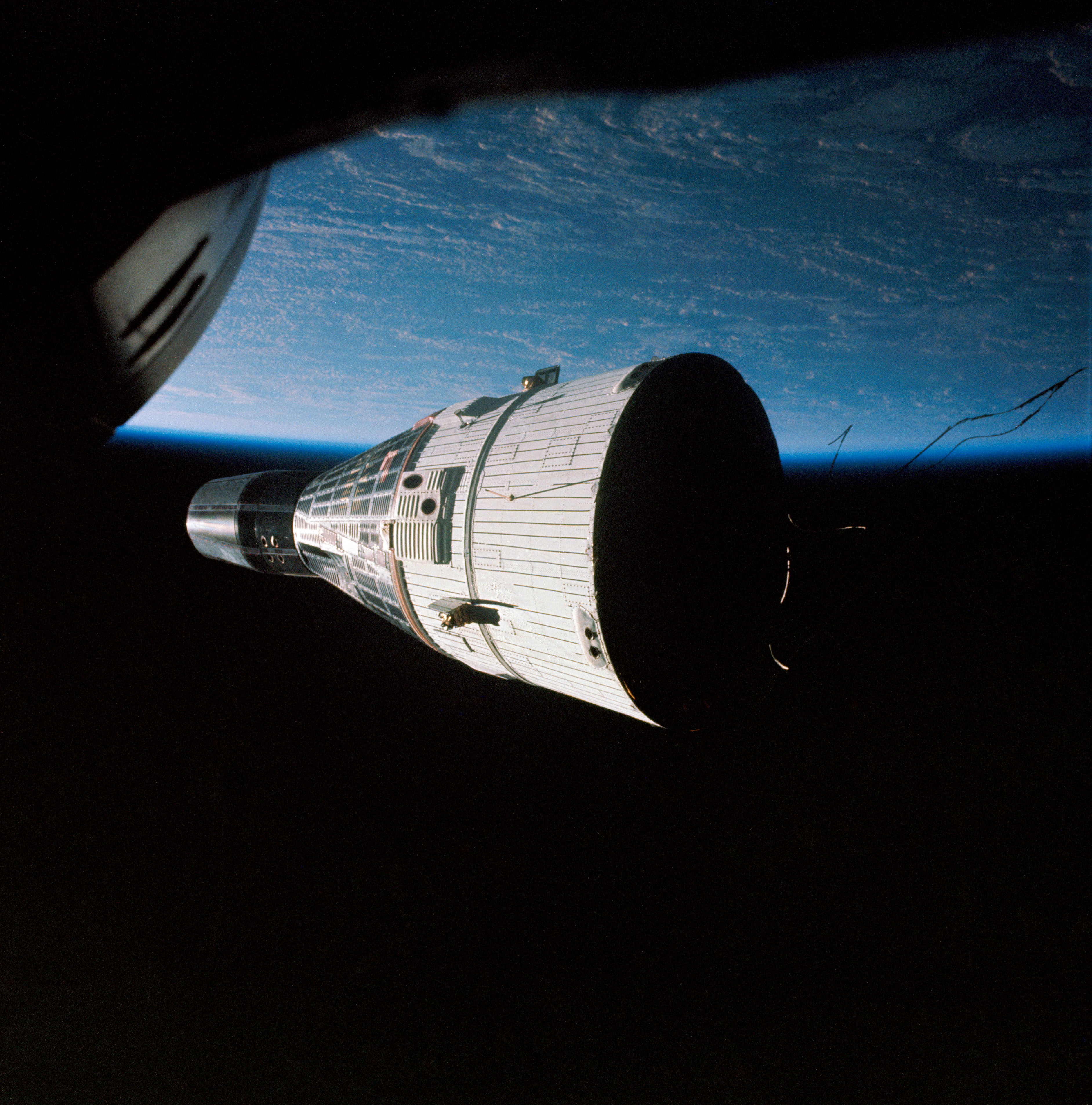
Egy másik kép a randevú manőver közben

A Gemini–VII startját követően a VI-A startfelkészítése az előírt 9 napon belül megtörtént, majd sor került az űrhajó startjára is, ám másfél másodperccel az indulás előtt hiba történt (egy elektromos csatlakozó véletlen hibája miatt), és a Gemini–VI–A a Földön maradt. Gyors helyzetértékelést és hibajavítást követően a startot két nappal későbbre tűzték ki. Schirra és Stafford végül 1965. december 15-én 8:37:26-kor startolt el Cape Kennedy-ről. A tervek szerint a randevúra a negyedik keringésben került sor, és addig a röppályák beállítása miatt nagyjából automatikusan közeledtek egymáshoz az űrhajók, Schirrának csak a legvégső fázisban kellett manővereznie a megközelítéshez. A művelet tökéletesen sikerült, végül a két űrhajó néhány méterre egymástól repült tovább kötelékben. Schirra később különböző manőverekkel újabb és újabb helyzetbe állította a Gemini–VI–A-t, szembeállítva, hátulról, alulról, oldalról közelítve a másik űrhajót, mindvégig 30 centiméter és 90 méter között tartva a távolságot kettejük között. Ezzel megvalósult a világ első valódi űrrandevúja. Dolga végeztével a Gemini–VI–A egy, az űrhajósok számára kijelölt pihenési periódus után 25 óra 15 perc 58 másodperc repülés után az óceánba csobbant. A Gemini–VII még két napig repült tovább.

#### Gemini–VII

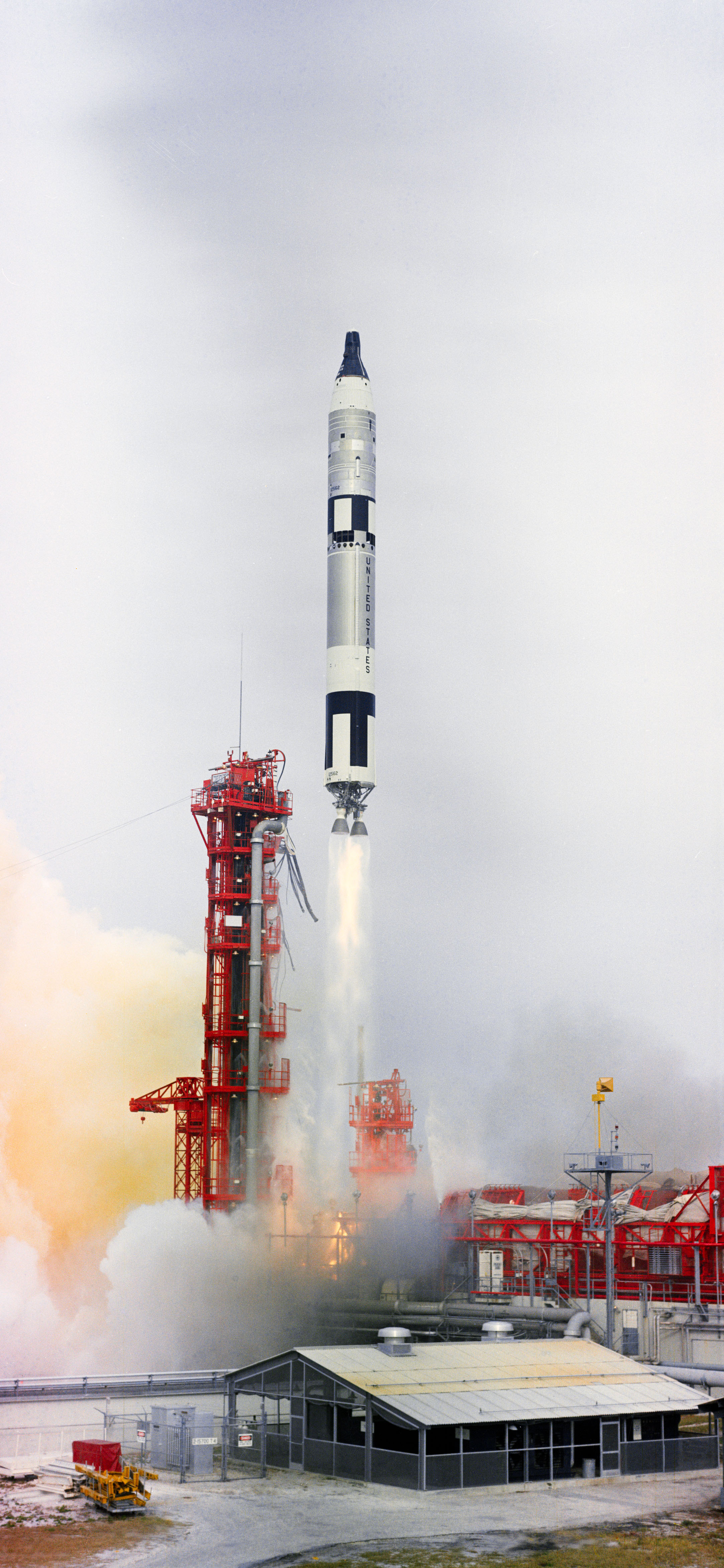
A Gemini–VII az űrbe indul

A Gemini–VII volt a Gemini-program – startsorrendjét tekintve – negyedik, emberek részvételével indított repülése, míg hivatalos jelölését és az eredeti terveket illetően az ötödik. A NASA az űrsétát és az űrrandevút követően úgy döntött, hogy ezúttal egy másodlagos célkitűzést is kipróbál, mégpedig a hosszú időtartamú repülést. A Gemini–VII megcélozta a 14 napos repülést, amely egy holdutazás elméleti maximum időtávjának számított. A kijelölt két űrhajós erre a feladatra is készült fel. Azonban a tervek teljesen romba dőltek, amikor a Gemini-program addig teljesen független előző repülése, a Gemini–VI első startja kudarcba fulladt. Az előző repülés célja egy immár teljes értékű űrrandevú kivitelezése volt, amelyhez egy RM–81 Agena célrakétát akartak felhasználni, ám az a felbocsátáskor meghibásodott, az embert szállító űrhajónak nem volt mivel találkoznia odafenn. Az űrhajót gyártó McDonnell vezetői felvetették, hogy ne egy újabb Agena legyen a megismételt start alkalmával a céltárgy, hanem egy másik Gemini űrhajó. A NASA elfogadta az elképzelést, és ennek megfelelően alakította át a Gemini–VI és az őt követő Gemini–VII repülését.
A repülésre Deke Slayton Frank Borman parancsnokot és Jim Lovell pilótát jelölte ki személyzetként (a testvérűrhajóban pedig Wally Schirra parancsnok és Tom Stafford pilóta foglalt helyet). A páros repülés tervezésekor felmerült, hogy Stafford és Lovell helyet cserélhetne, ám ezt Borman heves tiltakozása miatt végül elvetették. A tervezett szimultán repülés legnagyobb kihívása volt, hogy a Gemini–VII startját követően milyen gyorsan tudja a földi személyzet ismét szolgálatba állítani a 19-es indítóállást. A tervek szerint erre kilenc nap volt szükséges, amelyet teljesített is a Cape Canaveral-i csapat. Ám az ominózus kilencedik napra a Gemini–VI–A számára kitűzött start meghiúsult: a Titan II rakéta egyik elektromos csatlakozója idő előtt kihúzódott, amely a startfolyamat automatikus leállásához vezetett az utolsó másodpercben. Szerencse volt a szerencsétlenségben, hogy az ilyen esetekre a műveleti utasításban előírt katapultálás nem ment végbe, mivel az azt irányító parancsnok nem húzta meg a kart.
A Gemini–VII startjára 1965. december 4-én került sor 14:30:03-kor (19:30:03 UTC) a 19-es indítóállásból. Az első manőver rögtön a pályára állás után jött el, az űrhajónak meg kellett közelítenie a eltávolodó rakétát, kvázi űrrandevút végrehajtani. Ezt követően jöhetett a repülés legnagyobb újdonsága: az egyik űrhajós levehette az űrruhát (elővigyázatosságból a másiknak beöltözve kellett maradni, bár később ez az elgondolás megdőlt, és a repülés végén mindkét űrhajós levetkőzhetett a könnyű kezeslábasára). 1965. december 12-én került volna sor a látogató űrhajó startjára, ám egy meghibásodott elektromos csatlakozó miatt ez a start meghiúsult, így a Gemini–VII legénysége hiába várta a másik űrhajót. A megismételt startra csak 1965. december 15-én került sor. A másodikként startoló űrhajó negyedik keringése során a Gemini–VI–A űrrandevút hajtott végre a Gemini–VII űrhajóval. Ennek során a kezdeti 1992 kilométeres távolságot fokozatosan csökkentve, a negyedik keringés végén aktívan manőverezve végül negyven méter távolságra közelítette meg egymást a két űrhajó, majd kötelékrepülésbe kezdtek. A műveletek során a Gemini–VI–A volt az aktív fél, a Gemini–VII passzív maradt. Később a Gemini–VI–A gyakorlásképpen körberepülte és különböző szögekben közelítette meg a testvérűrhajót, miközben végig 30 cm és 90 méter között tartották a távolságot. A sikeres űrrandevút követően Schirráék leszálltak, míg Bormanék még három napot keringtek fenn, hogy kitöltsék a 14 napra tervezett repülési időt. A repülés legvégén egy sor probléma ütötte fel a fejét, ám ennek ellenére 13 nap 18 óra 35 perc 1 másodperc repülés után sikerrel szálltak le az űrhajósok az Atlanti-óceánra 1965. december 18-án.

#### Gemini–VIII

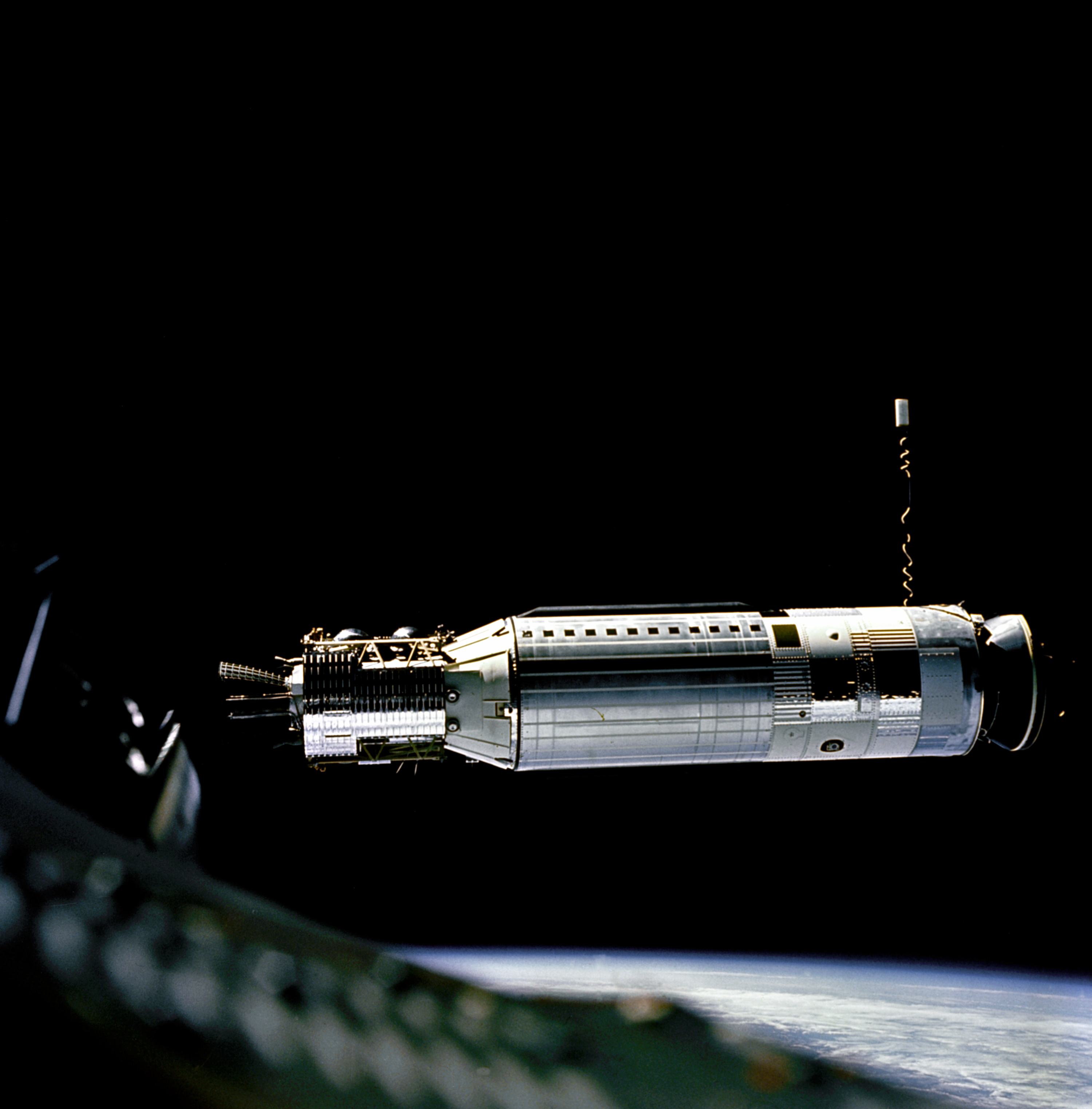
A világ első űrbeli összekapcsolódása a Gemini–VIII és az Agena céltárgy között 1966. március 16-án

A Gemini-VIII volt a NASA és a Gemini-program számára a harmadik, végső mérföldkő, amellyel olyan kipróbálatlan manőverről bizonyították be, hogy képesek végrehajtani, amely kulcsfontosságú volt egy holdutazáshoz: ez a két űrhajó űrbeli összekapcsolása, a dokkolás. A repülés tervezésekor három fő területre koncentráltak, az Agena előző repülésen mutatkozó problémájának megnyugtató elhárítása, a program második, ezúttal komolyabb tartalmú űrsétájának összeállítására, végül a tudományos kísérletek összeállítására. Az Agena problémáját nem sikerült azonosítani, csak abban bízhattak, hogy a következő rakéta a minden részletre kiterjedő felülvizsgálat után azt a megbízható teljesítményt nyújtja, ami a típust egyébként jellemezte. Az űrsétát illetően olyan műveleti programot állítottak össze, amelyben a másodpilóta különböző mikrometeorit gyűjtő lemezeket hoz vissza a rakéta törzséről, illetve csavarok fémlapba csavarásával az űrbéli egyszerűbb munkák modellezését határozták el.
Legénységként Neil Armstrong parancsnokot és a harmadik űrhajósválogatás (a magukat új tizennégyeknek nevező csoport) első repülésre jelölt tagját Dave Scott pilótát jelölték ki, míg tartalékként Pete Conrad és Dick Gordon készülődhetett. A zavartalan kiképzési program végén 1966. március 16-ra tűzték ki a startot. Ennek során az előző szimultán repüléshez hasonlóan először az Atlas-Agena célrakéta startolt az űrkikötőből a 14-es indítóállásból. A Gemini–VIII startjára ugyanaznap 11:41:02-kor (16:41:02 UTC) került sor Cape Canaveral 19-es indítóállásáról. A műveleti tervben kitűzött cél az volt, hogy a második keringés során menjen végbe a két űreszköz találkozása. A pályára álláskor az Agena 1963 kilométerrel járt a Gemini előtt. Az előző szimultán repülés során kimódolt technikát alkalmazva (amikor az égi mechanika törvényei lényegében automatikusan kormányozták egymáshoz közel a két űrhajót az optimálisan megválasztott röppályák miatt) a végső megközelítés a radar jelbefogásával kezdődött, hogy látja-e a radar a másik űreszközt: erre 322 kilométer távolságban került sor. A vizuális kontaktusra 140 kilométeres távolságból került sor. Armstrong szövevényes manőverek végén 46 méterrel az Agena közelében állította meg az űrhajót, és egy darabig relatív sebességkülönbség nélkül, „kötelékben” repültek. Armstrong ezek után egy 30 perces vizuális ellenőrzést követően engedélyt kapott az irányítástól a dokkolási manőverre. A manőver során Armstrong 1 méterre kormányozta egymáshoz a két űreszközt. Itt megállt, majd rövid üzenetváltás után megkapta az engedélyt az irányítástól az összekapcsolódásra. Az utolsó egy méteres távot Armstrong 8 centiméter/másodperc sebességgel, nagyon lassan, óvatosan hidalta át, majd jelentette, hogy sikeres dokkolást hajtottak végre.

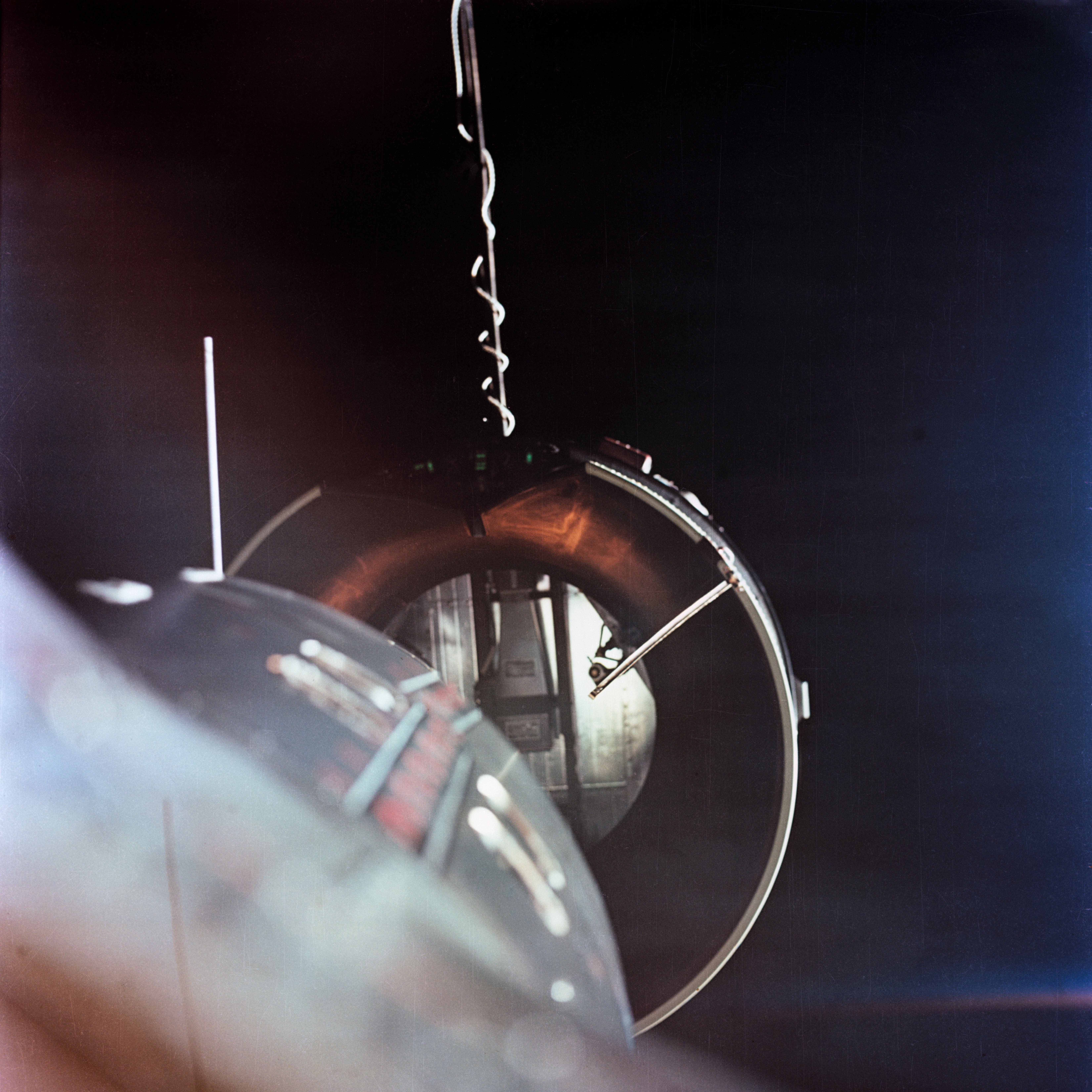
Az Agena és a Gemini–VIII között már csak 1 méter távolság van a dokkolási manőver közben

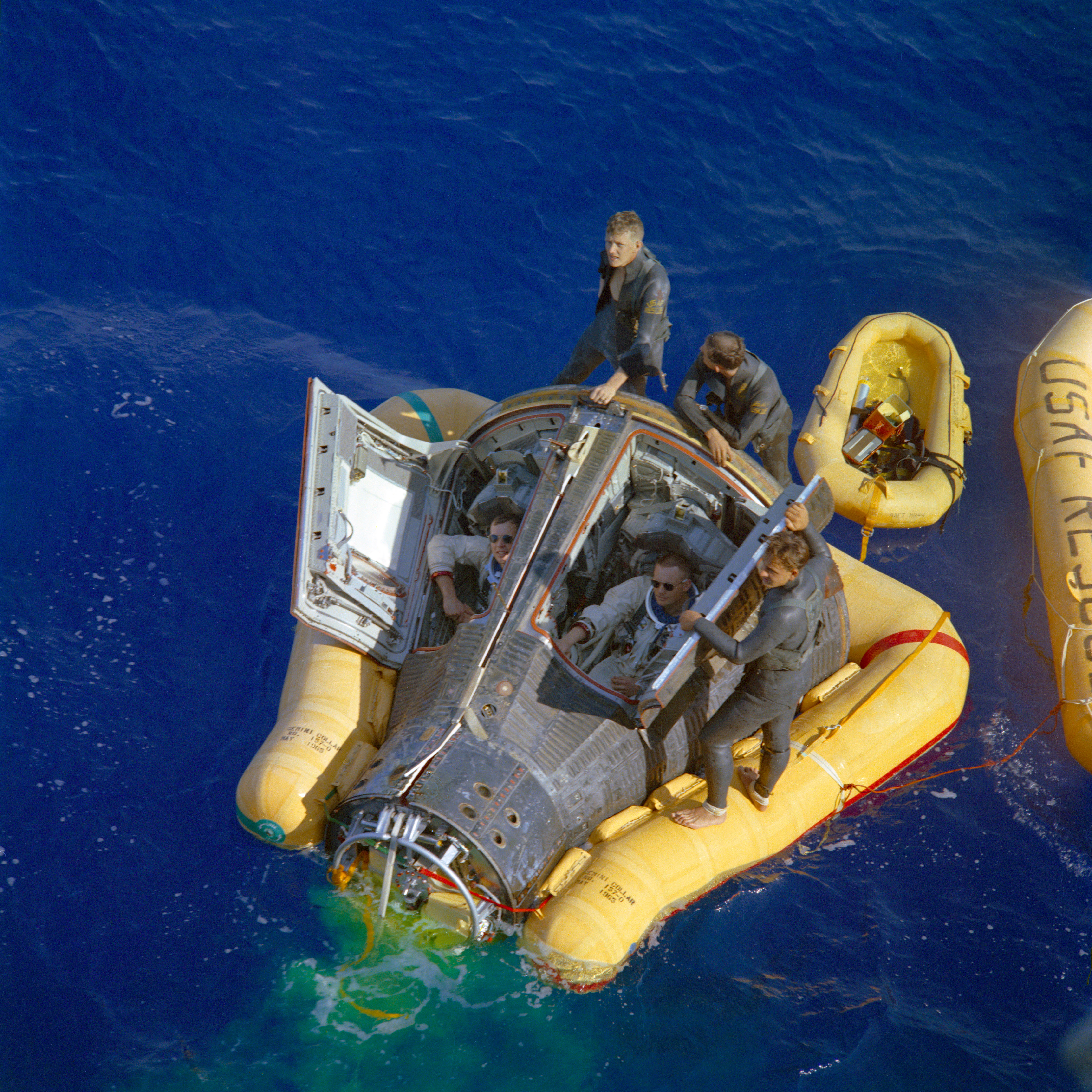
Neil Armstrong és David Scott a leszállóegységben várják a mentőhajót

Ekkor azonban a szó szoros és átvitt értelmében is a feje tetejére állt minden. Dave Scott röviddel az összekapcsolódást követően azt vette észre, hogy az űrhajóegyüttes elkezdett a hossztengelye körül forogni. Armstronggal közösen megállították a forgást, ám az kisvártatva újra kezdődött. Korábban az irányítás arra figyelmeztette a két űrhajóst, hogy mivel az előző repülésen is gondok voltak az Agenával, bármilyen probléma esetén tekintsék a célrakétát hibásnak, és bár még a műveleti terv szerint az Agena hajtóművét használva tervben voltak összekapcsolt állapotban végzett manőverek, ha baj van, azonnal kapcsolják le az űrhajójukat az Agenáról. Az újraindult pörgést észlelve meg is tették ez, leváltak az Agenáról (ezen műveletek közben éppen rádiólyukban repült az űrhajó, és nem tudtak konzultálni az irányítással, hanem önállóan kellett dönteniük és cselekedniük). Hamarosan elértek a keringés során egy olyan fázisba, ahol rádión jelenteni tudták a helyzetüket, de a rövid rádiókapcsolat alatt csak a problémát tudták jelenteni. Ahogy haladtak tovább a helyzet súlyosbodott: nem az Agenával volt gond, hanem a saját űrhajójukkal, annak hibásodott meg az egyik kormányfúvókája, amely állandó, gyorsuló pörgésbe kormányozta a hajót. A pörgés olyan mértékig gyorsult, hogy az űrhajó másodpercenként megtett egy fordulatot a saját tengelye körül. Az így ébredő centrifugális erő miatt az űrhajósok immár nem voltak a súlytalanság állapotában, helyette érzékelték a forgást, és szédülni kezdtek. A helyzet azzal fenyegetett, hogy olyan rosszul lesznek, hogy elájulnak és végül meg is halnak. Ekkor Armstrong bátor döntést hozott: az űrhajónak két független kormányrendszere volt, az egyiket az orbitális pályán, a másikat pedig csak a légköri visszatérés során lehetett használni, máskor szigorúan tilos volt, Armstrong mégis úgy döntött, hogy az orbitális kormányzást lekapcsolja és aktiválja a másikat. Ezzel a kormányrendszerrel azt kockáztatta, hogy elhasználja a hajtóanyagot, amely a visszatérés közbeni stabilizáló manőverekhez kell, viszont ezzel sikerrel állította meg a forgást. Amikor ismét rádiókapcsolatba kerültek Houstonnal, jelentették, miképp oldották meg a problémát. Chris Kraft, az irányítás vezetője viszont ismerte az ilyen vészhelyzetre érvényben levő szabályt, azonnal le kell szállítani az űrhajót. Ezzel a NASA eldobta az egész hátralevő programot, az űrsétát, a mintagyűjtést, a további manővereket, és 4 nap helyett 10 óra után visszarendelte a legénységet. Az egyetlen probléma az volt, hogy a pálya inklinációja ekkor a Csenes-óceánt jelölte ki lehetséges leszállóhelyként az Atlanti-óceán helyett, ám ott nem várta az űrhajót csak néhány tartalék hajóegység.
A döntés ennek ellenére megszületett, azonnal le kell szállni. Az irányítás közben kijelölte a USS Leonard F. Mason rombolót, mint a tervezett leszállási ponthoz legközelebb járőröző hajóegységet, hogy siessen a leszállás helyszínére. A tervezett leszállási pont Japán partjaihoz közel, Okinavától 800 kilométerre keletre és Jokoszuka kikötőjétől 1000 kilométerre délre volt. A légkörbelépés és a fékezés kezdete Kína területe felett következett el, még a rádiókapcsolat zónáján kívül. A Gemini–VIII szerencsésen leszállt a tengerre, majd még 3 órát kellett várniuk – miközben a tengeri betegség tüneteivel küzdöttek a hánykolódó űrkabinban –, míg végül a mentőhajó a fedélzetére emelte az űrhajót.
A mérnökök a visszatért és kimentett űrkabinnal később sosem tudták reprodukálni a hibajelenséget. A hiba kiváltójául végül a statikus elektromosságot jelölték meg. A hiba eredményeként viszont megváltoztatták a meghibásodások kivizsgálási folyamatára vonatkozó szabályzatot, amelyet később sikerrel alkalmaztak mind az Apollo–1, mind az Apollo–13 esetében.

#### Gemini–IX-A
A Gemini–IX-cel a NASA egy új szakaszt nyitott a program repüléseit illetően. A Gemini–IV és VIII közötti repülések során a Hold meghódítását célzó műveletek első, kísérleti repüléseire került sor, ám azok sikeres teljesítése után az újabb repülések már csak azok megismétlésére, begyakorlására, illetve összetettebb, kombinált feladatok végrehajtására nyújtottak lehetőséget. Így került a Gemini–IX feladattervébe a dokkolás és az űrséta is, mint az egyszer már sikerrel elvégzett művelet kombinált ismétlése.

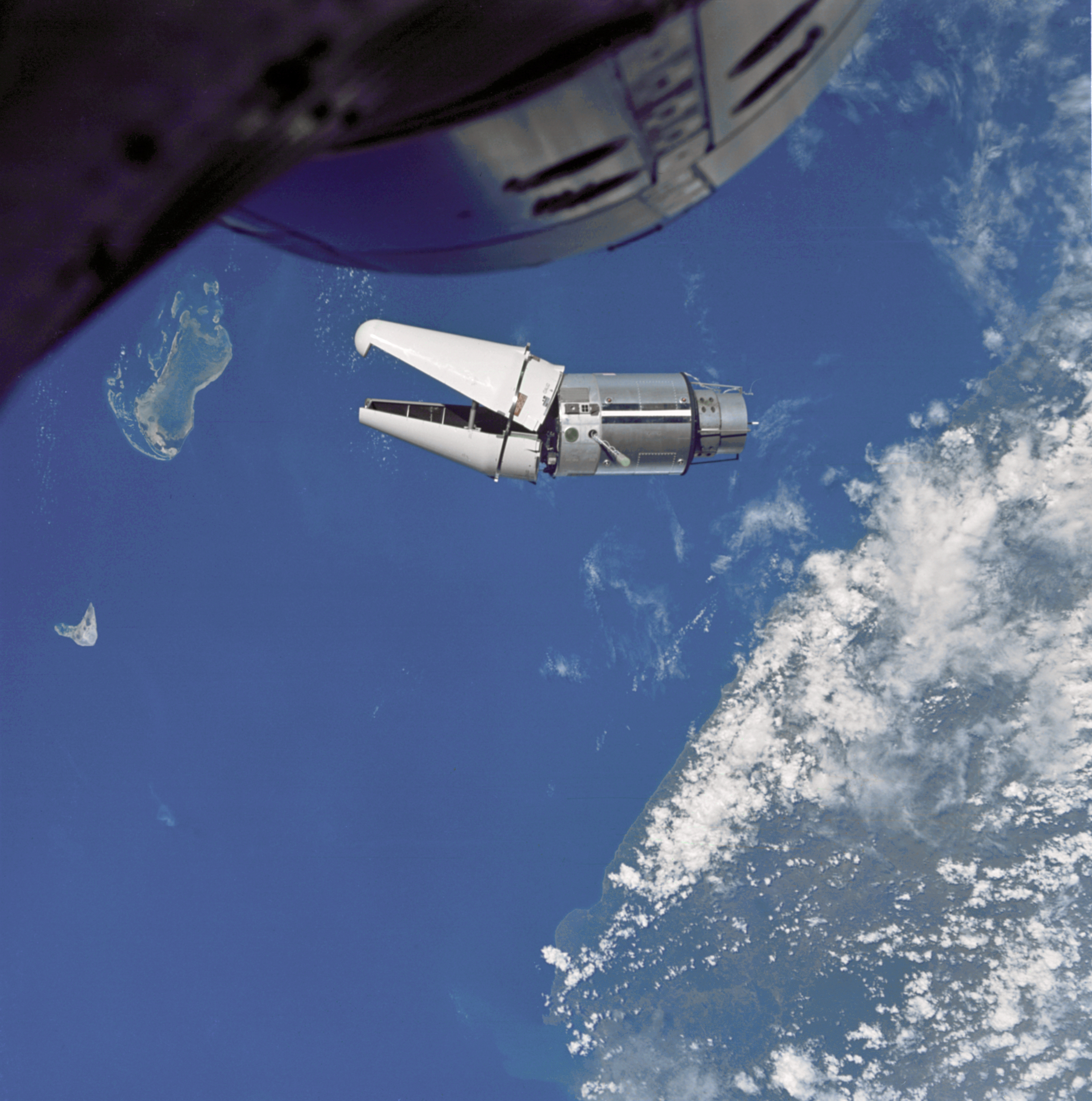
A „Mérges Aligátor”

A repülés egy tragédiával kezdődött. Az eredetileg kijelölt legénység Elliot See parancsnok és Charlie Bassett pilóta volt, ám három hónappal a repülést megelőzően a páros repülőkatasztrófát szenvedett. A kiképzési tervben a Gemini űrhajó gyártóhelyének meglátogatása szerepelt, ahová az első számú és a tartalék legénység települt át, párban T–38 típusú gyakorló repülőgépeiken. A leszálláskor rossz időjárás fogadta a géppárt és a két géppel érkező kötelék elsőre elvétette a leszállópályát. See és Stafford (a másik gépen érkező tartalék legénység parancsnoka) eltérően próbálták helyrehozni az eltérést, és See rossz megoldást választott, amelynek eredményeképpen gépükkel rázuhantak a McDonnell szerelőcsarnokára, ahol éppen az űrhajót állították elő. A két pilóta azonnal meghalt a balesetben. Ennek eredményeként a tartalék legénység lépett előre első számú legénységgé, Tom Stafford parancsnokkal és Gene Cernan pilótával, míg az új tartalékok Jim Lovell és Buzz Aldrin lettek.

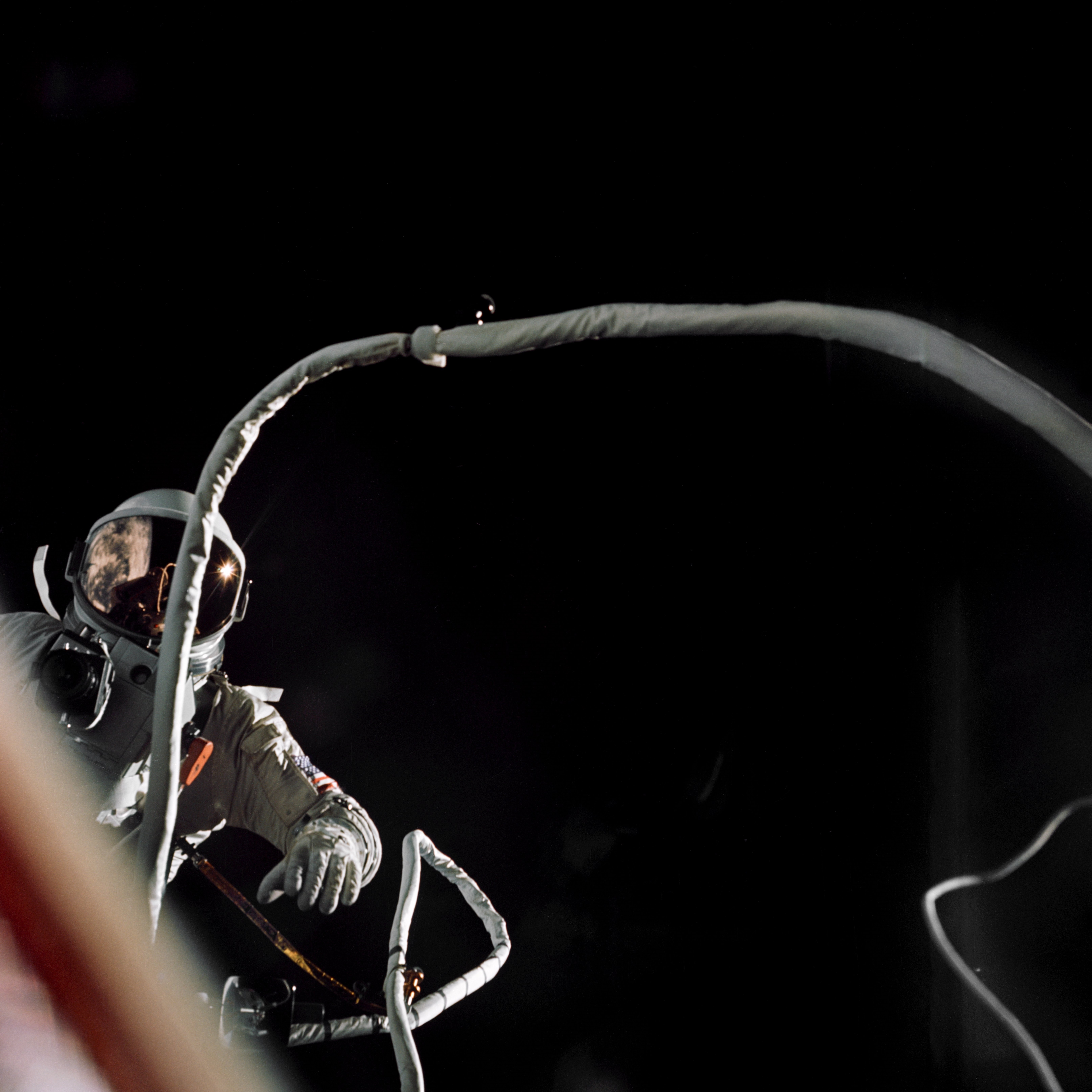
Cernan és a „kígyó”, a makrancos köldökzsinór

A repülés kitűzött startdátuma 1966. május 17. lett, amikor azonban a szimultán indítás elakadt az Agena felbocsátásánál, amely kudarccal végződött. A 14-es indítóállásból rendben elstartolt az Atlas-Agena űrszerelvény, ám az Atlas a pályára állítás előtt közvetlenül meghibásodott: a rakéta hajtómű fúvóharangja kilendült a megfelelő irányból, és ott rossz helyen rögzült, amelynek hatására a rakéta fejtetőre állt, és Föld körüli pályára állítás helyett a Föld felé irányította a rakétát, amely így lezuhant. Az Agenát érintő korábbi problémák miatt a NASA már elkészített egy alternatív eszközt, az ADTA-t (egy meghajtás nélküli Agenát), amelyet így hamar fel lehetett juttatni. A megismételt startra az ATDA-val 1966. június 1-t tűzték ki, aznap azonban ismét problémák merültek fel. Már a céltárgy pályára állításakor hibajelzés futott be, az eszköz ugyan pályára állt, de a telemetria szerint nem vált le róla a rakéta védő orrkúpja. Aztán amikor a Gemini űrhajót is útjára akarták bocsátani, a Cape Canaveral-i irányítórendszerben támadt hiba, amelynek elhárítása elhúzódott, így kifutottak az indítási ablak szűkre szabott (40 másodperces idejéből), ezért halasztani kellett 48 órát. Az 1966. június 3-i start már tökéletes volt, Staffordék rendben pályára álltak.
Az első feladat a 3 keringésen belül létrehozott randevú és az ATDA ellenőrzése volt. A céltárgyat az űrhajósok végül úgy találták, ahogy a telemetria mutatta, az orrkúp nem vált le teljesen, és Stafford találó leírása szerint mérges aligátorként tátogott a félig szétnyílt orrkúp, ami meghiúsította a dokkolást. Stafford próbált lobbizni érte az irányításnál, hogy lelöki az orrkúpot az űrhajó orrával, majd a földön is próbáltak az űrhajósok egy lenn maradt példánnyal egy tesztet, miképp lehetne egy űrsétán levágni a rögzítéseket, ám túl veszélyesnek ítélték, így végül elvetették a kísérletet, és a dokkolás így elmaradt. Helyette az űrhajósok újra és újra eltávolodtak és újra randevúztak a céltárggyal, különböző repülési profilokkal próbálkozva. A repülés másik hangsúlyos feladata egy űrséta végrehajtása volt. A Gemini-program második és a világ harmadik űrsétájára komplex feladatokat terveztek be a repülés tervezők: egy rakétaszéket – az ún. AMU-t – kellett összeszerelnie az űrhajósnak és repülnie vele az űrhajó körül, illetve mintavevő fémlapokat kellett visszahozni az űrhajó és a céltárgy testéről. A feladatot Gene Cernan másodpilóta kapta, és Ed White 36 perces (valamint Leonov negyedórás) űrsétáját követően egy 2 óra 47 perces műveletre készülődött. Cernan ki is lépett az űrhajóból, hogy a Gemini fenekére erősített alkatrészekből összeállítsa a rakétaszéket, ám nem várt nehézségekbe ütközött. Nem lévén az űrhajón kapaszkodók, ami szilárd pontokat biztosított volna, óriási nehézségekkel tudott csak mozogni, a legkisebb mozgás is kilendítette az egyensúlyából, és óriási erőfeszítésbe került bármit csinálnia. A hosszas erőlködés végül oda vezetett, hogy az űrhajós a ruha hűtése ellenére kiizzadt. Az izzadtság aztán új, komoly problémát szült, bepárásodott belülről az űrruha sisakja, mert senki sem gondolt párátlanításra, viszont ezzel az űrhajós lényegében megvakult. A parancsnokkal végül úgy döntöttek, hogy a nehézségek és főleg az elvesztett látás utáni tájékozódás miatt megszakítják az űrsétát, még úgy is, hogy nem sikerült a rakétaszék összeszerelése és a repülés, mint cél elérése. Cernan újabb nagy nehézségek árán visszatért a kabinba, ahol miután kinyithatta a sisakját, a kimelegedéstől a szervezete tűrőképességének határáig jutott, így az űrséta – a maga nem teljesített feladataival – kudarccal ért véget.
Az űrhajósok ezen kívül még számos tudományos és katonai kísérletet végeztek, amelyek zömmel jól sikerültek. A kísérleti program végeztével a Gemini–IX–A 72 óra 20 perc 50 másodperc repülést követően szállt le az Atlanti-óceánon, mindössze 0,7 kilométerre a kijelölt leszállási pont és a USS Wasp anyahajó mellett.

#### Gemini–X
A Gemini–X esetében a NASA vezetése kettős célt fogalmazott meg: az általános cél az volt, hogy a Gemini–V óta az összes repülésen becsúszó valamilyen hibát kiküszöbölve, végre egy teljesen hibátlan, az összes követelményt teljesítő repülést hajtsanak végre az űrhajósok, a specifikus cél pedig egy kettős űrrandevú és egy ahhoz kapcsolódó űrséta végrehajtása volt. A kettős randevú elgondolása abból indult ki, hogy a tervezett start idején még mindig fenn keringett mind a Gemini–VIII, mind a Gemini–IX céltárgyaként felbocsátott Agena, és míg az utóbbi a le nem vált orrkúp miatt végleg használhatatlanná vált, a Gemini–VIII Agenája elérhető volt és használhatónak tűnt. A második Agenára pedig ráfűzték az űrsétát, az űrhajósnak el kellett érnie a hónapok óta fenn keringő űreszközt, és az eredetileg is egy űrhajós által leszerelendő mintagyűjtő lapot le kellett szerelnie róla.

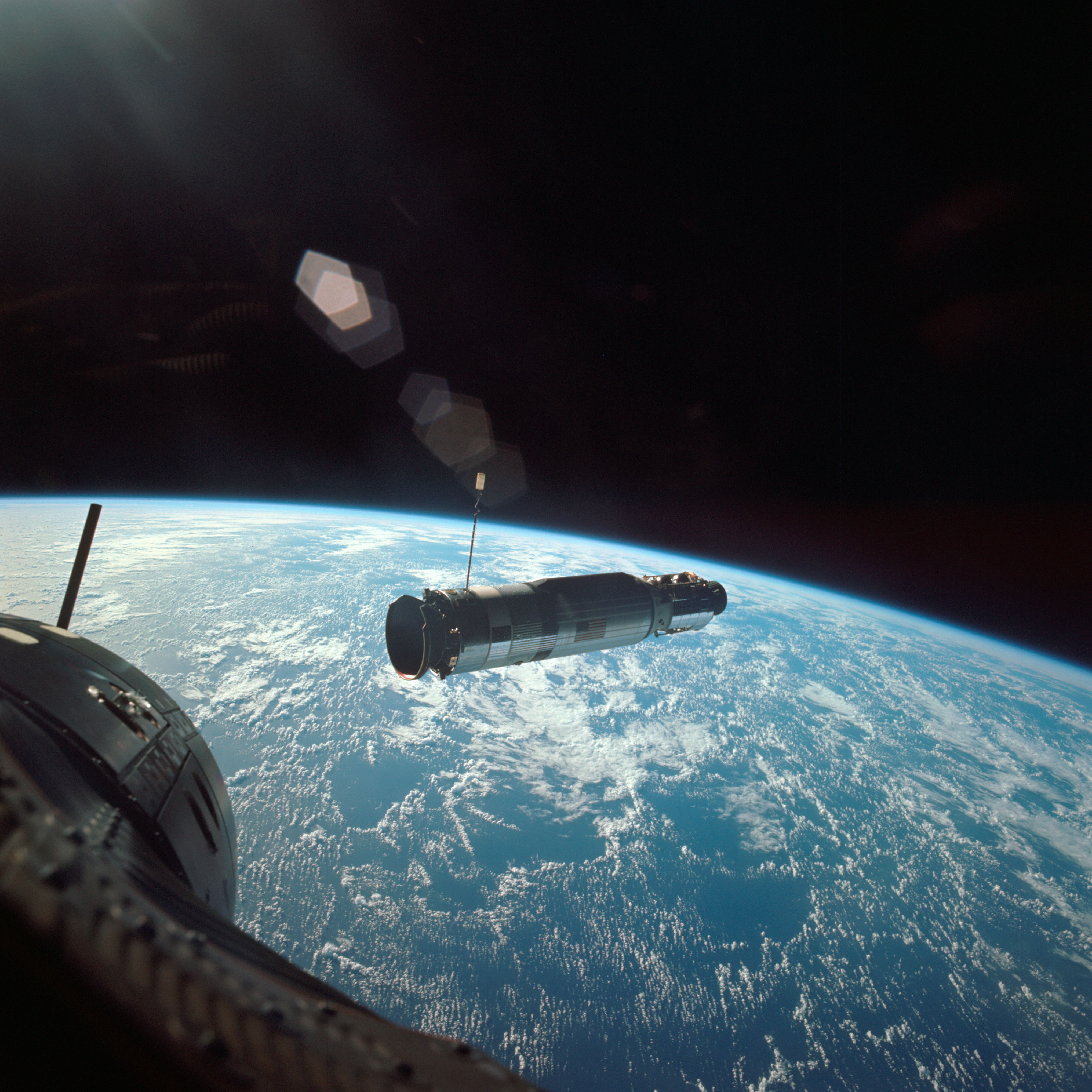
A Gemini–X és az Agena randevúja

A repülés végrehajtására John Young parancsnokot (aki immár a Gemini–3-at követően másodszor készülődhetett az űrbe a program során) és Mike Collins pilótát jelölte ki Deke Slayton. A startot 1966. július 18-ra tűzték ki, és ezúttal a páros start különösebb problémák nélkül végbe is ment. Az Agena 20:39:46 (UTC) startolt el, majd ezt követően egy rendkívül szűk, 35 másodperces indítási ablak figyelembevételével a Gemini–X 100 perccel a célrakétát követően – két kisebb, elhanyagolható hibával – indult útnak. Az űrhajósok első feladata az volt, hogy 4 keringésen belül találkozzanak az Agenaval. A pályakorrekciók közben az űrhajósok új helymeghatározási metódust és eszközöket használtak, és ennél fogva sikerült is tévesen meghatározni a helyzetüket és a pályakorrekciót rosszul végrehajtaniuk, amelynek eredményeképpen vészesen sok üzemanyagot használtak fel a randevú során. A randevú, majd az összekapcsolódás végül sikerrel végbement, ám a túlzott üzemanyagfelhasználás miatt töröltek egy csomó gyakorlási feladatot, amelyek során újra eltávolodtak, majd megint összekapcsolódtak volna az űrhajósok a céltárggyal. A randevút és dokkolást követően egy még sosem próbált műveletre került sor. Az összekapcsolt űrhajók az Agena hajtóművének segítségével végeztek pályakorrekciót. Ennek során megnövelték az űrhajórendszer sebességét, amellyel soha nem látott magasságba emelkedtek, amikor a pályájuk földtávolpontját 763 kilométerre változtatták. Ezt követte egy pihenési periódus.

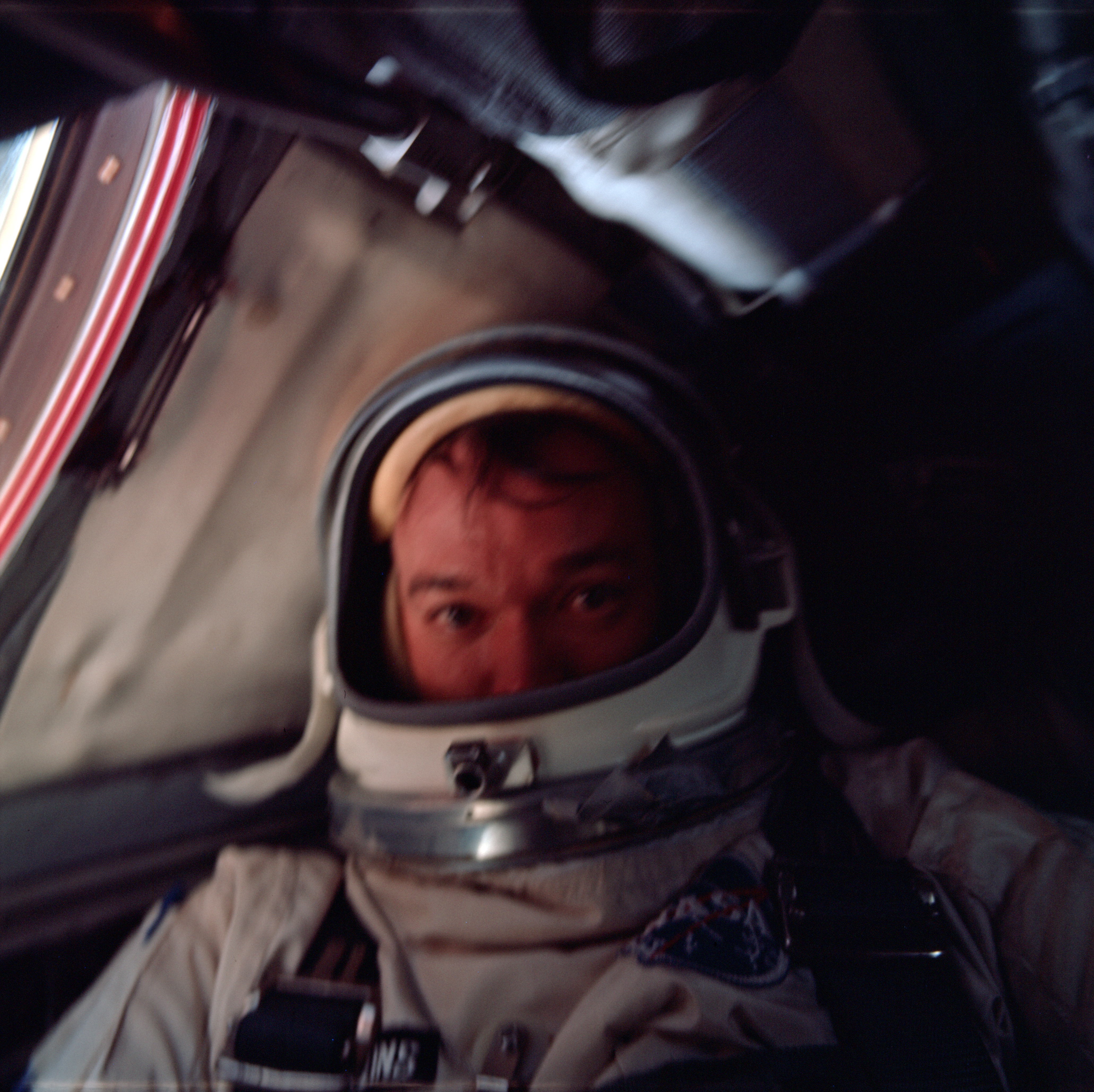
Mike Collins a Gemini–X fedélzetén

A repülés második napján egy újabb pályakorrekció  ideje érkezett el, ismét az Agena hajtóművével, lejjebb hozták a földtávolpontot és közelítették az űrhajó pályáját a Gemini–VIII Agenájáéhoz. Ezt követően Mike Collins egy ún. „felállva végzett űrsétát” hajtott végre, amelynek az volt a sajátossága, hogy az űrhajósok kinyitották a Gemini ajtaját, és Collins felállt az ülésében, de nem lebegett ki az űrhajóból, hanem így, derékig kiemelkedve az űrhajóból végezte a feladatait, melyek különböző célú fényképek készítései voltak. Az űrséta végül azzal zárult, hogy az űrhajósok furcsa szagot éreztek az űrruhában, és a szemüket is irritálta valami, ezért idejekorán lezárták a feladatot. A következő művelet a fő célként kikiáltott kettős randevú második tagjának végrehajtása volt. Korábban az Agena segítségével nagyjából beállították azt a pályát, amelyen megközelíthették a másik Agenát. Ezúttal csak azokra a finom műveletekre volt szükség, amelyekkel pontosan odamanővereztek hozzá. Ehhez először leváltak a saját Agenájukról, majd végül 3 méteres közelségbe kormányozták a Geminit Armstrongék célűrhajójához. A sikeres randevút már nem követte dokkolás is (pedig a négy hónapja magányosan keringő űreszköz meglehetősen stabilan repült), helyette Collins egy űrsétára vállalkozott, amelynek során az Agenára szerelt mikrometeorit gyűjtő fémlap leszerelése és visszahozatala, valamint egy másik alkatrész cseréje volt a feladat. Collinsnak igencsak meggyűlt a baja e tevékenységekkel, ahogy az előző repülésen Cernannak is. Kapaszkodók nélkül nem tudta stabilizálni magát, az össze-vissza tekergő köldökzsinóron sem tudott úrrá lenni. A mintavevő lapot végül leszerelte, ám a másik alkatrész cseréjével nem boldogult. Young végül teljesen kimerülten rendelte vissza a kabinba.
A repülés feladatai – ha nem teljesen tökéletesen is – teljesültek Collins második űrsétájával, így csak a visszatérés maradt hátra. Az űrhajósok hamarosan elvégezték a fékező manővert, és 2 nap 22 óra 46 perc repülés után a Gemini–X az Atlanti-óceánon várakozó USS Guadalcanal mellett 5,4 kilométere ért vizet terv szerint, ahonnan a mentőegységek sikerrel kiemelték őket.

#### Gemini–XI

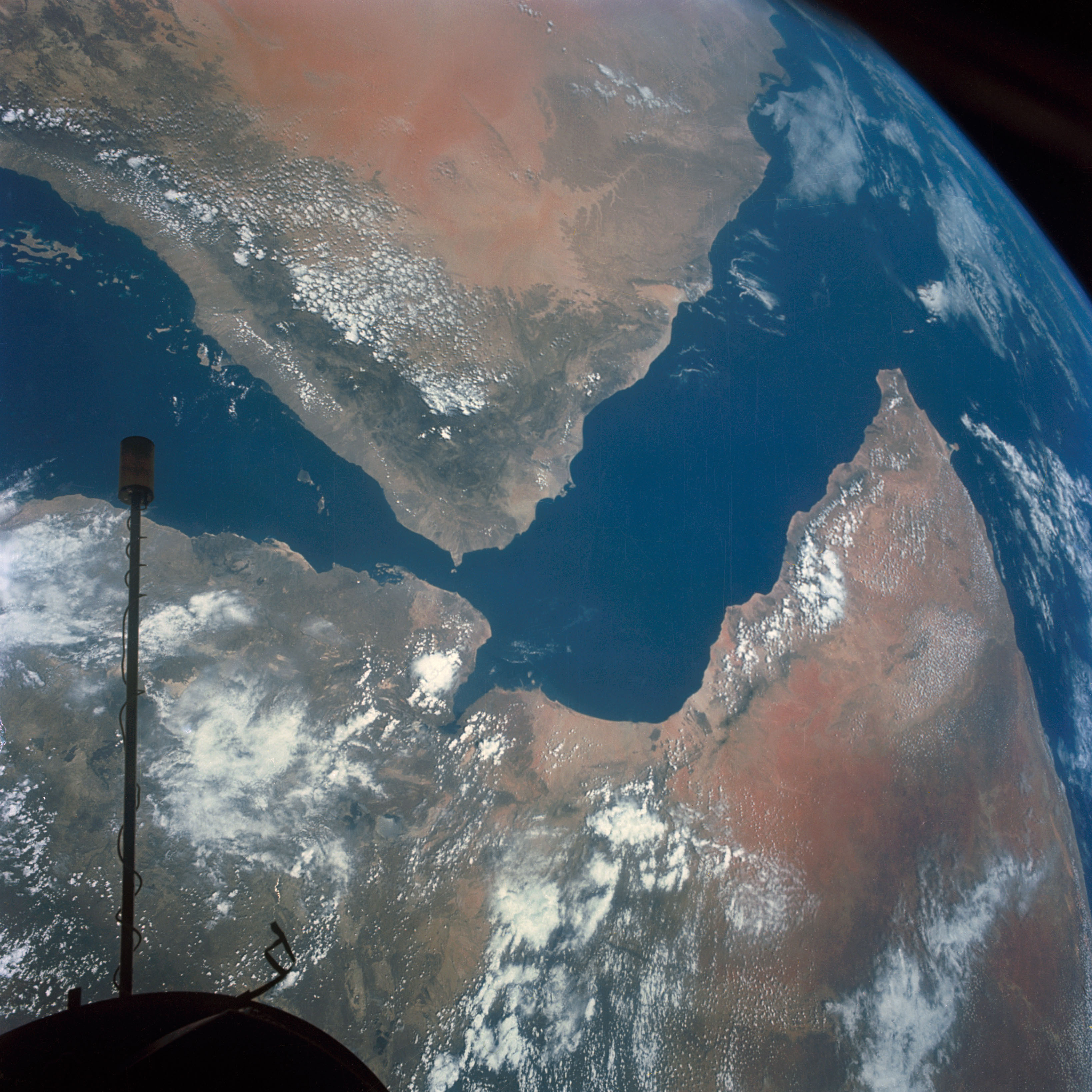
Egy nagy magasságban készített kép, amelyen felül az Arab-félsziget, alul Afrika szarva látható, a bal alsó sarokban az Agena sziluettjével

A Gemini–XI esetében az a tény dominálta a célokat, hogy a program a vége felé járt, mindössze két tervezett repülés maradt, viszont a kitűzött célfeladatok nem, vagy csak részben teljesültek. Az egyik ilyen fő célként azt tűzték ki a soron következő Gemini repülés elé, hogy egy az egyben teljesítse az egy holdra szállás előtt követelményként álló célt, azaz a két űrhajó máris az első keringésben találkozzon egymással. Erre azért volt szükség, mert a majdani holdra szállásoknál úgy tervezték, hogy a Holdról felszálló holdkomp elstartol a felszínről, és mire felér, az összes hajtóanyaga elfogy, azaz nem lesz manőverezőképes, ezért úgy kell alakítani a start időzítését, majd a röppályát, hogy rögtön az első keringésben találkozzanak a parancsnoki egységgel, és az összedokkolhassa magát a holdkomppal. Egy másik sarkalatos teljesítmény az űrséta volt, amelyet a Gemini–IV óta nem sikerült teljes sikerrel végrehajtania az űrhajósoknak. Ebből kettőt terveztek be a repülés során (igaz, az egyik csak ún. SEVA (azaz felállva végzett űrhajón kívüli tevékenység) volt). Továbbá a Gemini–X Agenát és Geminit összekötő kísérleteit is folytatták a tervek szerint, mivel azok sem hoztak egyértelmű eredményt. Ezek mellett a fő kísérletek mellett még 12 más, orvosi, fényképezési, mérési és egyéb feladatot is beterveztek az űrhajósoknak.
A startra 1966. szeptember 12-én, helyi idő szerint 14:42:26,5 kor (9:42:26,5 UTC) került sor. A parancsnoki ülésben Pete Conrad űrhajós, a Gemini–V veteránja ült, míg a pilóta ülését a Tizennégyek egy újabb újonca, Dick Gordon foglalta el. A felszállásra egy mindössze két másodperces indítási ablakban kellett sor kerüljön, ha el akarták érni a másfél órával korábban felbocsátott Agena célrakétát az első keringés során. Az űrhajósok rögtön a Titan II második fokozatáról való leválást követően manőverezni kezdtek, hogy sikerülhessen a randevú az első keringésben, amelyet aztán 85 perccel a startot követően, Kalifornia felett repülve végre is hajtottak. A sikeres dokkolást követően egy újdonság, a dokkolási gyakorlás következett. Ehhez elváltak, majd újra dokkoltak az Agenaval, többször ismételve a műveletet úgy, hogy a parancsnok és a pilóta is irányíthassa az űrhajót napfényben és az éjszakai félgömb felett is.

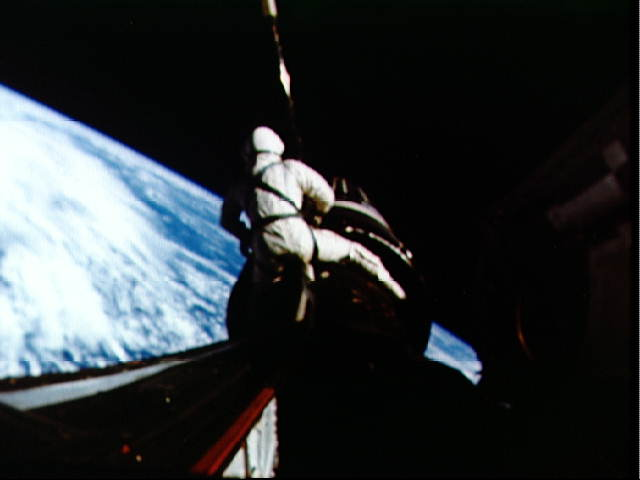
Dick Gordon az összekapcsolódott Gemini és Agena űrhajók találkozásánál „lovagolja” meg a szerkezetet

Ezt követően került sor Dick Gordon űrsétájára. Gordon feladata többrétű volt. El kellett helyeznie egy tükröt a Gemninin, hogy parancsnoka lássa, amint hátramegy az űrhajó hátsó részéhez szerelni, majd rögzítenie kellett egy 30 méteres Dacron kötelet a Gemini és az Agena között, hogy amikor majd elválnak egymástól, a két űrhajó a kötéllel legyen rögzítve egymáshoz. Gordon azonban már az első feladatokat is csak nagy nehézségek árán tudta elvégezni. Továbbra sem lévén kapaszkodók és lábtartók az űrhajón, nagy nehézségei támadtak a testének stabilizálásával. Emiatt az erőlködéstől, hogy egy-egy feladatot végrehajtson, végletesen kimelegedett, izzadtság csorgott a sisakjában, és ugyanilyen mértékben kimerült. A kötelet végül úgy rögzítette, hogy a lábai közé fogta az űrhajót, és mintegy meglovagolta azt, hogy egy helyben tartsa magát. Látván a kimerültségét, a parancsnok úgy döntött, hogy idő előtt – a tervezett 107 perc helyett 33 perc után – megszakítják az űrsétát, és inkább visszahozzák a pilótát a kabinba, mintsem, hogy valami baja legyen a továbbiakban. Ezzel viszont egy sor további művelettől estek el, és az űrsétáról továbbra sem sikerült igazolni, hogy sikerrel végrehajtható.
A balul sikerült űrsétát követően következett az űrhajórendszer pályájának megemelése,, egy az Agena főhajtóművével végzett gyorsító manőver, amellyel a Gemini földtávolpontját rekord magasra, 1372 km magasra emelték. A cél az volt, hogy egyrészt a legnagyobb magasságról áttekintő fotókon örökítsék meg az alattuk elhaladó felszínt, másrészt sugárzásméréseket végezzenek, hogy nagy magasságban hogyan alakulnak a sugárzásértékek. Külön hangsúlyt helyzetek arra, hogy a röppálya tervezésekor elkerüljék a Van Allen-övet és az ott megfigyelhető sokkal magasabb sugárzást. Két ilyen, nagy magasságban vezetett keringést teljesítettek, amelyek végén visszalassultak az eredeti, alacsonyabb pályájukra. Kicsit később elvégezték a második űrsétát, amelyben Gordon felállt az üléséből, de nem lebegett ki a kabinból – egy kantárral a padlóhoz rögzítették – és megfigyelési, fényképezési feladatokat végzett. Ezek után már csak egy feladata maradt: elválni az Agenától és a kifeszített kötél két végén kötelékben repülni, illetve megforgatva az űrhajókat úgy, hogy a kötél körül forognak, mesterséges gravitációt kelteni. Bár az elérhető forgási sebesség és így a mesterséges gravitáció elég limitált volt, mégis meg tudták figyelni, ahogy a kabinban szabadon lebegni engedett kamera egy vonalban elkezdett mozogni, a kinn kifeszített kötéllel párhuzamosan.
Minden feladatot elvégezvén az utolsó manőver a fékezés és a leszállás volt. 44 keringés, 2 nap 23 óra 17 perc és 8 másodperc repülés után lefékeztek és visszasüllyedtek az atmoszférába. Ennek keretében végezték el az utolsó kísérletüket. A műveleti terv automatikus leszállást írt elő: az űrhajók kúpszerű kialakítás miatt a légkörben süllyedve az űrhajón felhajtóerő keletkezett, amelynek segítségével a pilóta korlátozottan ugyan, de képes volt irányváltoztatásra. Conradnak viszont megtiltották, hogy maga végezzen ilyen manővereket, tudni akarták, hogy a komputer merre viszi magától az űrhajót. A kísérlet végül sikeres volt, a számítógép vezérlésével végül 4,6 kilométerrel a mentésre kirendelt USS Guam helikopter hordozó mellett szállt le az űrhajó az Atlanti-óceán vizére.

#### Gemini–XII

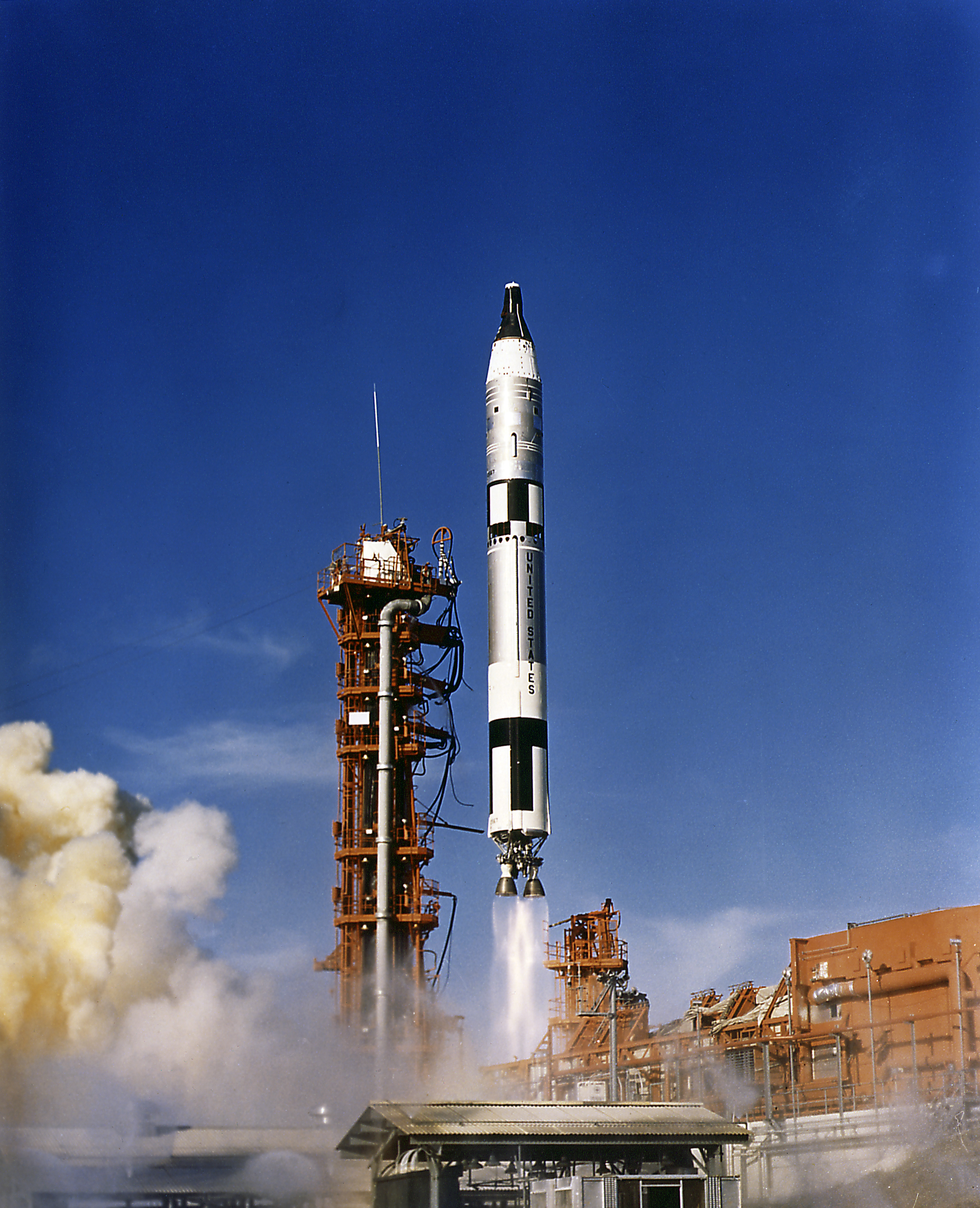
A Gemini–XII startja az utolsó start a Gemini-programban

A Gemini–XII volt a program utolsó tervezett repülése, ám mire idáig elért a repülések sora, még mindig nem volt tisztázott  minden kérdés, amiért a Geminit létrehozták. Különösen így volt ez az űrséta tekintetében, ahol a félsikereknél nem sikerült messzebb jutni, ami kevés volt ahhoz, hogy a NASA továbbléphessen a holdrepülésekre. Éppen ezért a Gemini–XII előtt ezt a kérdéskört állították homloktérbe a tervezők. Először is megváltoztatták az űrhajósok felkészítését ezen műveletekre vonatkozóan. Korábban a súlytalanság gyakorlása – az űrhajósszleng által „Okádó Üstökösnek” becézett – repülőgépeken zajlott, ahol rövid, félperces periódusokra elő lehetett állítani a súlytalanságot egy speciális parabolaíven repülve. Ezzel azonban nagyon kevés gyakorláshoz juthattak az űrhajósok. Ezért egy másik módszer után kutatott a NASA, és a víz alatti gyakorlást találta meg, mint a súlytalansághoz leginkább hasonlítót. Aldrin így egy új rendszerben már egy hatalmas, vízzel teli medencében gyakorolhatta az űrsétát. Az űrhajó is kisebb átalakításokon esett át: a korábbi negatív tapasztalatok alapján a NASA komolyan fejlesztette az űrhajóra szerelt kapaszkodók számát, illetve új lábtartókat is kapott az űrhajó. A Gemini–XI 9 db kapaszkodójához képest a Gemini–XII már 44 ilyen szerelvénnyel szállt fel.
A program utolsó szimultán startjára 1966. november 11-én került sor. Az űrhajó üléseiben Jim Lovell parancsnok és Buzz Aldrin pilóta foglalt helyet. Előbb az Agena indult 14:08-kor, majd a Gemini 15:46:33-kor (19:43:33 UTC). Az Agena felbocsátásakor kisebb rendellenességet érzékelt az irányítás a pályára állás végső szakaszában, a főhajtómű teljesítménye hirtelen és minden magyarázat nélkül 6%-ot csökkent. A tervek szerint az űrhajónak és a célrakétának a második keringésben kellett találkoznia, ám váratlan hiba lépett fel. A radarkapcsolat elég hamar megteremtődött, aztán hirtelen el is veszett, amikor a radar meghibásodott. Korábban ez végzetes hibának bizonyult. Ám ezúttal ott ült a fedélzeten az a Buzz Aldrin, aki pontosan a „szabad szemes űrrandevú technikákból” írta a doktori disszertációját, így rá várt a feladat, hogy a váratlanul előadódott helyzetben megoldja a két űrhajó radar nélküli találkozását. Egy szextáns segítségével kimérték az egyébként radarról érkező irány és távolsági adatokat, és így dolgozták ki a manővereket a hajó komputere számára. Végül ugyan a tervezett idő után, de a két űrhajó minden nehézség nélkül találkozott, Aldrin sikerrel hárította el a hibát. Kicsit később a dokkolás is megtörtént.
A dokkolást követően következett volna az Agenával való gyorsítás és magasságnyerés, ám a startnál tapasztalt teljesítménycsökkenés miatt az űrjármű hajtóművét az irányítás hibásnak ítélte ezért nem engedte végrehajtani ezt a manővert. Helyette a felszabaduló időbe beiktattak egy megfigyelést, az űrhajó éppen egy napfogyatkozás sávján is keresztülrepült (a magasságemeléssel ez elmaradt volna), és kihasználták, hogy így az űrből figyeljenek meg egy fogyatkozást. Ezt Aldrin egy stand-up-EVA keretében hajtotta végre, illetve mivel ez egy rendkívül rövid (8 perces) időablakban ment végbe, e mellé a tervezők más csillagászati megfigyeléseket is beiktattak.

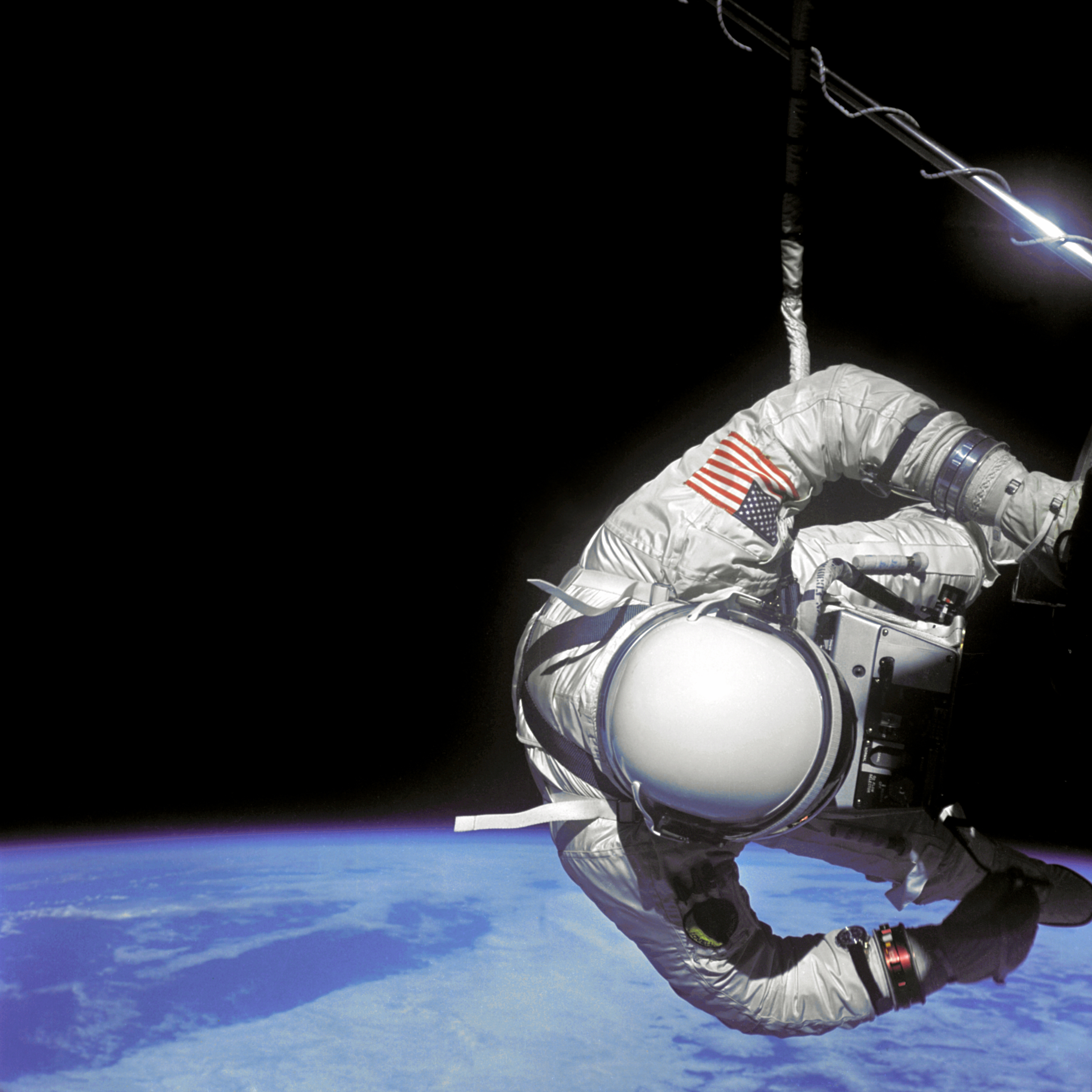
Buzz Aldrin űrséta közben

A repülés legnagyobb figyelemmel kísért kísérlete, az űrséta 43 órával a start után vette kezdetét. Ennek keretében Aldrin kimászott a kabinból és új technikát alkalmazva, rendkívül lassan és óvatosan mozogva, a felesleges, kimerítő mozdulatokat mellőzve és az újonnan felszerelt kapaszkodókat használva könnyedén mászott oda-vissza a két űrhajó mentén. Először egy pányvát rögzített a Gemini és az Agena orrán, hogy összekösse a két űrhajót a későbbi, mesterséges gravitációs kísérletekhez. Majd ezt követően hátramászott a Gemini hátulján elhelyezett tárolóhoz, ahol a feladathoz szükséges felszerelés várta. Egy lemezbe kellett csavarokat rögzíteni, illetve a lemezt eldarabolnia. A munkához a tároló alatt egy új lábtartót szereltek fel, amely szintén jelesre vizsgázott. A feladat teljes sikerrel ért véget. Ekkor Aldrin előremászott a kabinhoz, ahol jókedvűen megtörölte a parancsnok oldalán a kabinablakot. Lovell tréfásan szólt még neki, „Hé, ellenőrizze kérem az olajszintet is!”. Dolga végeztével az űrhajós visszamászott a kabinba, tarsolyában az első felhőtlen űrséta sikerrel. Az űrsétát követően az előzőleg rögzített kábel segítségével a két összekötött űrhajóval végeztek manővereket. A próbák félsikert hoztak, nem sikerült rendesen megfeszíteni a pányvát, és az űrhajók is folyton beleremegtek, amikor helyzetet kellett változtatni. A feladatot azonban alapvetően sikerült megoldani. Legvégül még következett egy újabb stand-up-EVA, amikor előbb a kabinban felhalmozódott szemetet, felesleges anyagokat dobták ki az űrbe (amelyek rövid keringést követően szintén lefékeződtek és visszatértek a légkörbe, ahol elégtek).
A leszállás előtt az üzemanyagcella kezdett rendellenesen működni, kiderült, hogy a működése során keletkező víz tartályai teltek meg, amely arra sarkallta az irányítást, hogy több vizet itassanak az űrhajósokkal. Ezt a kis hibát leszámítva zavartalanul jutottak el az űrhajósok a leszállásig. Az 59. keringésben begyújtották a fékezőrakétákat, és elkezdték a légkörbe lépést. 3 nap 2 óra 34 perc 31 másodperc repülés után 1966. november 15-én leszálltak az Atlanti-óceánon, a rájuk várakozó USS Wasp helikopter hordozó mellett mindössze 5,5 kilométerre. A repüléssel lezárult a Gemini-program, amely az össze a holdra szálláshoz szükséges műveletről igazolta, hogy végrehajtható, az amerikaiak képesek rá.

## Elvetett, törölt Gemini változatok

### Továbbfejlesztett Gemini repülések
A Gemini űrhajót gyártó McDonnell útkeresését jelzi az a megannyi tanulmány, amely az űrhajó továbbfejlesztésével ajánlott alternatívát a NASA-nak. Ezeknek különösen az után lett jelentősége a cég számára, amikor a Mercury és Gemini-programokat követően nem ők, hanem a North American nyerte el a következő űrhajó, az Apollo tervezésének és gyártásának jogát. A szovjetek elleni űrverseny diktálta erőltetett tempó miatt egyik-másik tanulmány kis híján meg is valósult.
A legjelentősebb ilyen, a megvalósulás határáig eljutott tanulmány a Geminivel végzett holdrepülések – a Holdat csak megkerülő és az ott le is szálló küldetések –, valamint az ún. űrkompok voltak. Amikor a North American elnyerte a fővállalkozói jogot az Apollo űrhajó tervezésére és építésére, a McDonnell az időfaktort választotta, hogy visszakerülhessen a versenybe: egy olyan megoldást ajánlottak a NASA figyelmébe, amely sokkal előbb adott volna az űrügynökség kezébe eszközt ahhoz, hogy egy Holdat megkerülő repülést indíthassanak. Ebben a Gemini-programban megismert módon két rakéta startolt volna, az egyik a Gemini űrhajóval, a másik az Atlas-Agena repülések mintájára egy nagyobb kapacitású felső rakétafokozattal, vagy az Agena-D-vel (amely lényegében kettő, párhuzamosan szerelt Agena volt), vagy a Centaur hajtóművel szerelt Saturn I felső fokozattal, amelyet aztán Föld körüli pályán összedokkoltak volna, és ennek segítségével indulhattak volna a Hold felé. Egy másik alternatíva volt a Saturn I használata a Geminivel, illetve a Gemini újratöltése föld körüli pályán. Ezekkel a verziókkal egy 72 órás Hold kerülő repülést lehetett volna kivitelezni. Ez ellen csak annyi szólt, hogy a Gemini hőpajzsát nem a holdi visszatérés hőterhelésére tervezték.
A fenti elképzelésből még számos másik is kinőtt, így például a holdi keringésre alkalmas verzió. Ebben egy Centaur és egy Agena fokozatot feljuttattak és összedokkoltak volna, hogy aztán a Centaur holdirányú pályára juttassa az űrhajót, az Agena pedig Hold körüli pályára fékezze azt. Ennél is tovább ment az az elképzelés, amely egyenesen a holdi leszállást is megoldotta volna. A Gemini lett volna ebben a konfigurációban is az anyaűrhajó, míg leszállóegységként egy könnyű, kis nyitott holdkompot használtak volna és egy Saturn C-3 rakétát használtak volna a felbocsátáshoz és a Hold eléréséhez. Végül a NASA vezetése egyik elképzelést sem fogadta el.

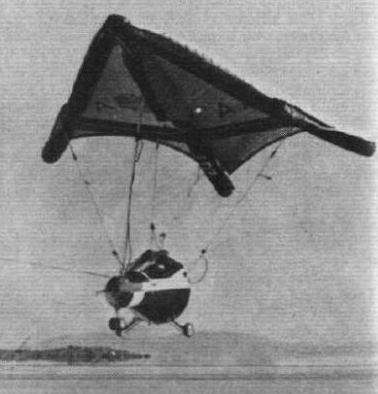
A sikló Gemini földet érési tesztje

A másik ilyen elképzelésrendszer az űrszállítási feladatok köré szerveződött, és a McDonnell ezek megoldására afféle űrkompként próbálta eladni a Geminit. Legyen szó személyzetek szállításáról, vagy valamilyen hasznos teher feljuttatásáról, vagy akár vegyes szállítmányokról, a McDonnell tanulmányai mindenben alkalmasnak mutatták a Geminit, illetve annak kisebb-nagyobb változtatásokkal készülő verzióit. Mindezekkel a verziókkal a készülőfélben levő űrállomásokat kívánták ellátni. A személy űrhajókból létezett olyan, amelynél űrsétával szállhattak át az űrhajósok a Geminiből az űrállomásra, illetve volt olyan verzió is, amelyben egy olyan dokkolószerkezetet alkalmaztak volna, amely az összekapcsolódás után 90 fokkal elfordította volna az űrhajót, így annak ajtajai illeszkedni tudtak volna egy légzsiliphez. A teherszállító űrhajók pedig kaptak volna egy megnagyobbított teher modult az eredeti Gemini fenekéhez erősítve. A felbocsátásokhoz igénytől és feljuttatandó tehertől függően a Titan II, Saturn I, vagy Saturn IB rakétákat alkalmaztak volna. A NASA (és az esetleges másik megrendelő, a Légierő) elvetette ezeket az elképzeléseket is.
A fenti két fejlesztési irány nélkül még számos javaslat született a Gemini hardver felhasználásra. Ilyenek voltak:
- Apollo mentőrendszer: ebben a projektben egy olyan metódust dolgoztak ki, amelyben akár a Hold körüli pályáról, akár a Hold felszínéről képesek lettek volna kimenteni a bajba került Apollo űrhajósokat.[52]
- Ember működtette űrtávcső: ebben az elképzelésben a futó NASA programoktól független, új elképzelés bontakozott ki, egy ember működtette csillagászai obszervatórium képében.[53]
- Műholddal való randevú Geminivel: Ugyancsak a futó programoktól függetlenül elképzelt repülés lehetett volna, amikor a Gemini egy Pegazus műholddal találkozott volna, bizonyítandó, hogy bármilyen űreszközzel való találkozás kivitelezhető, mintegy demonstrálva a képességet a későbbi űrkarbantartási feladatokhoz.[54]
- Gemini sikló űrhajó: az űrhajó ejtőernyő helyett egy sikló sárkányszerkezetet és kihajtható kerekeket kapott volna, amelyek segítségével puha, irányított leszállást tudott volna végrehajtani valamely kifutópályára.[55]
- Szárnyas Gemini: a törölt X–20 Dyna-Soar továbbéléseként a Gemini szárnyakat kapott volna és irányított leszállásra tették volna alkalmassá.[56]

### Katonai Gemini projektek

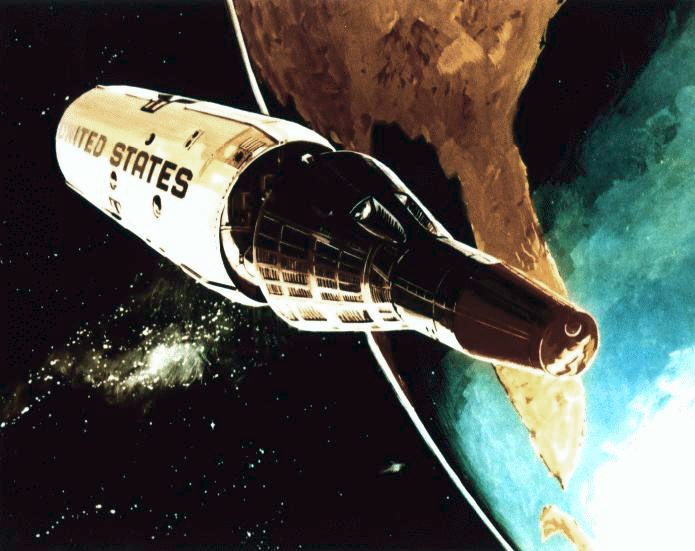
A Gemini–B fantáziarajza, ahogy leválik a MOL űrállomásról, 1966-ból

Az Egyesült Államok Légiereje úgy döntött, hogy kísérleteket indít a világűrbeli hadviselés témájában, elsősorban a felderítés témakörében. Ennek érdekében 1963. december 10-én bejelentették az ún. Manned Orbiting Laboratory (MOL) programot, amelyhez a haderő a Gemini-program fejlesztéseit kívánta felhasználni. A programhoz egy 40 napig a Föld körül keringő, egyszer használatos űrállomás, illetve annak hordozóeszköze, a Titan IIIC rakéta, a Gemini űrhajó továbbfejlesztéséből származó Gemini–B jelű űrhajó és a már megszokott Titan II szolgált volna eszközül.
A Gemini–B kívülről ugyanúgy nézett ki, mint az alapváltozat, ám a hőpajzsán vágtak egy kerek ajtót, amelyen keresztül a személyzet átszállhatott volna az űrállomás hengeres testébe. A tesztekhez a korábban már felhasznált Gemini-II űrhajót választották, amelyet felújítva küldték fel a tesztekhez egy méret- és tömeghű űrállomás makettel. Ezzel ez az űreszköz lett az első, amely kétszer is megjárta a világűrt. Végül a MOL programot 1969-ben az új Nixon adminisztráció hadügyminisztere, Melvin Laird állította le azzal az indokkal, hogy az időközben szolgálatba állt kémműholdak hatékonyabban és olcsóbban tudták elvégezni a megfigyelési feladatokat, mint az emberi személyzet.
Egy másik, még a kísérleti fázisig sem jutó elképzelés a Blue Gemini volt, szintén a Légierő részéről. Ez egy 1962-ből származó elképzelés volt, amelynek lényege szerint a Gemini repüléseket kellett katonai célokra is felhasználni. Az ekkor még csak formálódó programból a légierő is ki akarta venni a részét úgy, hogy akár a másodpilótákat, akár a teljes legénységet delegálhatta volna a légierő a NASA kísérletébe, valamint részben vagy egészben is katonai feladatokat is kapott volna a legénység. Az elképzelés lényege az volt, hogy a későbbi MOL program előfutárához, a MODS programhoz űrhajózási tapasztalatokat gyűjtsön a légierő. Ennek keretében ugyanúgy randevúkban és dokkolásokban kellett részt vennie a legénységnek, űrsétákat kellett tenni, sőt ki kellett próbálni egy rakétaszéket, az ún. Manned Maneuvering Unit-ot (amelyet végül a Gemini–IX-től kezdődően több, megvalósult Gemini repülés személyzete is ki akart próbálni, kevés sikerrel). Ezt a programot végül Robert McNamara hadügyminiszter törölte 1963-ban azzal az indokkal, hogy nem szerencsés, ha keveredik a NASA civil űrtevékenysége a katonaival.

### Big Gemini
Az Apollo-program végéhez közeledve a NASA új irányokat keresett és az űrállomás építés felé fordult. Mindezen közben a Légierő a saját MOL űrállomás programján dolgozott. Mind a NASA, mind a Légierő kiszolgálására a McDonnell-Douglas komoly mérnökgárdát toborzott, amely az űrprogramok lecsengésével munka nélkül látszott maradni. Ezért a McDonnell javaslatot dolgozott ki a lehetséges megrendelők felé Big Gemini, vagy másképpen Big G néven.
A koncepció lényege a különböző űrállomások kiszolgálása volt mind személyzetekkel, mind pedig ellátmánnyal. A rendelkezésre álló űrhajók (Gemini és Apollo CSM) korlátozott kapacitással bírtak. A nagyobb Apollo űrhajó is csak 3 ember vagy maximum 7 tonna teher szállítására volt képes. A tervek szerint a szállítókapacitásra 1970-től kezdődően volt szükség. A McDonnell tervezete azt ígérte, hogy a MOL programhoz fejlesztett Gemini–B űrhajó alapjain viszonylag hamar, már 1971-re képesek lennének egy olyan űrhajó előállítására, amely tíz főnyi utast, vagy utasokat és rakományt vegyesen tudna szállítani, az Apollo űrhajó kapacitásának dupláján. És mindezt olcsóbban kínálta, mint az Apollo, továbbá a fejlesztése semennyiben sem zavart volna be az első számú preferenciát élvező, éppen folyamatban lévő Apollóval szemben.
Hamarosan azonban a MOL programot törölte a haderő, majd az Apollo Application Program (a későbbi Skylab-program kezdete) is abba az irányba fordult, hogy kizárólag az Apollo eszközrendszerét használva, egyszerűsítésekkel jutnak el az űrállomás feljuttatásához és üzemeltetéséhez. Kicsit később pedig az amerikaiak figyelme a többször felhasználható űrhajók, a későbbi űrsikló program felé fordult, amelyben egyszerűen nem volt szükség a hagyományos teherűrhajókra, így a Big Gemini koncepció nem tudott megvalósulni.

### Magyar irodalom
- Dancsó Béla: Holdséta – A Holdra szállás története, Novella Kiadó Kft, Budapest, 2004. ISBN 9789639442245

### Magyar oldalak
- Emberes űrprogramok: Gemini, Vosztok
- Hogyan? Tovább! – 40 éve startolt az első Gemini űrhajó (1. rész) Űrvilág
- Az elfeledett program: 40 éve startolt a Gemini-3 (2. rész) Űrvilág
- 40 éve történt: Az első amerikai űrséta (1. rész) Űrvilág
- 40 éve történt: Az első amerikai űrséta (2. – befejező – rész) Űrvilág
- Nyolc nap vagy halál: 40 éve repült a Gemini-5 Űrvilág
- Űrrandevú: 40 éve repült a Gemini-6 és a Gemini-7 (1. rész) Űrvilág
- Űrrandevú: 40 éve repült a Gemini-6 és a Gemini-7 (2. rész) Űrvilág
- Űrrandevú: 40 éve repült a Gemini-6 és a Gemini-7 (3. rész) Űrvilág
- Hajszál híján: 40 éve repült a Gemini-8 (1. rész) Űrvilág
- Hajszál híján: 40 éve repült a Gemini-8 (2. rész) Űrvilág
- Megint hajszál híján: 40 éve repült a Gemini-9 (1. rész) Űrvilág
- Megint hajszál híján: 40 éve repült a Gemini-9 (2. rész) Űrvilág
- Kettős randevú: 40 éve repült a Gemini-10 (1. rész) Űrvilág
- Kettős randevú: 40 éve repült a Gemini-10 (2. rész) Űrvilág
- Lovagold meg, cowboy! – 40 éve repült a Gemini-11 (1. rész) Űrvilág
- Lovagold meg, cowboy! – 40 éve repült a Gemini-11 (2. rész) Űrvilág
- A Gemini utolsó felvonása: 40 éve repült a Gemini-12 (1. rész) Űrvilág
- A Gemini utolsó felvonása: 40 éve repült a Gemini-12 (2. rész) Űrvilág

### Külföldi oldalak
- John F. Kennedy Space Center – The Gemini Program
- NASA Project Gemini site Archiválva 2011. június 4-i dátummal a Wayback Machine-ben
- Barton C. Hacker és James M. Grimwood:On the Shoulders of Titans: A History of Project Gemini – online könyv (angol nyelven) Archiválva 2010. január 13-i dátummal a Wayback Machine-ben